# 電動バス

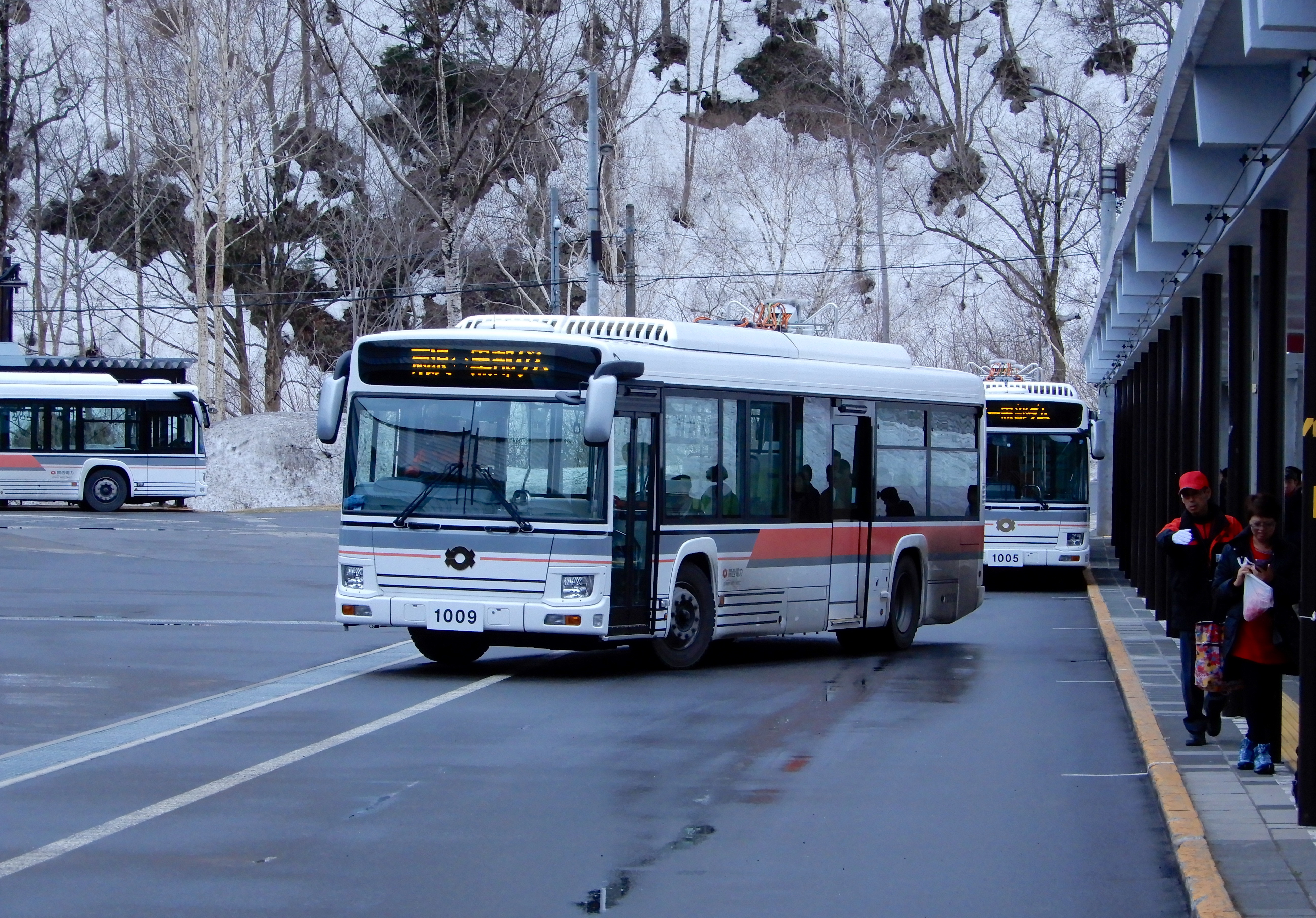
関電トンネル電気バスの車両（日野・ブルーリボン）

電動バス（でんどうバス、Electrical Bus）は二次電池式電気自動車（BEV）の一種であり、蒸気や内燃機関ではなく、蓄電池の電気エネルギーを動力源に電気モーターを回転させて走行するバスである。
電力を架線から集電するトロリーバス（無軌条電車）や燃料電池バスも、同様に電気のみを動力として電気モーターで走るが、これらはBEVではないため、通常は別のもとして扱われる。

## 概要
内燃機関と比べると、電気モーターは、アイドリングの必要が無い、起動トルクが大きい、実用回転域が広いという大きな特徴があり、

一段減速で変速機を省略しても十分な発進・加速性能が得られる。バスの原動機として長らく一般的であったディーゼルエンジンは元来フラットなトルク特性で、多段式の変速機を介することで、乗り物の運転に都合の良い、速度の上昇に合わせた段階的な右肩下がりのトルク曲線を得ていた。また、内燃エンジンは停止した状態からの起動もできず、クラッチ機構も必要となる。一方、電気モーターは起動時のトルクが最大で、そこから滑らかな右肩下がりとなる特性であるため変速機が不要で、歯車比が固定の減速機のみで駆動系が成立し、起動や加速などの操作も容易なうえ、減速時には電力回生まで可能である。20世紀中は技術が未成熟であったためあまり普及しなかったが、パワーエレクトロニクスの発展とリチウムイオンバッテリーの発明等の技術革新により本格的に普及が始まっている。
2019年現在、地球上のバスの約17 %にあたる、42万5,000台のバスが電動化されている。中華人民共和国では国策もあって電気バスが非常に普及しており、同年現在、地球上の電気バスの99 %が中国で運用されている。深圳などでは路線バスは完全に電動化されている。BNEF（Bloomberg New Energy Finace）の"Electric Vehicle Outlook 2020"レポートによると、2030年にはすべての都市内バスの58 %が電動化されるという。

2つ以上の異なる動力源（原動機）を組み合わせた自動車をハイブリッドカーと呼ぶが、脱炭素化の流れから、内燃機関と電気モーターを組み合わせる方式が増えている。動力源の一つとして電気を用いていても、ハイブリッドカーは電気自動車とは別に扱われるのが一般的である。
ハイブリッドタイプのものでは、車上で発電した電気を車載バッテリーに蓄電し、その電気でモーターを駆動する方式もある。一例としてデザインライン・タービン電気バスがあり、このバスはマイクロガスタービンを用いた発電装置と蓄電池・電気モーターによるもので、ディーゼルエンジンよりも二酸化炭素の排出が少なく、定速運転のガスタービンは排気浄化も容易いため、停車や発進、加減速を頻繁に行なう市街地走行に適しているといえる。同車種は日本では日の丸自動車興業の無料巡回バス「丸の内シャトル」「メトロリンク日本橋」で採用されている。
要約でトロリーバスを除外すると記述したが、運転中に架線の電力によって充電を行う「イン・モーション・チャージング」（IMC: in-motion charging）方式のトロリーバスには、数マイル程度の航続距離を有する蓄電池を搭載したものが登場しており、架線の無い場所でも電気バスとしての走行が可能である。

## 原理

### バッテリー
現在、最も普及している電気バスのひとつにバッテリー式電気バスがある。バッテリー式電気バスは、車内の電気をバッテリーに蓄えている。2018年現在、バッテリー式電気バスは1充電あたり280 km以上の走行が可能だが、極端な低温下や上り坂では航続距離が短くなる。一充電当たりの航続距離が限られているため、通常は都市部で使用されている。
都市部での走行は、起動・加速と減速が多用される。そのため、バッテリー式電気バスは、制動時に運動エネルギーの大部分をバッテリーに再充電することができ、ブレーキライニングの摩耗を減らすことができるので、ディーゼルバスより優れている。ディーゼル推進より電気を使うことで、都市での騒音や公害（大気汚染）を減らすことができる。
市街地での運行では、バスの非積載重量と転がり重量を最小限に抑えることが重要となる。これは、主要な構造材料としてアルミニウム合金を使用することで可能となる。また、複合素材やその他の軽量素材も使用してもよい。フィンランドのバスメーカー、リンクカー（Linkker）社によると、同社の全アルミニウム製バスは、同サイズの最新型スチール製バスの車両重量9,500 kgと比較して約3,000 kgも軽い。軽量化により積載量が増え、ブレーキ、タイヤ、ジョイントなどの部品の摩耗が減って交換周期の延長に繋がり、事業者のコスト削減が実現する。

### 充電
バスは、充電スタンドで充電するか、特別なワイヤレス充電パッドで充電することができる。
スウェーデンでは、バスなどの車両が道路や高速道路を走行しながら充電できる4種類のダイナミック充電技術を研究している。それらを以下の表に示す:
| タイプ                                  | 開発      | 出力 (現在) | 出力 (開発中) | 現在の電力で 必要な道路カバー率 | 現在必要とされている 道路距離1kmあたりの 百万スウェーデン・クローネ | 出典                      |
| --------------------------------------- | --------- | ----------- | ------------- | ------------------------------- | ------------------------------------------------------------------- | ------------------------- |
| 架空送電線 (Overhead power lines)       | Siemens   | 650 kW      | 1,000 kW      | 35 %                            | 12.4 (約1.51億円)                                                   | : 140 - 144 : 23 – 24, 54 |
| 地上からの電力供給 インロードレール経由 | Elways    | 200 kW      | 800 kW        | 67 %                            | 9.4 - 10.5 (約1.1億 - 約1.28億円)                                   | : 146 - 149 : 21 – 23, 54 |
| 地上からの電力供給 オンロードレール経由 | Elonroad  | 300 kW      | 500 kW        | 60 %                            | 11.5 - 15.3 (約1.41億 - 約1.87億円)                                 | : 25 – 26, 54             |
| 地上からの電力供給 車載用誘導コイル経由 | Electreon | 25 kW       | 180 kW        | 90 %                            | 19.5 - 20.8 (約2.38 - 約2.54億円)                                   | : 171 - 172 : 26 – 28, 54 |

## スクールバス用途

### 北米
2014年、カリフォルニア州サンホアキンバレー(San Joaquin Valley)のキングスキャニオン・ユニファイド学区(KCUSD: Kings Canyon Unified School District)に、量産型初の全電気スクールバスが納車された。この”Class-A"スクールバスは、カリフォルニア州フォスターシティ(Foster City)のモティヴ・パワー・システム(Motiv Power Systems)社が開発した電動パワートレイン制御システムを用いて、トランス・テック・バス(Trans Tech Bus)社が同社の「SST」をベースに改造したものである。このバスは、同地区が発注した4台のうちの1台。"SST-e"バスの第一弾は、カリフォルニア州大気資源局(CARB: California Air Resources Board)が管理するAB118大気質改善プログラムによって一部資金が提供される。

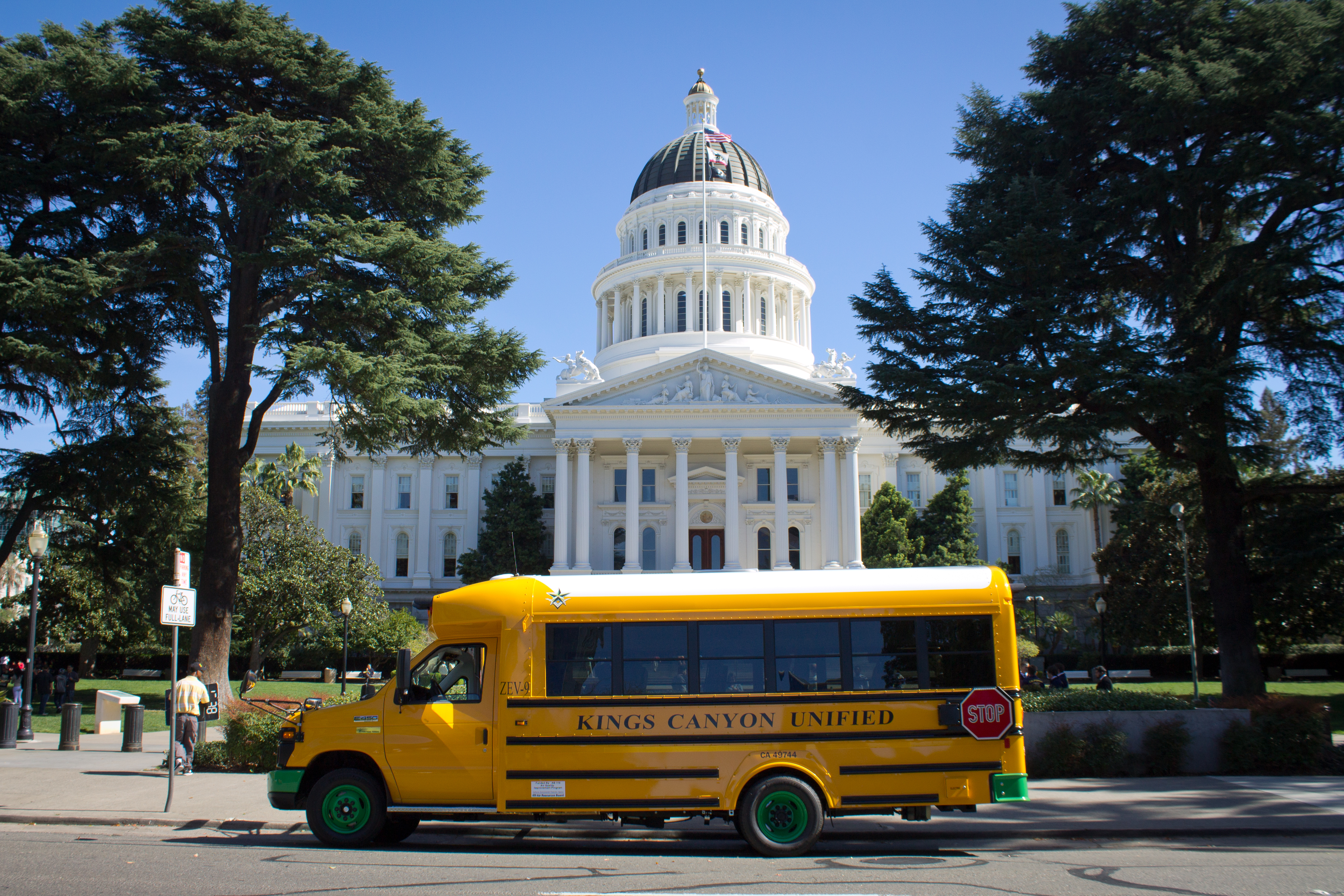
サクラメントのカリフォルニア州議事堂の外で一時停止するカリフォルニア州初の全電気スクールバス。

トランス・テック／モティヴ(Trans Tech Bus/Motiv Power Systems)社の車両は、キングスキャニオン・ユニファイド学区(KCUSD: Kings Canyon Unified School District)とカリフォルニア・ハイウェイ・パトロールの検査と認証にすべて合格している。ディーゼルハイブリッド車もあるが、生徒の送迎用として州から認可された最新の電気スクールバスは、この車両が初めてとなる。
2015年からは、カナダのメーカーであるライオンバス(Lion Bus)が、複合材料で作られたボディを持つフルサイズスクールバス「eLion」を提供している。2016年初頭から大量に製造・出荷されている通常生産品で、2017年まで50台程度が販売された。
2021年2月、米国では約300台の電気スクールバスが運行されていた。同月、メリーランド州モンゴメリー郡(Montgomery County)は、1,400台のスクールバスを2035年までに電気バスに移行する契約を承認し、最初の25台は2021年秋に到着した。
2021年インフラ投資・雇用法には、電気スクールバスのための資金として25億ドルが盛り込まれ、5年間で分配されることになった。

## 旅客輸送用途
欧米ではバスの意味で
「transit bus」と「coach」が使用される。以下にバス（transit bus）とコーチ（coach）の違いについて解説する。バスもコーチも交通手段として乗客を乗せる原動機付きの乗り物。コーチはバスの中でも特殊な車両。バスは公共交通機関の重要な役割を担う。コーチは主に長距離の移動に使用される。一般的に、コーチはバスよりも快適で、荷物を置くスペースも広い。バスはコーチよりも頻繁に停車。バスは学生の重要な交通手段である。バスは都市内や都市間を移動するのに対し、コーチは長距離を移動する。

### 北米

#### 米国

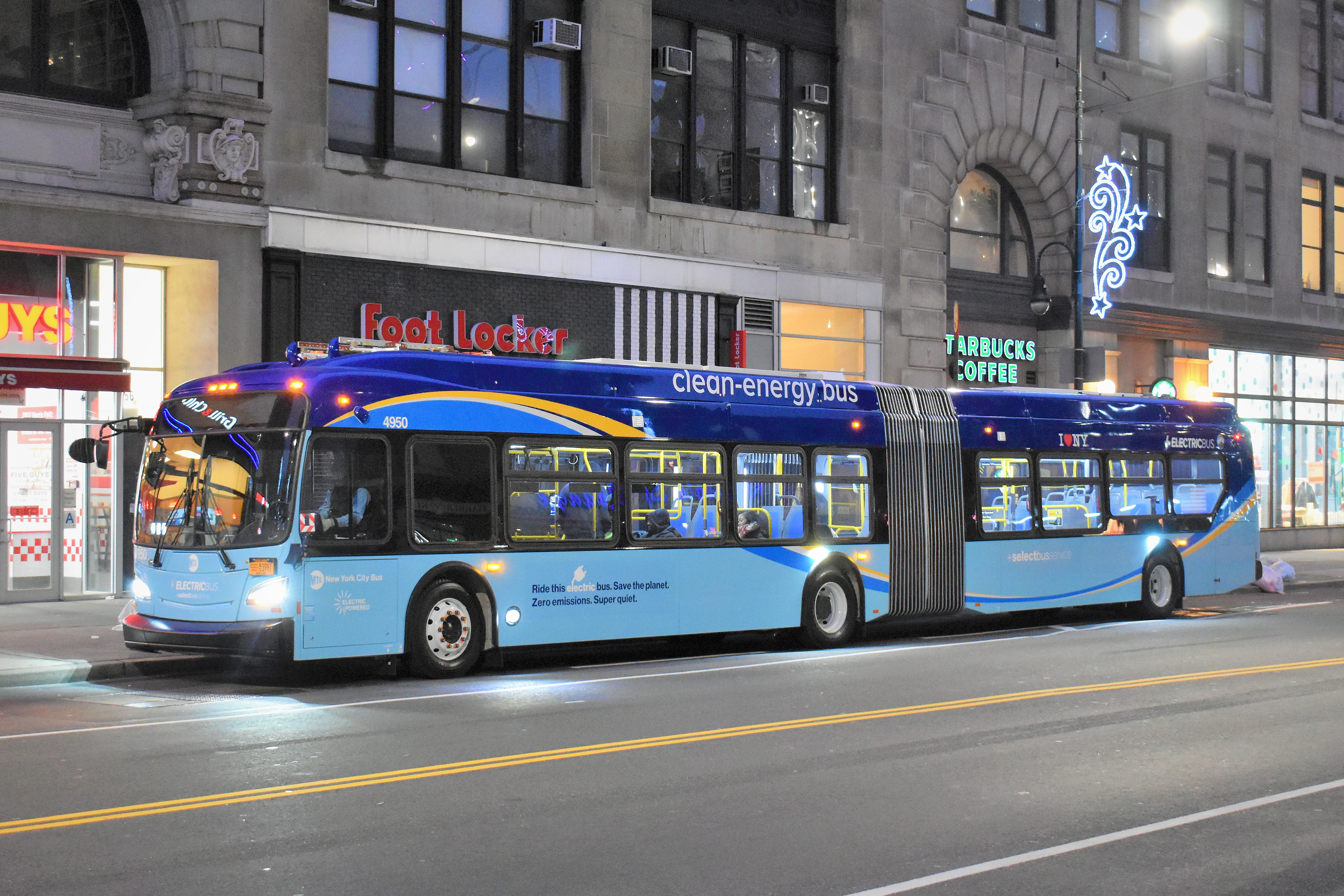
ニューヨークで運行をしているニューフライヤーの電気バス

1901年には米国のフィッシャー社が30人乗りのハイブリッド駆動バスを開発し、1903年からロンドンのバス会社で運行されたが、重量と燃費に問題がありすぐに使われなくなった。
カルスタート(Calstart)の年次データによると、米国で現在注文中または稼働中のバッテリー電気路線バス（BEB）の数は、2018年から2021年にかけて112%増加した。カリフォルニア州は約1,400台が走行中または発注済みで全米をリードし、ワシントン州、ニューヨーク州、フロリダ州がそれに続いている。CTE（Center for Transportation and the Environment）のエグゼクティブディレクターであるDan Raudebaugh氏は、バッテリー電気バスを採用したリーダーとしてテキサス州オースティン、シアトル、ロサンゼルス、カリフォルニア州オークランドの名前を挙げ、さらにメイン州ポートランド、ミネソタ州ダルース、フロリダ州ゲインズビルなどの小さな都市もこれらの車両を増備していると付け加えた。

##### カリフォルニア州
カリフォルニア州大気資源局（California Air Resources Board: 英語版）は2018年12月14日、公共交通機関が2040年までに100%ゼロ・エミッションのバス車両に段階的に移行することを州全体の目標とする、米国で初めての規制を承認した。 その後、2023年から2029年まで段階的なスケジュールが組まれ、2029年には年ごとに購入するバスの100%がゼロ・エミッションとなる。 早期のアクションを促すため、2021年末までに最低限必要な数のゼロエミッションバスが購入された場合、ゼロエミッション購入義務は2025年まで開始されない。

##### マサチューセッツ州
マサチューセッツ湾交通局（MBTA:Massachusetts Bay Transportation Authority）は1,150台のバスで約180路線を運行し、現在の平日平均乗車人数は27万6,000人である。2019年、MBTAはローガン空港、ボストン南駅、チャイナタウンなどに乗り入れるシルバーライン用に、60フィートのバッテリー電気バスを5台購入した。その経験を生かし、2040年までに完全な電気自動車運行を行う予定である。

##### テキサス州

###### オースティン
テキサス州オースチン(Austin, Texas)を管轄するキャピタルメトロ交通局（CapMetro:Capital Metro Transportation Authority）は、バスとEVバッテリーの両方を製造するカナダ拠点のニューフライヤー社(New Flyer Industries)に30台、カリフォルニア州シリコンバレー拠点のプロテラ社(Proterra)に26台のバッテリーEVバスを発注し、さらに250台以上の購入オプションがあることを明らかにした。426台のバスを保有する同機関では、2年前から12台の電気バスを運行している。副CEOのドッティ・ワトキンズは、2035年頃にはキャピタルメトロ交通局の輸送車両を完全に電化し、55台の地域用バスをやや遅れて入れ替える予定であると語った。

##### オレゴン州

###### レーン郡ユージーン市とスプリングフィールド市
レーン交通局（LTD:The Lane Transit District）は、オレゴン州ユージーン(Eugene)市とスプリングフィールド(Springfield)市を含むレーン郡を管轄している。100台のバスの中には、昨年納入されたバッテリー電気バスが11台含まれており、さらに今年19台のバッテリー電気バスが到着する。さらに2022年末までには、保有車両の30%をクリーンなバッテリー電気バスにする予定だと車両管理部長は述べている。

##### ミシガン
ミシガン大学もバッテリー式バスを発注している。

##### ニュージャージー州
ニュージャージー・トランジット社（NJ Transit: New Jersey Transit Corporation）は、NFI Group Inc.の子会社の電動マス・モビリティ・ソリューション・バスメーカーのニューフライヤー社(New Flyer of Industries)に全電気式の大型トランジットバス「Xcelsior Charge NG」8台を発注した。両社は、5年契約でさらに最大75台のバッテリー式電気バスを購入するオプションに合意している。ニューフライヤーの電気バス「Xcelsior Charge NG」は、最大525kWhの電力を新しい軽量電気駆動ドライブシステムで供給し、同社は最大90%のエネルギー回収が可能だとしている。

#### カナダ

##### ケベック州
カナダのケベック拠点のノヴァバス(Nova Bus)は最近、ケベック州の4つの交通局から24台の電気バスを受注した。モントリオールからセントローレンス川を挟んだ対岸の都市、ロングイユ市の市長は、2030年までにバス車両の半分を電気バスにする予定であると声明で述べている。

##### ウィニペグ
寒冷地のウィニペグ・トランジット(Winnipeg Transit)は2014年に最初のバッテリー電気バスの運用を開始。現在はカナダ拠点のニューフライヤー社(New Flyer Industries)が供給する8台の長距離バッテリー電気バスと8台の燃料電池電気バスを12～18カ月間平行試験する予定。

##### トロント
寒冷地のトロント交通委員会もバッテリー式バスを発注している。

### ヨーロッパ
19世紀末のヨーロッパでは公共交通機関として「オムニバス (Omnibus) 」と呼ばれる乗合馬車がみられた、自動車が発明されると乗合馬車も電動機などで駆動する試みが現れた。

#### フランス
1881年、パリでの「電気の博覧会」（Exposition Internationale d 'Électricité）にフランスのGustave Trouveが三輪自転車に電動機を搭載した車両を展示した。1882年にはパリバス会社において50人乗り馬車を改造した電気自動車の試作が行われた。

##### ルーアン
2022年2月8日、フランスのメトロポール・ルーアン・ノルマンディー(Metropole Rouen Normandy)は、エブスコ社(Ebusco)と、合計最大80台のエブスコバスに関する契約を締結した。この契約は2022年末頃に納入される4台の"Ebusco 2.2"バスと、2023年から2026年にかけて順次納入される76台の"Ebusco 3.0"バスを追加購入するオプションで構成されている。

#### イギリス
イギリスではサウス・シールズで1913年から1920年頃まで電気バスが運行されていた。

##### コヴェントリー
イギリス・イングランドのウェスト・ミッドランズ州コヴェントリーが英国初のオール電化バス都市に向け始動。コヴェントリーを英国初のオール電化バス都市にする1億4千万ポンドのプロジェクトの一環として、ゼロ・エミッションのダブルデッカーバス130台が来年導入予定。2023年初頭の運行開始を目指し、英国製の新ゼロ・エミッション・バスを発注し、市内の大気環境改善と二酸化炭素排出量削減に貢献。昨年、ウェスト・ミッドランズ・コンバインド・オーソリティー（WMCA：West Midlands Combined Authority）傘下のウェスト・ミッドランズ交通局（TfWM：Transport for West Midlands）は、コヴェントリー市内のすべてのバスをゼロ・エミッションにするために、交通省から5000万ポンドの資金を確保した。今回、ウェスト・ミッドランズ交通局との契約により、130台の新型バスを購入し、”All Electric Bus City”プロジェクトに数百万ポンド (通貨)の追加投資を行うことになった。同社は後日、さらにバスを発注する予定。他のバス会社や助成金を受けているバス会社とも同様の契約を結び、2025年までにコヴェントリーの街に最大300台の電気バスを走らせ、全車両を電気自動車にすることを目指す。ナショナル・エクスプレス・コヴェントリー（National Express Coventry）もウェスト・ミッドランズ・コンバインド・オーソリティー（WMCA：West Midlands Combined Authority）も、バスの発注先については明らかにしていない。ただ、ゼロ・エミッション・バスの資金援助を受けるための前提条件として、この新2階建てバスは英国製であることを明記している。つまり、BYD-ADL（BYD-ALEXANDER DENNIS）、Wrightbus、Switch Mobility（旧Optare）のいずれかが電気バスを製造することになる。ナショナル・エクスプレス・コヴェントリーは、すでにコヴェントリーで10台の電動2階建てバスを保有しており、プレス画像はADL-BYD Enviro400EVのグレーブルーの塗装である。しかし、事業者またはメーカーは、現在の重要な受注が英国・中国のコンソーシアムにも及んでいるかどうかは未確認である。ウェスト・ミッドランズ交通局は、新しい車両に加えて、コヴェントリー市議会と協力して、新しいバスに電力を供給するために必要な充電インフラを整備している。これには、バス発着所のアップグレードや、プールメドウ・バスステーション（Pool Meadow Bus Station）での充電ポイントなどが含まれる予定。2020年夏から市内全域で10台の完全電気バスを運行。2019年、コヴェントリー市議会は、政府の超低排出ガスバススキームから220万ポンド (通貨)を獲得し、10台の新しい電気バスとそれを支えるインフラに資金を提供。10台のバスはそれぞれ4時間で充電でき、冬場は220キロ、夏場は280キロ走行後に次の充電が必要となる。プールメドウ・バスステーションに近いバス会社の車庫にはソーラーパネルが設置され、日中は再生可能エネルギーを利用し、夜間は電気バスの充電に利用。各電気バスに専用の充電ステーションを設置。コヴェントリー工場のエンジニアは、携帯電話のアプリでバスの運行状況をリアルタイムで監視可能。既存の10台の電気ダブルデッカーバスは、すでに85万マイル以上走行し、1,400トンの二酸化炭素を削減。

##### カーディフ
カーディフ・バスは、最新のバッテリー式電気バス36台を発注したことを確認。これは、ロンドン以外ではこれまでで最大の単独の発注になる。36台の”Yutong E12”ゼロエミッションバスは、2021年末から市内の道路を走る予定で、カーディフのバスネットワークの提供方法の変革につながるであろう。2021年12月から2022年1月にわたってカーディフを走行する。

#### ドイツ

##### ベルリン

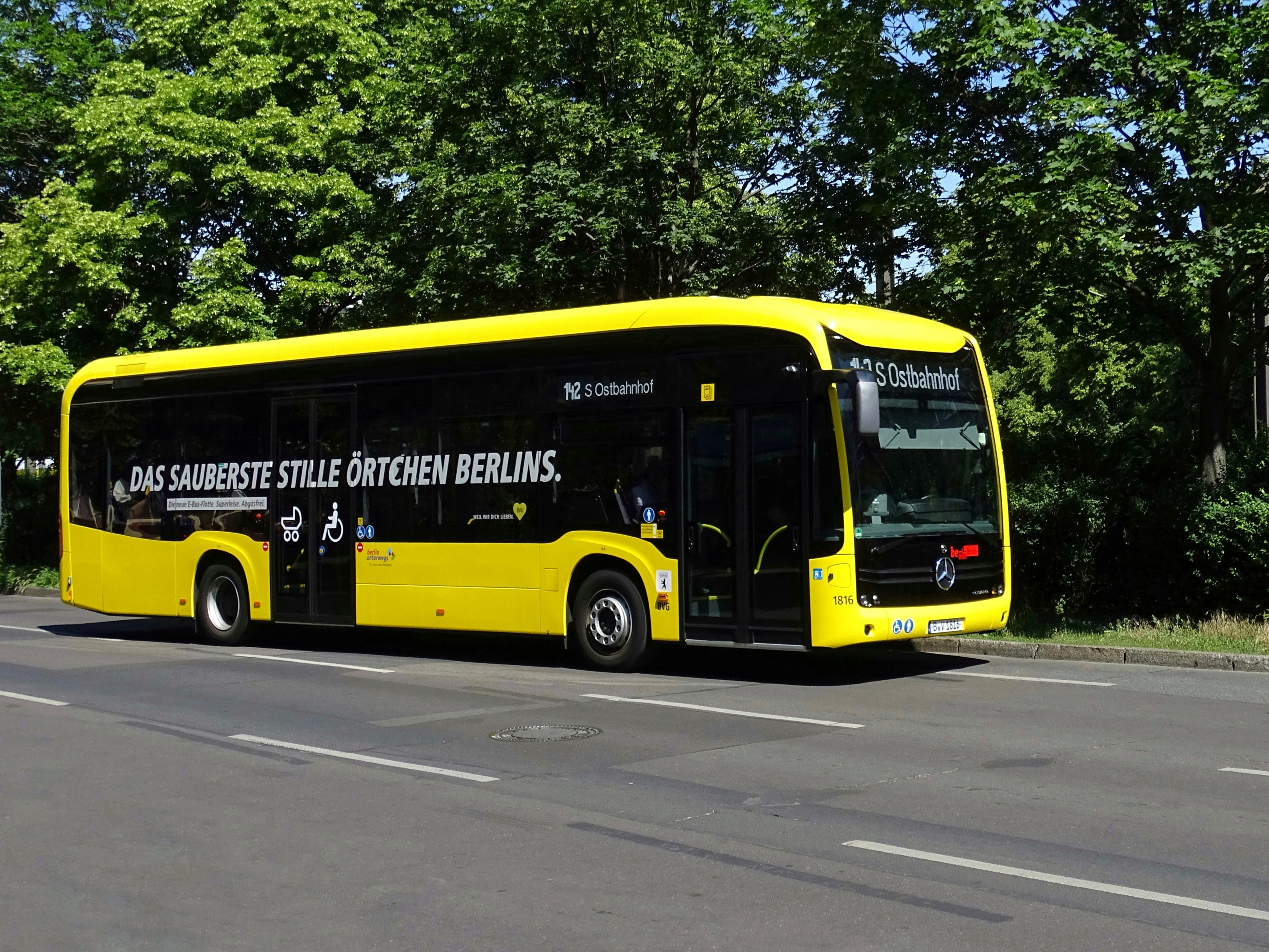
ベルリンで運行をしているメルセデス・ベンツの電気バス

ドイツのベルリン交通局（BVG：Berlin Verkehrsgesellschaft）の監査役会は、電気バス90台の追加購入にゴーサインを出した。車両は全長12メートルのバッテリー単独車両で、車庫で充電される。この車両がどのメーカーに発注されたかはまだ不明である。ドイツの地元紙『Tagesspiegel』が書いているように、オランダの電気バス・充電インフラメーカーのエブスコ社（Ebusco）に発注されたとのことである。ベルリン交通局（BVG：Berlin Verkehrsgesellschaft）にとって、エブスコ社（Ebusco）への発注は初めてとなる。ベルリン交通局（BVG）によれば、バス運行の合間の充電で「1日の走行距離を最大化することが可能」とのことである。ただし、パンタグラフによるターミナル停留所での急速充電は行わない。広報担当者が『Tagesspiegel』紙に説明したように、バスの使用は、予定された運行の間に車両基地に移動し、そこで充電するように制御される予定である。
90台の新車に必要な充電インフラを含め、承認された予算は総額で約6500万ユーロである。すべてのバスの納車は、2022年末の予定である。これにより、ベルリン交通局（BVG：Berlin Verkehrsgesellschaft）の電気バスは228台に増加する。これまでベルリン交通局（BVG：Berlin Verkehrsgesellschaft）の電気バスは、ポーランドのメーカーのソラリス社（Solaris）の車両が中心であった。さらに、メルセデス・ベンツの”eCitaro”が13台ある。オランダのメーカー、エブスコ社（Ebusco）は、2019年10月に「Ebusco 3.0」を発表していた。今のところ、オランダとスカンジナビアが主な販売地域となっている。ドイツでは、フランクフルト、ミュンヘン、バートテルツ（Bad Tölz）で一部のエブスコ「Ebusco」が走行中である。

##### デュッセルドルフ
デュッセルドルフ市がスペインのイリサール社（Irizar）に電気バスを8台追加発注。スペインのメーカー、イリサールは、ドイツのデュッセルドルフにあるラインバーンAG（Rheinbahn AG）から、新たに電気バスを受注したことを明らかにした。同社は今回、12メートル級のieバスをさらに8台発注した。ラインバーンAGは、デュッセルドルフの公共交通機関。 800台以上の車両（バスと路面電車）を運行し、1日に約62万人の乗客を運ぶ。イリサールによると、新型電気バスは新世代バッテリーを搭載し、重量も軽減。バッテリーは夜間充電。これまでの報道によると、全長12メートルの単車バスには、最大350kWhのバッテリーを搭載可能。駆動装置は最大出力180kW。ラインバーンAGはすでに2019年に12m版のieバスをイリサール社に10台サンプル発注しており、2020年末に運行を開始。しかし、追加の電気バスがいつ納車され、いつ運行開始されるかはまだ不明。

##### ミュンヘン
ドイツの公共交通機関であるシュタットべルケ・ミュンヘン（Stadtwerke München）からオランダの電気バスメーカーであるエブスコ社（Ebusco）は続々と受注を獲得している。受注したのは、”Ebusco 2.2”タイプの18メートル級（連接）電気バス14台である。納期は2023年前半である。ミュンヘン・フェルケスヘルシャフト（MVG：Münchner Verkehrsgesellschaft）のマネージングディレクター兼バス事業部長の”Veit Bodenschatz"氏は、「運行中の”Ebusco”の12メートルバスが期待通りの航続距離を実現した後に、その兄弟車を路上で走行させることを楽しみにしている」と語っている。ミュンヘンでは、前述の12台の”Ebusco 2.2”がすでに12mバージョンの単独電気バス（”Ebusco 2.2”には単独バスと連接バスの２つの型がある。単独バスとは、２台以上が連なる連接バスに対して、１台で運行する電気バスのこと）として使用されているほか、既報の通り、最近”Stadtwerke”に引き渡された2台の（単独電気バスの）”Ebusco 3.0”が使用されている。
オランダのバスメーカーエブスコ社（Ebusco）の電気バスは、主にオランダ、ベルギー、デンマークで運行中で、ドイツのいくつかの都市でもかなりの台数が使用中、もしくは使用予定である。エブスコ社（Ebusco）は2021年12月にドイツの新規顧客から注文を受けたばかりである。”Infra Fürth Verkehr GmbH”から、全長18mの”Ebusco 2.2”型の連接バス3台を受注した。その少し前にフランクフルトで”Ebusco 2.2”型が12台納車され、さらにベルリン交通局（BVG：Berlin Verkehrsgesellschaft）から90台を受注している。首都への納車は今年中の予定である。この契約には、最初のバスの納入から1年後まで、さらに60台の”Ebusco 2.2”を発注するオプションが含まれている。

##### コンスタンツ（バーデン＝ヴュルテンベルク州）
シュタットベルケ・コンスタンツ（Stadtwerke Konstanz）（バーデン＝ヴュルテンベルク州）に6台のメルセデス・ベンツ"eCitaro”が納車された。バーデン＝ヴュルテンベルク州のシュタットベルケ・コンスタンツ（Stadtwerke Konstanz）は、保有するバスの長期的な転換の前段階として、新たに6台の電気バスを購入した。新型のメルセデス”eCitaro”電気バスはすでに納車されており、2月に6番線と14番線で運行を開始する予定である。
同自治体ではすでに2020年10月に、2021年に6台の電気バスを購入し、将来的にはディーゼルバスの購入を中止する意向を表明していた。そして、昨年メルセデス・ベンツに発注し、その後、赤く塗られた”eCitaro”バスがコンスタンツに到着している。そのため、ボーデン湖畔の街では、公共交通機関のバスは「赤いアーノルド（Red Arnold）」とも呼ばれている。
シュタットヴェルケ・コンスタンツのマネージング・ディレクターのノルベルト・ロイター氏（Norbert Reuter）は、「私たちの目標は2035年までに『赤いアーノルド』を全て電気バスにすることです。そのため、今後新しいディーゼルバスを購入することはなく、電気駆動に頼っていくことになります。」と述べている。「つまり、将来的には毎年平均4台の新しい電気バスを調達しなければならないのです。」
シュタットヴェルケ・コンスタンツは、最初の6台に必要な充電インフラを含めて合計約500万ユーロを投資したが、230万ユーロはドイツ連邦環境省とバーデン＝ヴュルテンベルク州からの補助金で賄われた。
シュタットヴェルケ・コンスタンツのバス事業部長である”Ralph Stöhr”氏は、「充電インフラを新設したシュタットヴェルケの敷地内で、夜間に充電する。」と説明している。「バスは、”Green Electricity Label”の認証を受けたグリーン電力で充電されています。これはとても重要なことです。」 シュタットヴェルケ・コンスタンツの計算では、航続距離250キロの電気バス1台が1日あたり約90リットルのディーゼルを節約できる見込みである。年間で300トンのCO2が削減されることになる。

##### バーデン＝ヴュルテンベルク州
SWEG（Südwestdeutsche Landesverkehrs-GmbH）は2022年1月18日にEbusco社に”Ebusco 2.2”電気バス10台と充電システムを発注した。SWEGを新たな顧客とすることで、Ebuscoは再びドイツの顧客基盤を拡大する。バスはバーデン＝ヴュルテンベルク州（Baden-Württemberg）州で使用される予定。
SWEGは、ドイツ南西部の公共交通機関。子会社と合わせ470台のバスを運行。今回の入札で、SWEGは低床電気バスと、車庫充電ステーションという関連インフラを一つの入札にまとめるという意識的決断を下した。価格競争力、長期保証、メンテナンスコストの低さが、Ebuscoを選んだ重要な理由。受注内容は、全長12mの”Ebusco 2.2”バス10台とEbusco 100 kW充電器10台。

##### パルヒム（メクレンブルク＝フォアポンメルン州）
メクレンブルク＝フォアポンメルン州パルヒム（Parchim, Mecklenburg-Vorpommern）では2022年2月1日から電気バス車両を定期運行に配備。2021年9月初旬には、メルセデス・ベンツから最初の15台の"eCitaro"がVLP（Verkehrsgesellschaft Ludwigslust-Parchim mbH）に納車された。このタイプのバスは、ニッケル、マンガン、コバルトを必要としないリン酸鉄リチウムをベースにした固体電池で走行。車輪のハブ (機械)の近くに電気モーターを搭載し、電気式CO2ヒートポンプで暖房・冷房を行う。すでに電気バスの試験運行が始まっている。2022年2月1日から、パルヒム地域で新しい電気バスが定期的運航される予定。ルートヴィヒスルスト・パルヒム（Ludwigslust-Parchim）地区は、地区開発コンセプト”KEK2030”の一環として、電動モビリティを推進し、2030年までに地区内のCO2排出量を55%削減を計画。パルヒムのVLP運行拠点にはシュタットヴェルケ・パルヒムの協力により1600kVAの変圧器が設置された。現在、他の拠点でも充電インフラがさらに拡張され、車庫管理への投資も行われている。この目標達成のため、VLPバスも電動運行へ転換を進める予定。このため、VLPバス発着所の充電インフラの送配電網接続設置と、電気バス稼働機能を備えた運行管理システムの導入プロジェクトが開始された。メクレンブルク＝フォアポンメルン州交通省は、欧州地域開発基金（ERDF：European Regional Development Fund）から約270万ユーロを投じてこのプロジェクトを支援している。投資総額は約360万ユーロに達する。

#### ポーランド
ポーランドでは、2018年にグディニャ市でeCitaroを導入。その後は車両台数を増備していったほか、2022年には新たにMAN・ライオンズ・シティ12Eを追加導入し、電気バスの台数を増やしている。
また、ジェロナ・グラではソラリスの電気バスを購入するほか、ソラリス（Solaris Bus）ではその他の都市でも計500台前後の電気バスを納入している。

#### ルクセンブルク

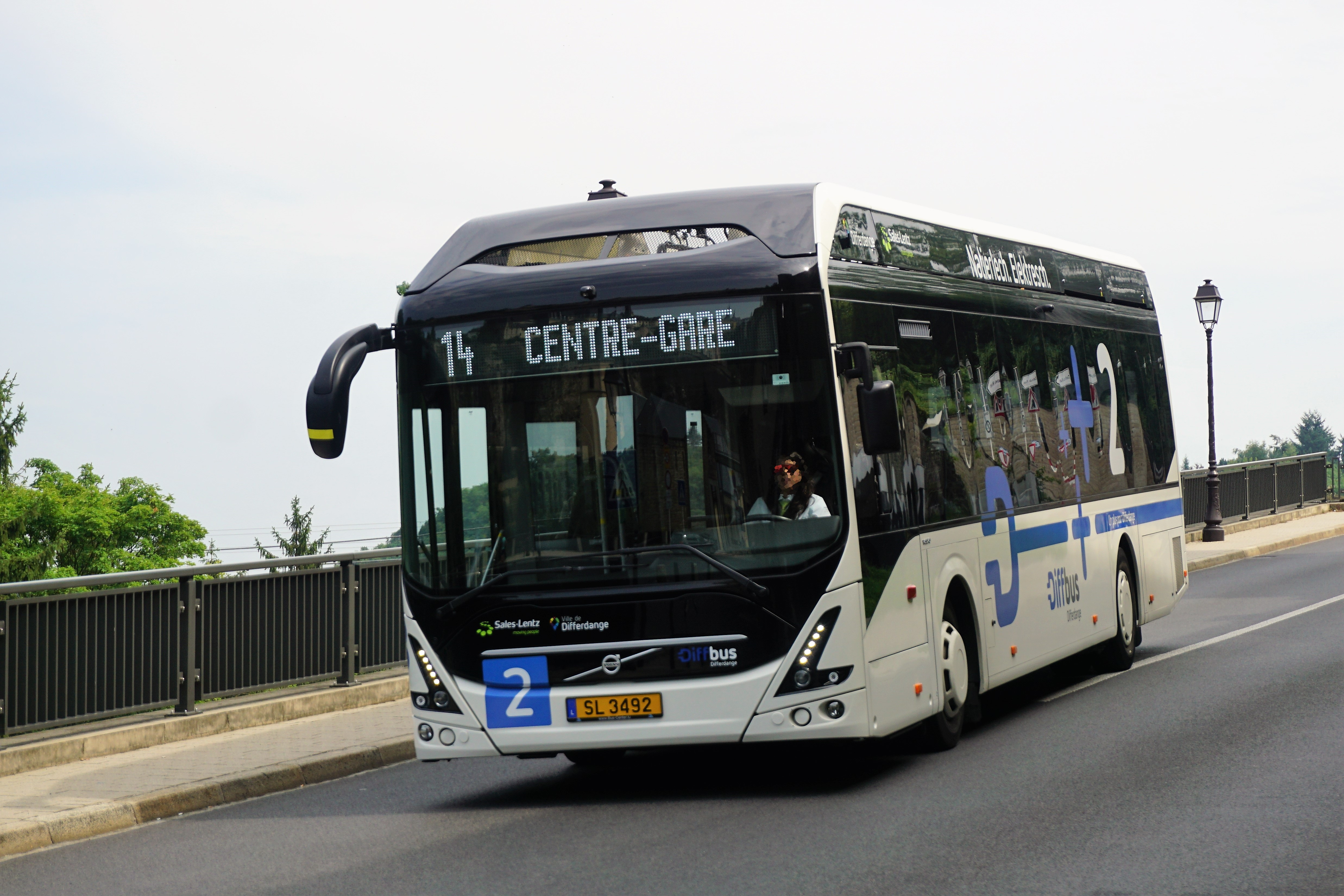
ルクセンブルク市に貸し出されたボルボの電気バス

ルクセンブルクでは、2018年にボルボの電気バスが貸し出され、その後2020年に正式契約を果たし、市内に10台の電気バスを導入。

#### スイス
スイスでは、2020年にチューリッヒ市のスイス連邦工科大学チューリッヒ校（チューリッヒ工科大学）を結ぶEurobus運営のシャトルバス「ETH Link」において、eCitaroの連節バスが3台導入された。

#### デンマーク

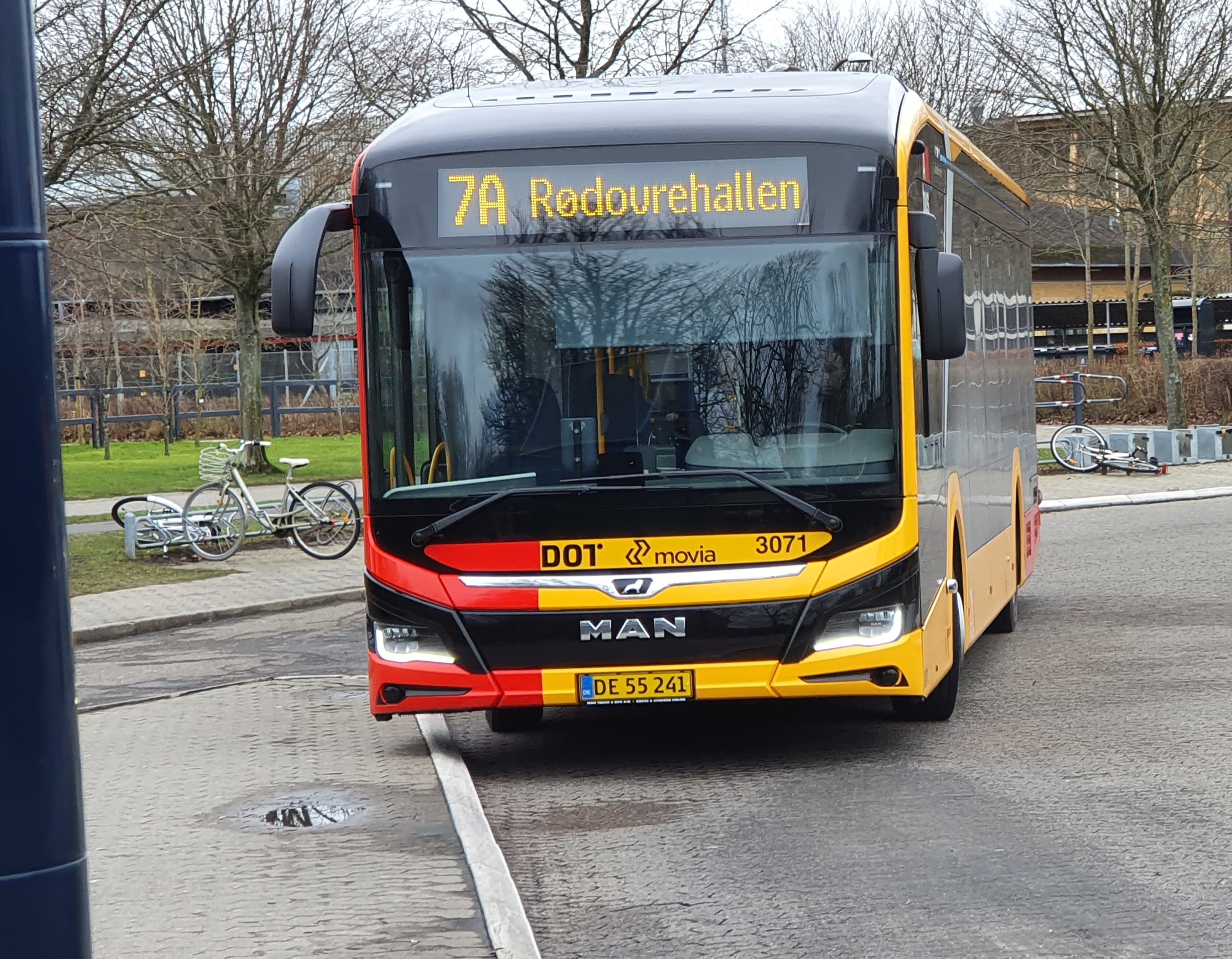
デンマークで運行をしているMANの電気バス

デンマークでは、公共交通機関の運営会社である”Movia”が、2021年にMAN・ライオンズ・シティ12Eを発注し、コペンハーゲンにて運行を始めた。その後、公共交通機関の運営会社である”Nobina”も2021年3月に発注し、コペンハーゲンで引き渡した13台の”Ebusco 2.2”電気バスを使用する予定である。この13台のバスは4回にわたる初めての注文であり、合計で79台の電気バスとなる。また、バス1台で150kW、2台にそれぞれ75kWの充電可能な”Ebusco”社製150kW充電機も複数台発注している。

#### ノルウェー

##### オスロ
ノルウェーの交通事業者ユニバス（Unibuss AS）は、ポーランドのバスメーカー、ソラリス（Solaris Bus）に大規模発注を行った。ユニバスは、オスロで使用する183台のソラリス製アーヴィーノ18（Urbino 18 electric）電気連節バスを発注。ソラリス (バス)社にとってこれまでで最大の単独受注。ソラリス (バス)社発表によれば契約は2022年1月14日締結。新型バスは2023年4月に運行開始予定。メーカーによれば契約総額は約1億ユーロ（約128億円）。”Urbino 18 electric”は、2017年に導入された電気連節バスの4代目。ユニバスはいずれも「1台あたり500kWhを超えるバッテリー」を選択しており、2019年10月のバッテリー更新以降に提供された550kWhのバッテリー中で間違いなく可能な最大のものである。オスロのバスは、車庫でのケーブル充電のみ行う（オプションのパンタグラフは有しない）。3軸のうちの中間軸のアクスルの中央に設置された約250kWのモーターで駆動する。ソラリス (バス)はこれまで、2019年にワルシャワの交通事業者MZA（MZA Warsaw）からの130台の電気連節バスの受注が最大の単独受注であった。ユニバス（Unibuss AS）は新規顧客でなく、2006年以来、ポーランドのメーカー（の"Solaris Bus"）に何度もバスを発注している。
第4世代の電気連節バス”Urbino 18 electric”は2017年に発売され、それ以来、ヨーロッパの多くの大都市でのサービス提供に成功している。この車両は、排出ガスを出さないことで際立っており、（バッテリーの構成とインフラによって）1日24時間まで稼働可能。ソラリス (バス)製連接バスの優位性は、ブリュッセル、ベルリン、バルセロナ、ワルシャワ、クラクフ（ポーランド南部）、ポズナン（ポーランド中西部）、ハンブルクなどの都市で、すでに確認されている。間もなく、23台の”Urbino 18 electric”電気連節バスがデンマークのアールハウスに提供される予定。

#### ロシア連邦

##### モスクワ
ロシアの首都でバスや路面電車を運行するモスゴートランス（Mosgortrans）によると、モスクワ市当局は2022年にさらに500台の電気バスを調達する計画である。モスクワではすでに1,000台の電気バスが走行中であり、2030年までに電気バス保有率100%を目指している。既報の通り、モスゴートランスは、近い将来、2023年までに2,000台の電気バスを購入し運行を開始し、500以上の充電ステーションを設置する予定。
モスゴートランス社によると、現在モスクワの66路線で走っている1,000台の電気バスは、ヨーロッパとアメリカで最大級のゼロエミッション運行を構成。モスクワ市交通局副市長のマクシム・リクストフ氏は、「12月にモスクワは、ロシアのメーカーであるカマズ（KAMAZ）から電気バス1000台目を納車された」と述べている。さらに、モスクワの今年の電気バス購入は以前の発表より若干の増加だと付け加えた。モスゴートランスは当初420台を予定していた。
カマズ（KAMAZ）によると、モスクワの1000台の電気バスのうち、750台がカマズ製。納車されたバスの型式は、サウジアラビアで2017年に発表された”KAMAZ-6282 Electric Bus”。今回のモスゴートランスからの受注は４回目となる。カマズは2022年の事業計画に450台の電気バスの生産を盛り込み、モスゴートランスへの納入のための新たな入札に参加することを計画。

これまでの発表と同様、今回のリリースでは価格や車種などの詳細は明らかにされていない。これまでモスゴートランス社は、電気都市バスを”GAZ”と”KAMAZ”に依存しており、このモデルを「モスクワ電気バス」と称する。”KAMAZ”は2021年4月、モスクワのモスゴートランスの支店である”SVARZ”（Sokolniki Auto Repair and Construction Plant）内に電気バス専用工場を開設している。”KAMAZ”の工場では年間500台の電気バス生産可能であり、さらに年間200台の電気バス増産の生産棟も計画中。モスゴートランスは、「”SVARZ”で製造された車両は、技術的・運用的な特性において国際的な競争相手と比肩する。」「ポーランドやドイツなど世界のメーカーが製造した電気バスのモデルより30%も安い。」と主張。

### アジア

#### イスラエル
2022年2月1日、排出ガスを出さない都市交通への移行という世界的な流れに応じ、また、2026年に都市部の公共バスをゼロエミッションで100%調達するという政府の決定を実行するため、環境省はイスラエルの公共交通事業者に指令を出した。この指示では、ゼロエミッションバスへの切り替えを目的年まで段階的に行うことを定めている。2024年までに、購入するバスの30%以上をゼロエミッション車にする。2025年に50%以上、2026年以降は100%とする。

#### 中国

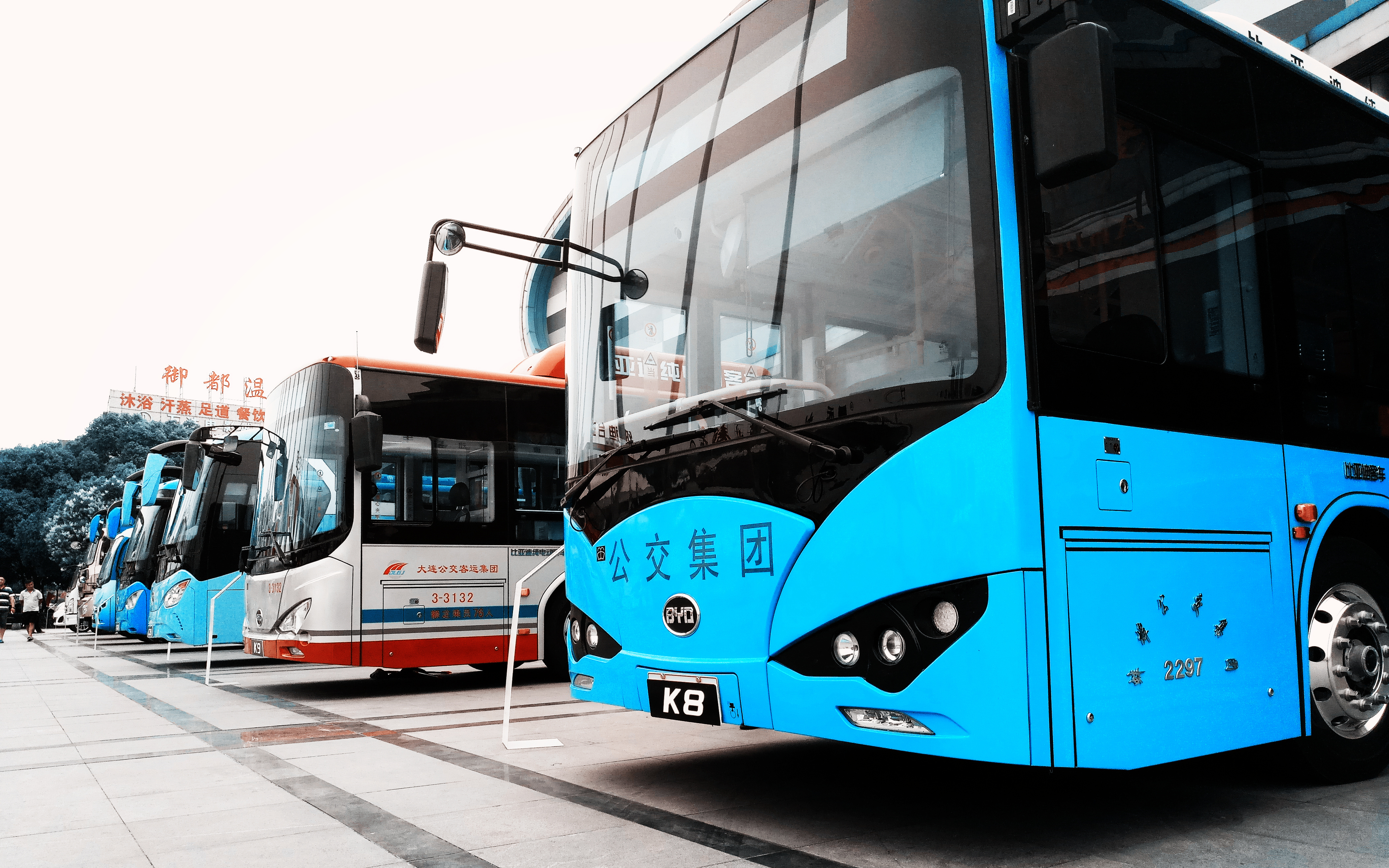
中国で運行をしているBYDの電気バス

2016年に156,000台の電気バスが使用されていた。その後さらに数が増え、2017年には385,000台の電気バスが走行している。これは世界の電気バスの99%を占める台数である。中国のバスの17%が電気バスによる運行である。
深圳市では既に2017年末時点で市内の路線バス約1万6000台の100%EV化を達成している。深圳市政府が大量の補助金を投入し、2014年11月時点で、市内のEVバスが約1300台だったが2017年末に約1万6000台に急拡大した。

#### インド
2022年1月20日木曜日に、ニューデリー拠点の”Energy Efficiency Services Limited”(EESL)の完全子会社でデリー連邦直轄地拠点の”Convergence Energy Services Limited”(CESL)は、グランドチャレンジ計画の下において過去最大の電気バス需要の提案依頼書が発案されたと発表。5,450億ルピーの入札を通じ、CESLは1階建てバス5,450台と2階建てバス130台の配備を目指す。この入札には、5つの主要都市に集約した電気バスの均一な需要が含む。CESLの2022年1月20日木曜日の声明によると、この計画は、都市バスの近代化プラットフォームとしての進化により、州交通事業（STUs：state transport undertakings）による電気バスの調達のボトルネックを排除し、クラス最高の実践と運用基準を制定し、運行と乗客の効率化を可能にし、都市の（バス）運用コストの削減を目指すものである。グランドチャレンジの対象となる都市は、第一段階ではベンガルール（Bengaluru：インド南部・カルナータカ州の州都）、デリー（Delhi：インド北部の大都市圏、インドの首都または首都特別地域）、スーラト（Surat：インド北西部にあるグジャラート州南部の港湾都市）、ハイデラバード (インド)（Hyderabad：インド中南部のテランガーナ州ハイデラバード県の州都市）、コルカタ（Kolkata：インドの西ベンガル州の州都）である。電子バスの最初のロットは、2022年7月までに路上を走る予定。

##### デリー連邦直轄地
2022年1月7日、首都に初の電気バス導入。デリー交通公社（DTC：Delhi Transport Corporation）購入のこのバスは、この10年間で初めて、そして唯一、公共交通機関の車両に追加された。デリー市は、近々300台の電気バスをまとめて運用し、デリー交通公社（DTC：Delhi Transport Corporation）には2,000台以上の新しい電気バスを導入する予定。2022年1月7日以前は、2011年以来、DTCに新しいバスが追加されたことはなかった。デリー連邦直轄地首相によると、2022年4月までに300台の電気バスがデリーの街を走り、直轄地政府の最終目標は今後数年間で2,000台の電気バスを調達することである。2022年1月7日に導入されたバスは、急速充電器で1時間から1時間半以内に充電でき、1回の充電で最低120km走行可能。デリー政府によると、300台の電気バスは、ムンデラ・カラン（Mundela Kalan）で100台、ラージガット（Rajghat）で50台、ロヒニ・セクター（Rohini Sector）37で150台で運行される予定。

#### 韓国

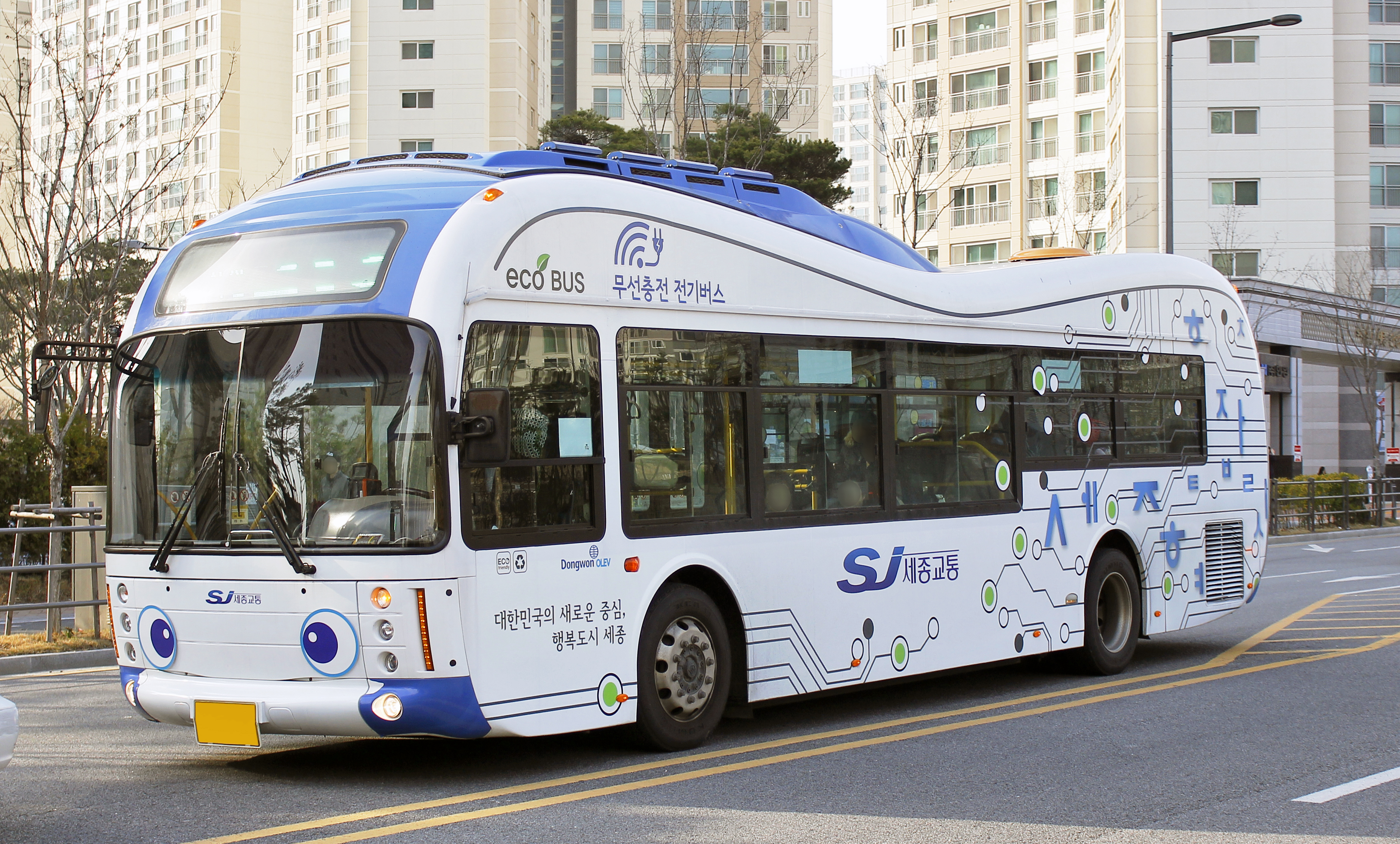
ファイバー社のプリムスを改造したオンライン電気バス

2010年にKAISTが道路に埋没された充電装置とバスに搭載された充電装置で電磁誘導を行うオンライン電気自動車を開発し、ソウル大公園内の循環バスで世界で初めて実用化された。

#### マレーシア
- ラピドKLサンウェイ線(Bandar Sunway)[115]
- プトラジャヤ(Putrajaya)[116][117]
- ムラカ(Malacca City)[118]
- セランゴール州(Selangor)[119]
- コタキナバル(Kota Kinabalu)[120]
- コタバル(Kota Bharu)[121]
- クチン(Kuching) (2019年3月1日より試験中)[122]

## 日本での電動バスの歴史

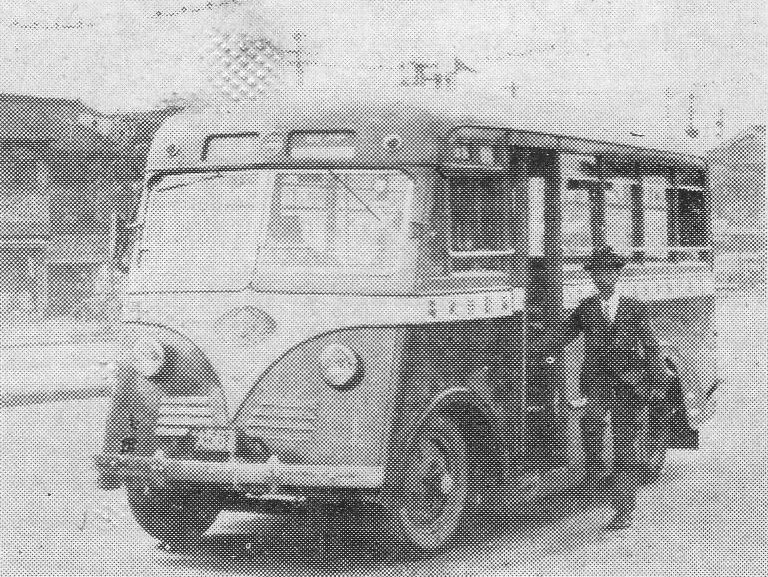
大阪乗合自動車（青バス）の電気バス（1937年頃）

### 中島製作所の電気バス
戦前の日本では1930年に東邦電力、湯浅電池、株式会社中島製作所が電気バスを共同開発し、名古屋市電気局で約1年間営業運転された。
この中島製作所は現在の大阪市港区で設立された会社で、1924年（大正13年）に電気自動車の第1号車を製作し、兵庫県尼崎市に工場を設置して中島運搬機製造株式会社となった。昭和初期には日本の電気自動車のトップメーカーとして多数の電気バスを制作し、戦中戦後の燃料不足の時期には全国のバス事業者に多数の車両納入実績がある。なお、富士重工業（現：SUBARU）の源流となった中島飛行機とは資本的・人的に全く関係ない別の会社である。
また1933年には、名古屋乗合自動車（通称「青バス」）が名バス公園線（鶴舞公園）に電気バスを導入した。
1939年7月には川崎鶴見臨港バスが電気バスの仕様を開始しているが、これも中島製作所が製造した車両であった。
その後は太平洋戦争の激化に伴い、石油燃料統制への対応策として大都市の事業者で電気バスが導入された。戦後も石油燃料の不足・統制は続いていたことから、1948年から1950年代初頭までの時期を中心に、各地の都市の事業者で使用されたが、石油事情の好転とともにディーゼルバスに置き換えられ、短期間の使用に終わった。

### 低公害車としての導入
公害が社会問題化した1970年代には、低公害に着目して神戸市交通局や大阪市交通局などの排気ガス公害の深刻だった都市の事業者が導入するなど、公営バス事業者を中心に導入の試みが続けられた。
京都市交通局では、1970年代に路線を廃止したため余剰となったトロリーバス車両（300形318号）を用いて蓄電池を搭載し京都駅 - 深泥池間で実証試験を行った。その後1979年から西京区内の洛西ニュータウンで本格的に行った営業運行では、三菱自動車工業（現：三菱ふそうトラック・バス）製の電気バスME460型6両を洛西営業所に配置し、蓄電池を脱着可能にして専用設備で蓄電済のバッテリーユニットを取り替えることで車両運用効率を向上したシステムを採用した。しかしニュータウン内の環境汚染対策としては効果が認められたが、当該運行区間は坂が多いこともあって蓄電池の消耗劣化が如何ともしがたいこと、バスの冷房化が困難であることなどにより、1987年に電気バスの運行を取りやめた。
大阪市交通局においては、1972年にいすゞ自動車製の電気バスEU05型を2両導入し「あおぞら号」の愛称で使用した。神戸市・京都市の三菱車と同様にバッテリーをユニット化した構造で、営業所には3分間でバッテリー交換ができる設備も備えていた。1982年まで使用された。
同時期に名古屋市営バスでは、1973年に日野BT900を1両導入して1979年まで運行した。日野自動車では、このときに苦労した経験が後にHIMR（ハイエムアール）の開発に役立ったという。

### 2010年代以降

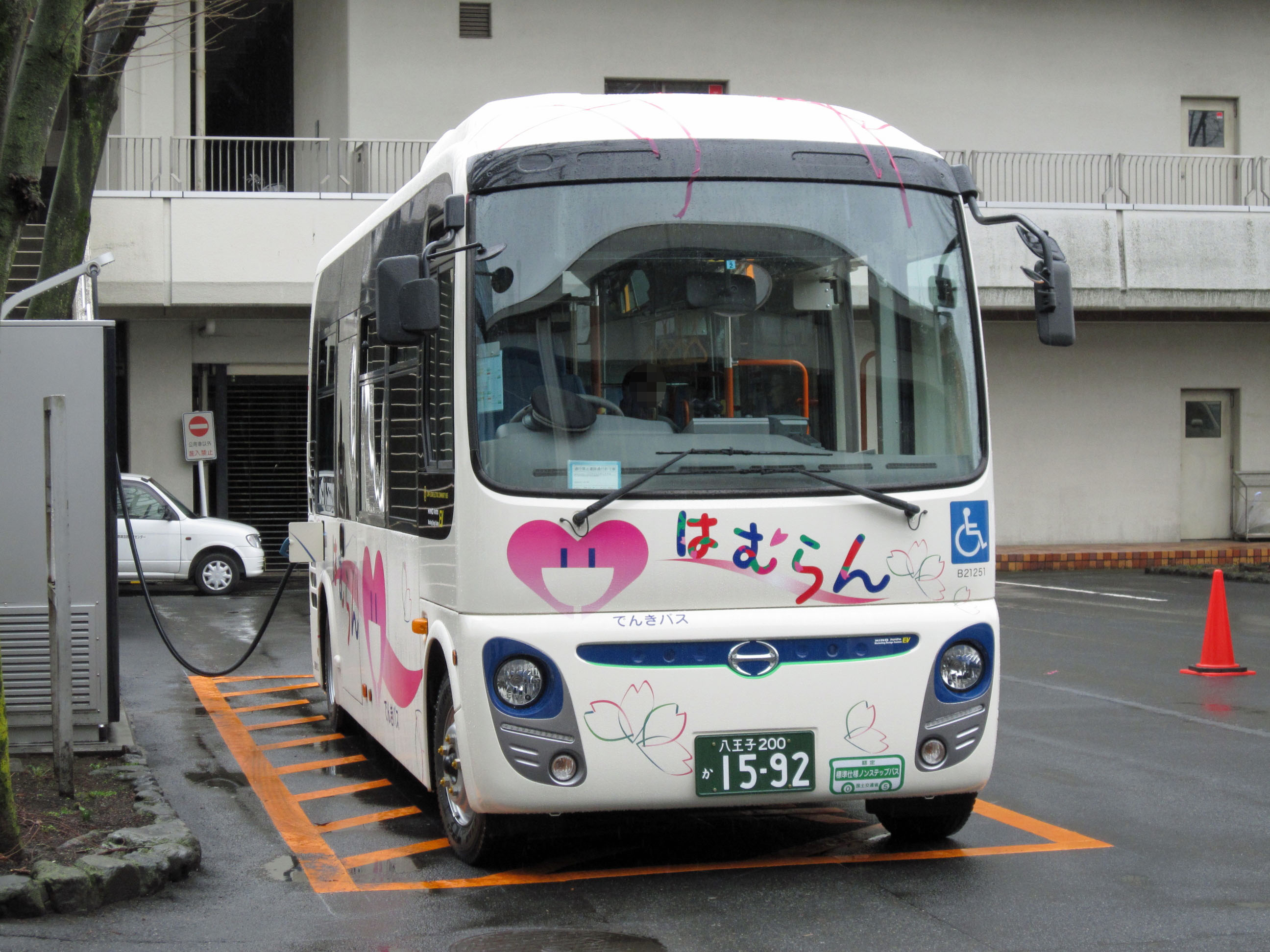
日野・ポンチョ電気バス
充電中の電気バス「はむらん」
（東京都羽村市、2012年）

2010年代からは、リチウムイオン二次電池を使用した電気バスの導入が進められている。
2012年には、電気バス車両とその充電設備の導入費用の半額を助成する国土交通省の「電気自動車による公共交通のグリーン化促進事業」を利用し、東京都羽村市が日野・ポンチョベースの小型電気バス「ポンチョ電気バス」1台を導入、3月10日より羽村市コミュニティバス「はむらん」（西東京バスへ運行委託）の新路線に投入し、これが日本初の電気バスによる路線バス実用運行となった
。羽村市には日野自動車羽村工場があることから協力関係が進められた。
この10日後の3月20日には、東京都墨田区で墨田区内循環バスがポンチョ電気バスの運行を開始、導入された車両の中には電気バス「すみだ百景 すみりんちゃん」1台が含まれている。車両はポンチョ電気バスで、羽村市の「はむらん」と同型のものである。
翌2013年3月30日には、小松バスが「宇宙バスこまち☆」としてポンチョ電気バスを導入、内装は宇宙船をモチーフとした斬新なものとなっている。サイエンスヒルズこまつ・小松駅 - 小松空港・石川県立航空プラザ間で運行（一部は安宅住吉神社発着）。「はむらん」「すみりんちゃん」と同型式である。石川県小松市にはジェイ・バス本社および小松工場（旧：日野車体工業）がある。
2015年には中国の電気バスのメーカーであるBYDが日本向け市場へ参入し、2015年2月23日に京都急行バス株式会社（現：プリンセスライン株式会社）のプリンセスラインが導入へのK9の導入。さらに2020年には日本向け小型電気バスのJ6を開発した。翌2021年には日野自動車がBYDからの技術供与の上、J6のOEM車種である日野・ポンチョZ EVを販売開始すると発表したが、発売中止となることが発表された。日本自動車工業会が自主規制物質としている六価クロムの使用が販売計画の凍結理由として報じられており、OEM元のBYD社が販売する車種についてはBYD社が六価クロムを使用しているが、人への影響が無く、日本の法律に遵守していると声明を発表した。
20km/h未満で動く、低速の定員20人程度以下の電気バスやより小さい4人乗り以上の電気自動車を利用する公共交通サービスはグリーンスローモビリティとして、国土交通省や環境省により導入促進政策が進められている。

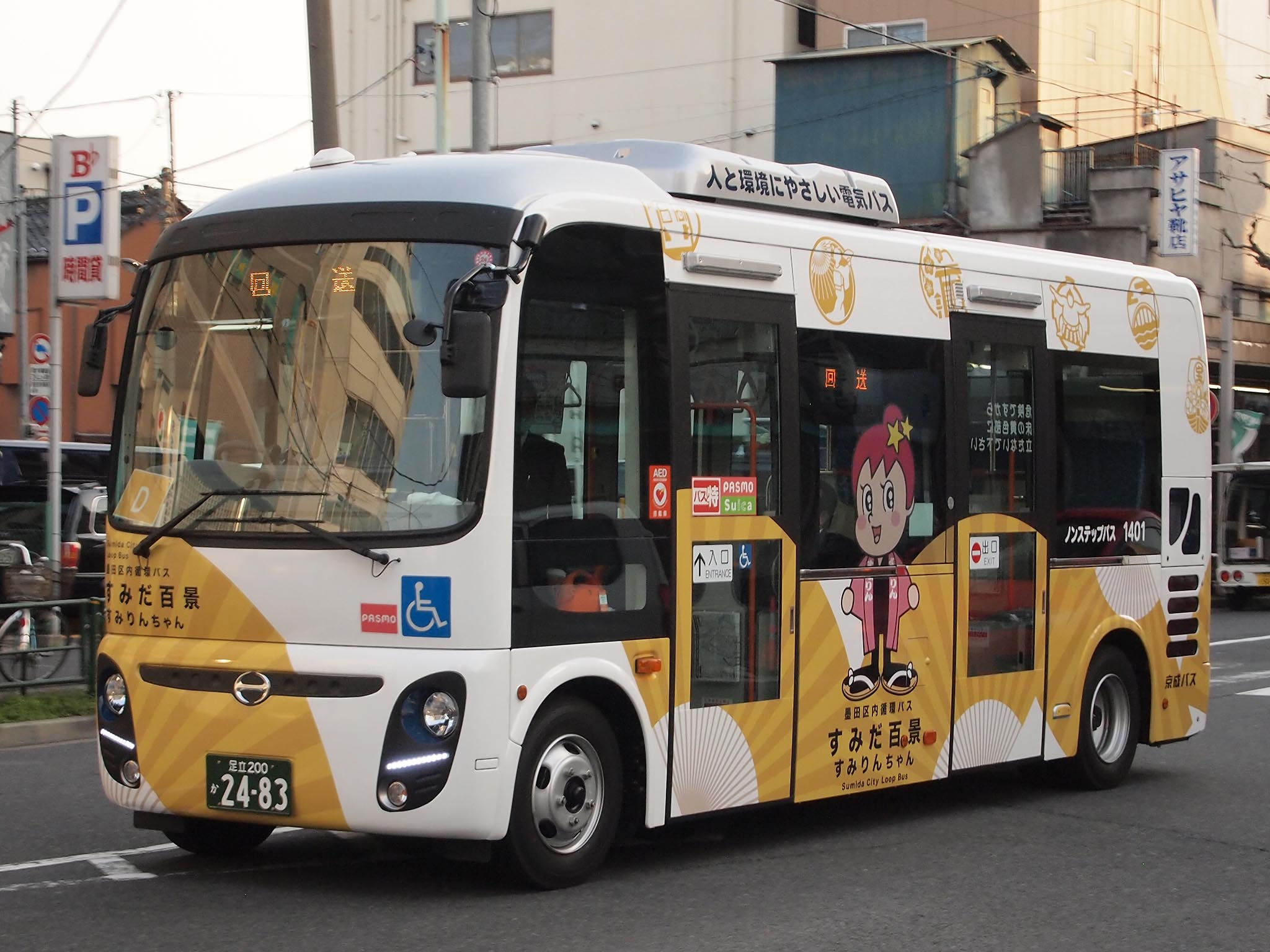
日野・ポンチョ電気バス 墨田区コミュニティバス「すみだ百景 すみりんちゃん」
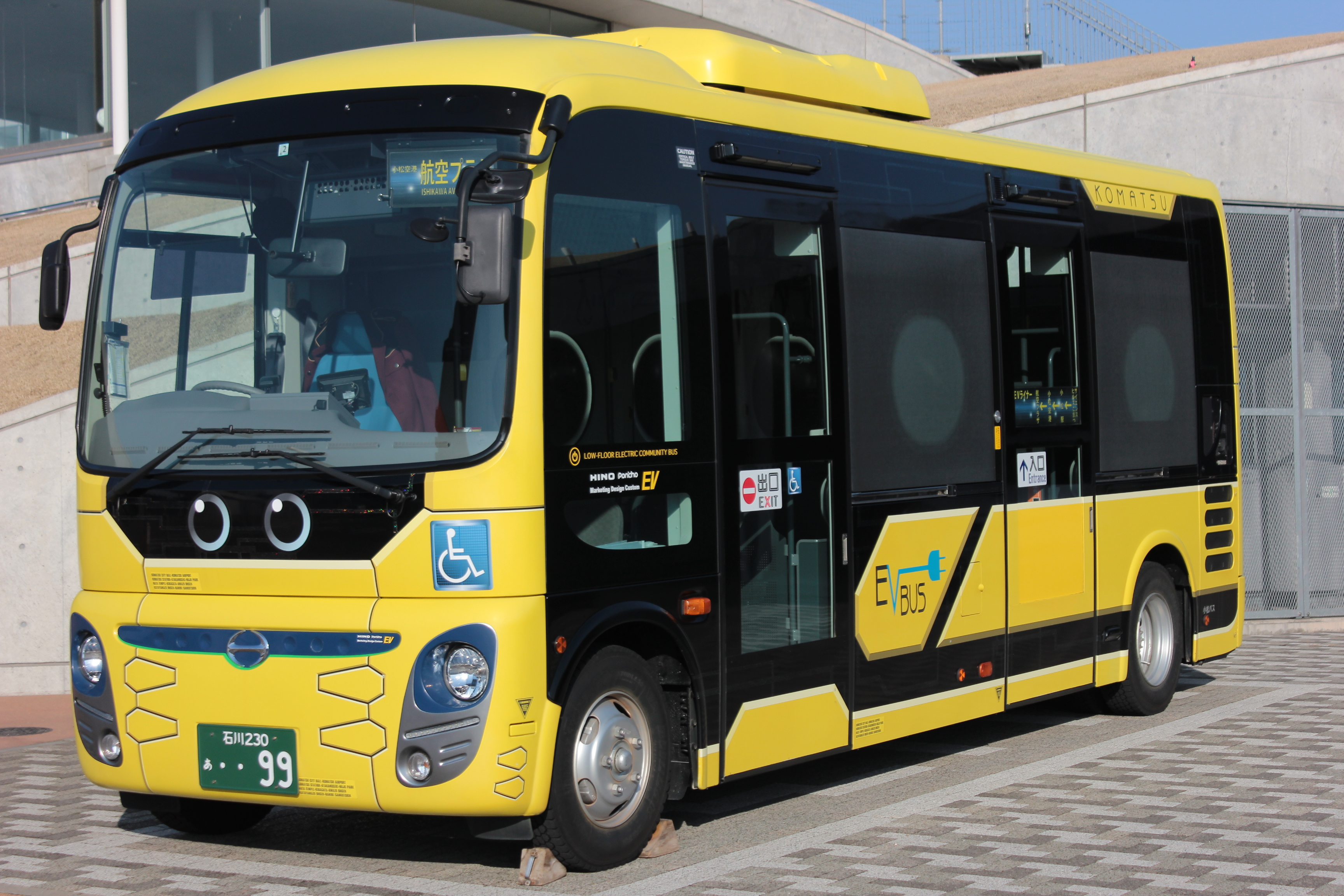
日野・ポンチョ電気バス 小松バス「宇宙バスこまち☆」
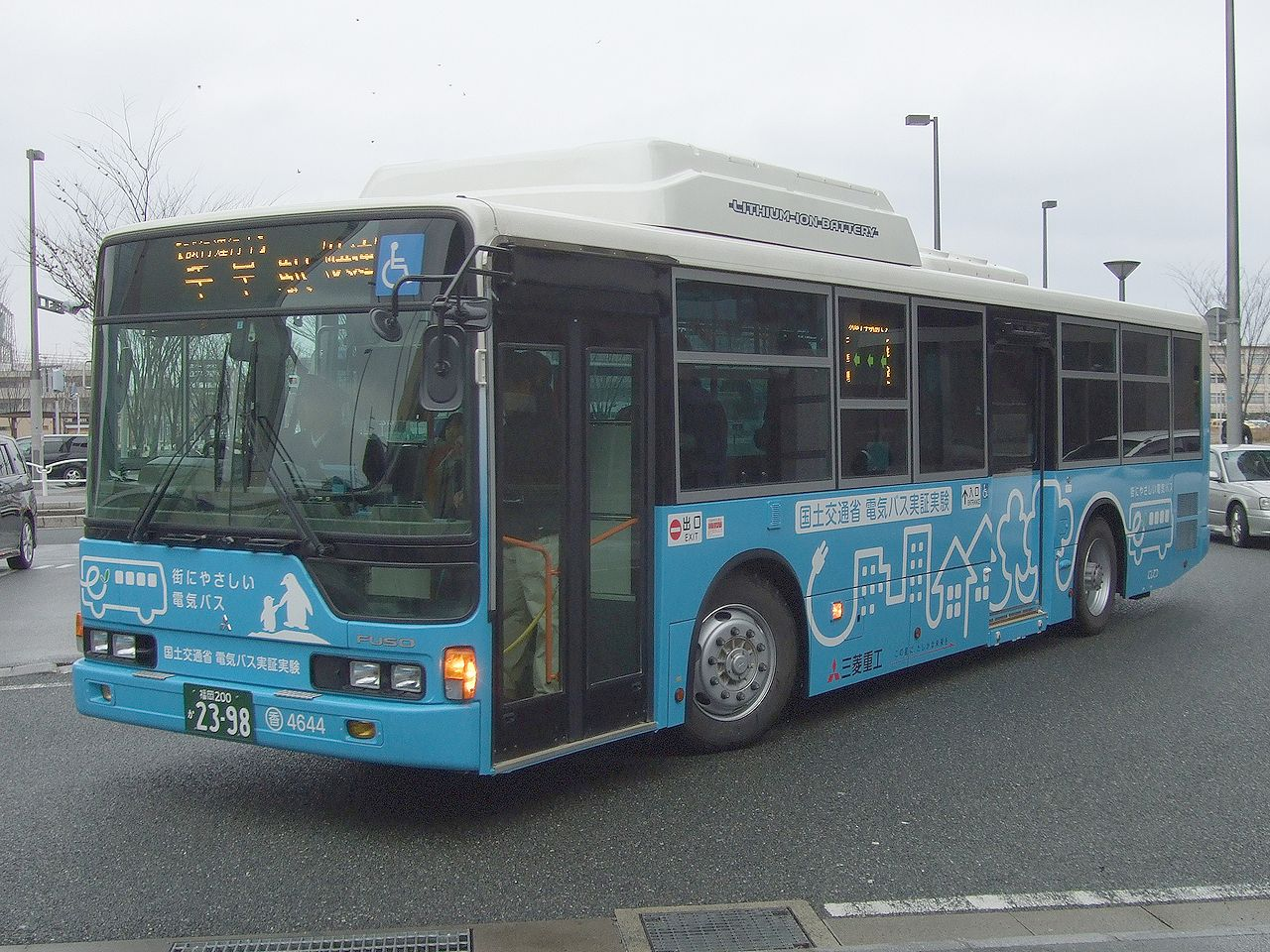
三菱重工業の電気バス試作車（国土交通省実証実験・撮影時は西日本鉄道へ貸与）
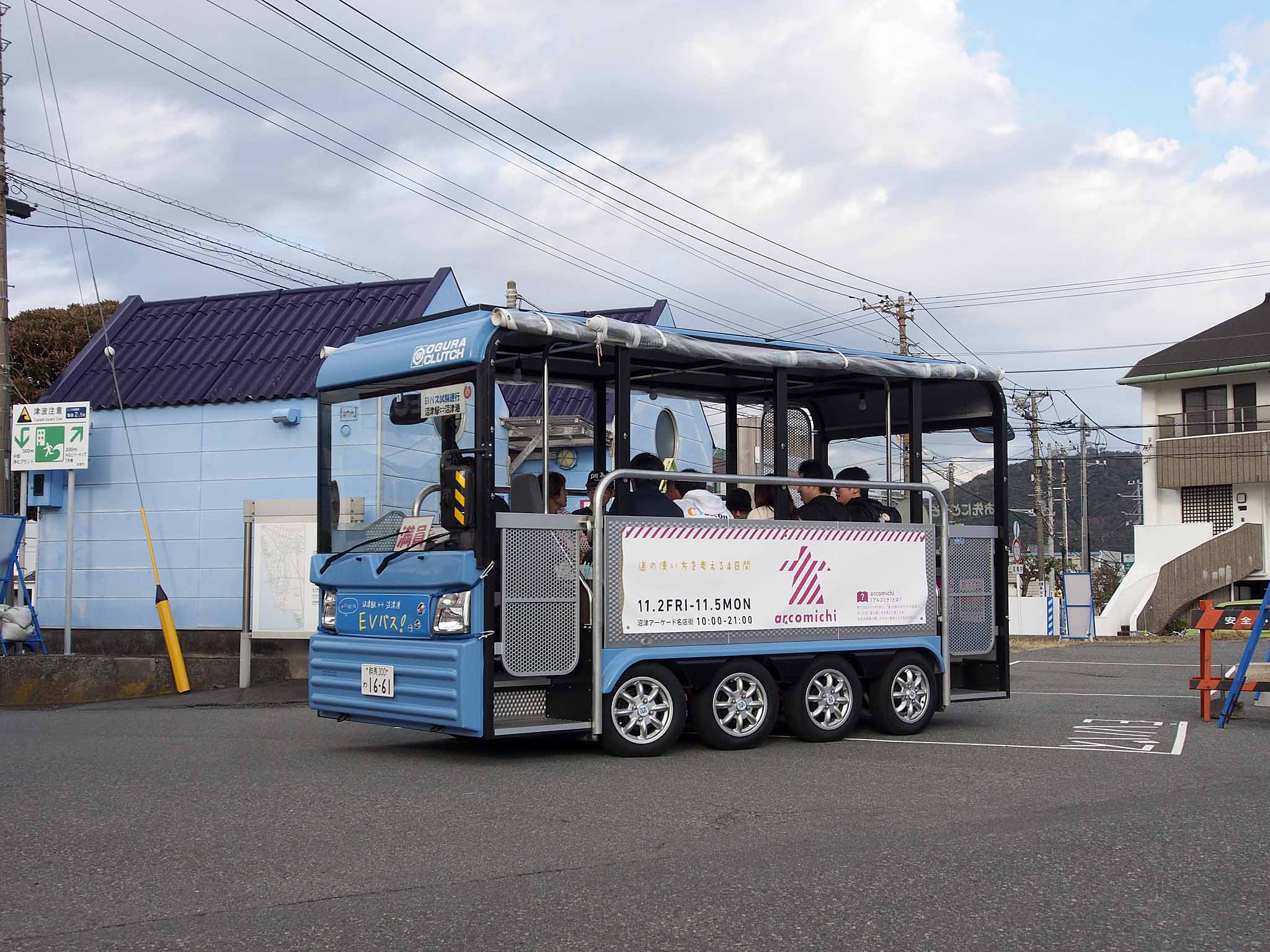
シンクトゥギャザーの小型低速電動バスeCOM-8（沼津市での実証運行）

### 製造車両
- いすゞ自動車 -「エルガEV」、日野自動車 -「ブルーリボンZ EV」（製造:ジェイ･バス）

- シンクトゥギャザー -「eCOM」
- EVモーターズ・ジャパン
- アセンブルポイント[142] -「SB (SmartBus) 」

### 日本での採用例
リチウムイオン二次電池による電気バスの、試験運行ではない営業運行。営業開始日順（事業者名は採用当時の名称）。
- 2011年
  - 七戸町電気シャトルバス - 2011年9月15日運行開始。十和田観光電鉄に委託し運行。ベース車は日野・リエッセ。改造施工はフラットフィールド。
- 2012年
  - 羽村市コミュニティバス「はむらん」 - 2012年3月10日導入。西東京バスに委託。ベース車は日野・ポンチョ[130][131]。電池はIHI製。2021年3月運用終了。
  - 墨田区コミュニティバス「すみだ百景 すみりんちゃん」 - 2012年3月20日運行開始。京成バスに委託。「はむらん」と同メーカー・同型式[131]。2021年3月運用終了。
  - 岩手県北自動車 - 2012年12月17日導入。宮古駅前 - 浄土ヶ浜間で運行。ベース車は日野・レインボーHR。改造施工はフラットフィールド。
- 2013年
  - 小松バス「宇宙バスこまち☆」 - 2013年3月30日導入[133]。「はむらん」「すみりんちゃん」と同メーカー・同型式[134]。
- 2014年
  - 東日本旅客鉄道（JR東日本）「e-BRT」 - 2014年2月21日導入。気仙沼線BRTの一部区間（本吉 - 気仙沼間）で使用[143]。ベース車はいすゞ・エルガミオ。電池は三菱重工業製。改造施工は東京アールアンドデー[144]。
  - 北九州市交通局 - 2014年3月26日導入、2019年3月運用終了。車体材料は東レエンジニアリング製カーボンファイバー。電池は三菱重工業MLiX。車両組立は韓国・韓国ファイバー（朝鮮語版）。車種はファイバー・ファイバード（화이버드、ファイバー→TGMを経て、現在はエジソンモータース（朝鮮語版））。完成車であるが輸入後に共栄車体工業（現・西鉄車体技術）で小改造を実施。
  - 三重交通「ポケモン電気バス」 - 2014年3月31日導入。外宮内宮線（宇治山田駅・伊勢市駅 - 伊勢神宮間）で運行。ベース車はいすゞ・エルガ。電池は東芝SCiB。改造施工はフラットフィールド。2017年3月15日からポケモンラッピングとなる[145]。
  - 薩摩川内市コミュニティバス - 2014年4月導入。川内港シャトルバスで使用。南国交通に委託。北九州市交通局の車両と同メーカー・同形。2019年3月運用終了[146]。

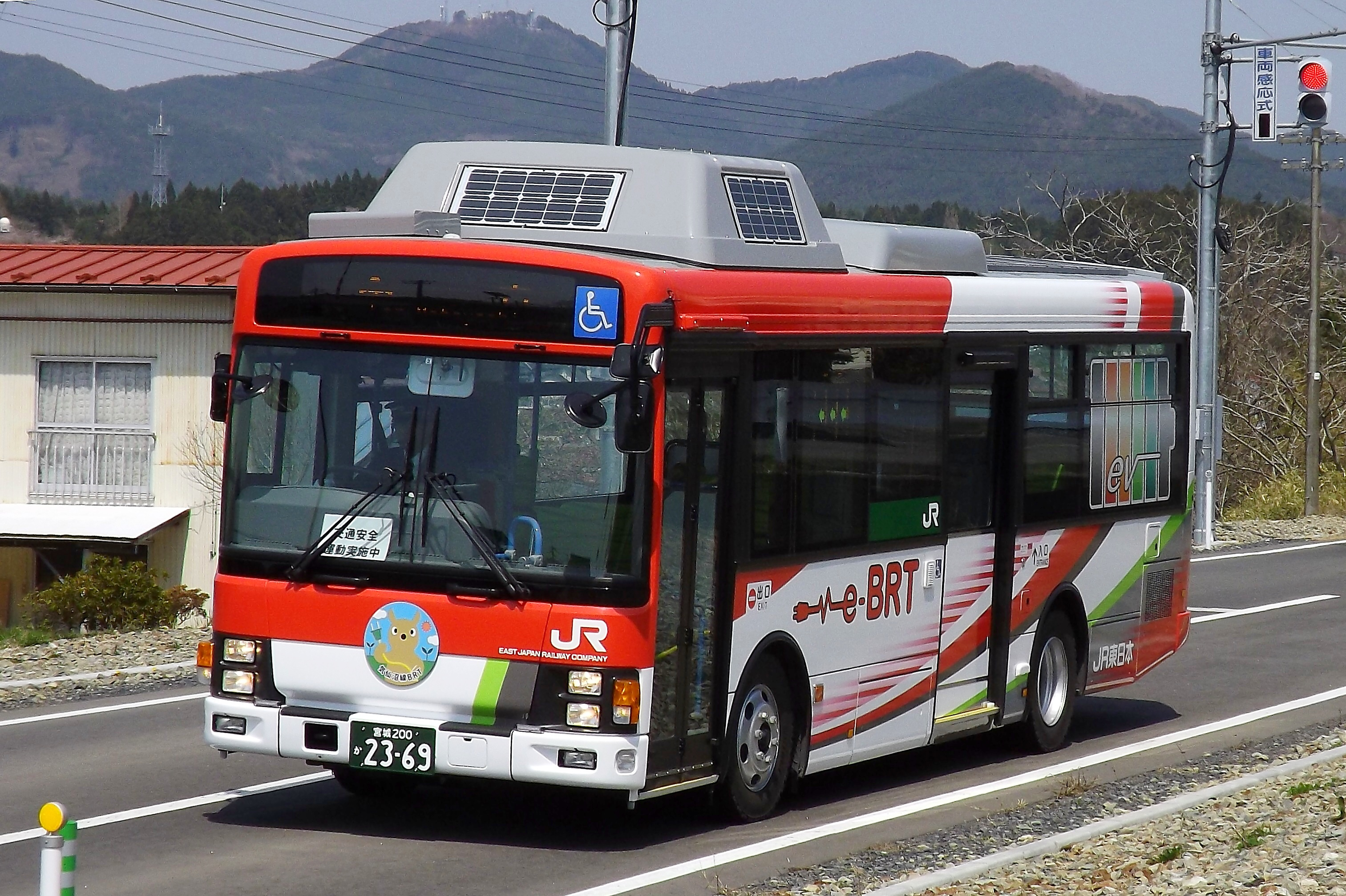
JR東日本気仙沼線BRT「e-BRT」
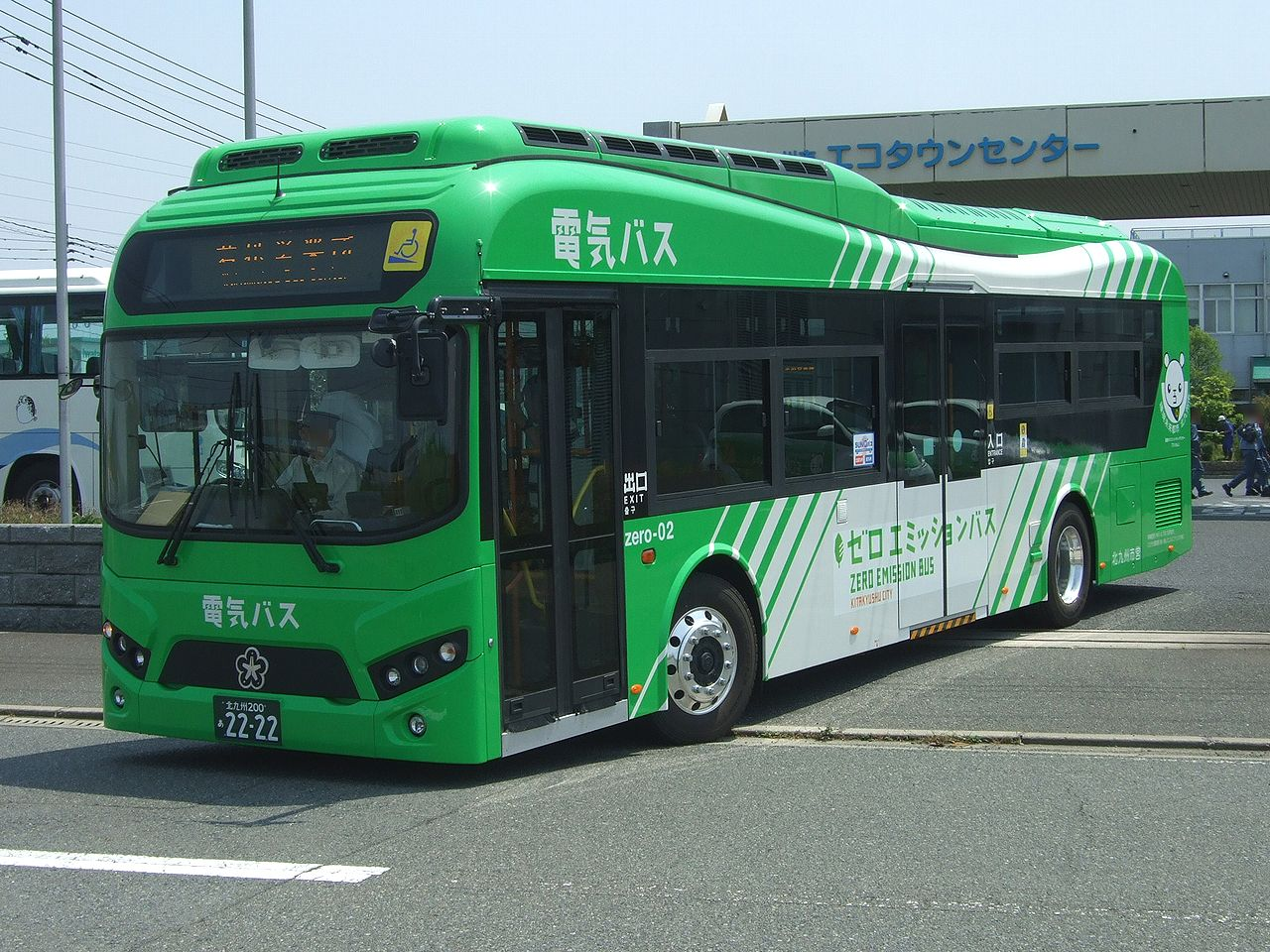
北九州市交通局（除籍済）
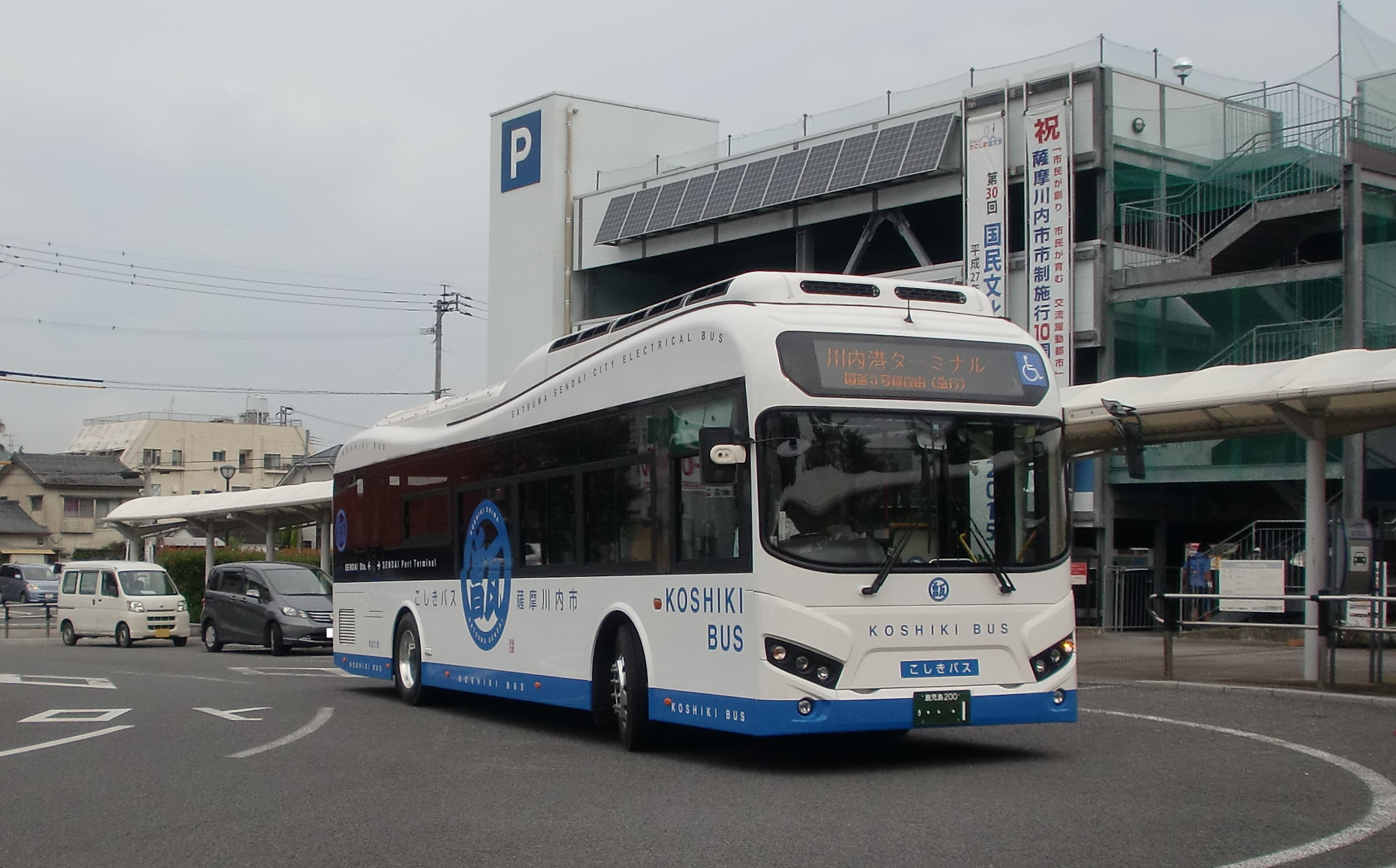
薩摩川内市コミュニティバス 川内港シャトルバス（除籍済）

- 2015年
  - プリンセスライン - 2015年2月23日導入。京都市内の路線バスで使用。中国・BYD製K9。
  - 川崎鶴見臨港バス「川崎スマートEVバス」 - 2015年4月1日導入。川崎駅前 - 川崎病院線で使用。ベース車はいすゞ・エルガミオ。電池は東芝製SCiB[147]。
  - フジエクスプレス - 2015年11月本格導入（実証運行は2014年から）。ベース車は日野・ポンチョ、電池は東芝SCiB[148]。港区コミュニティバス「ちぃばす」芝ルートで運行開始[149]。

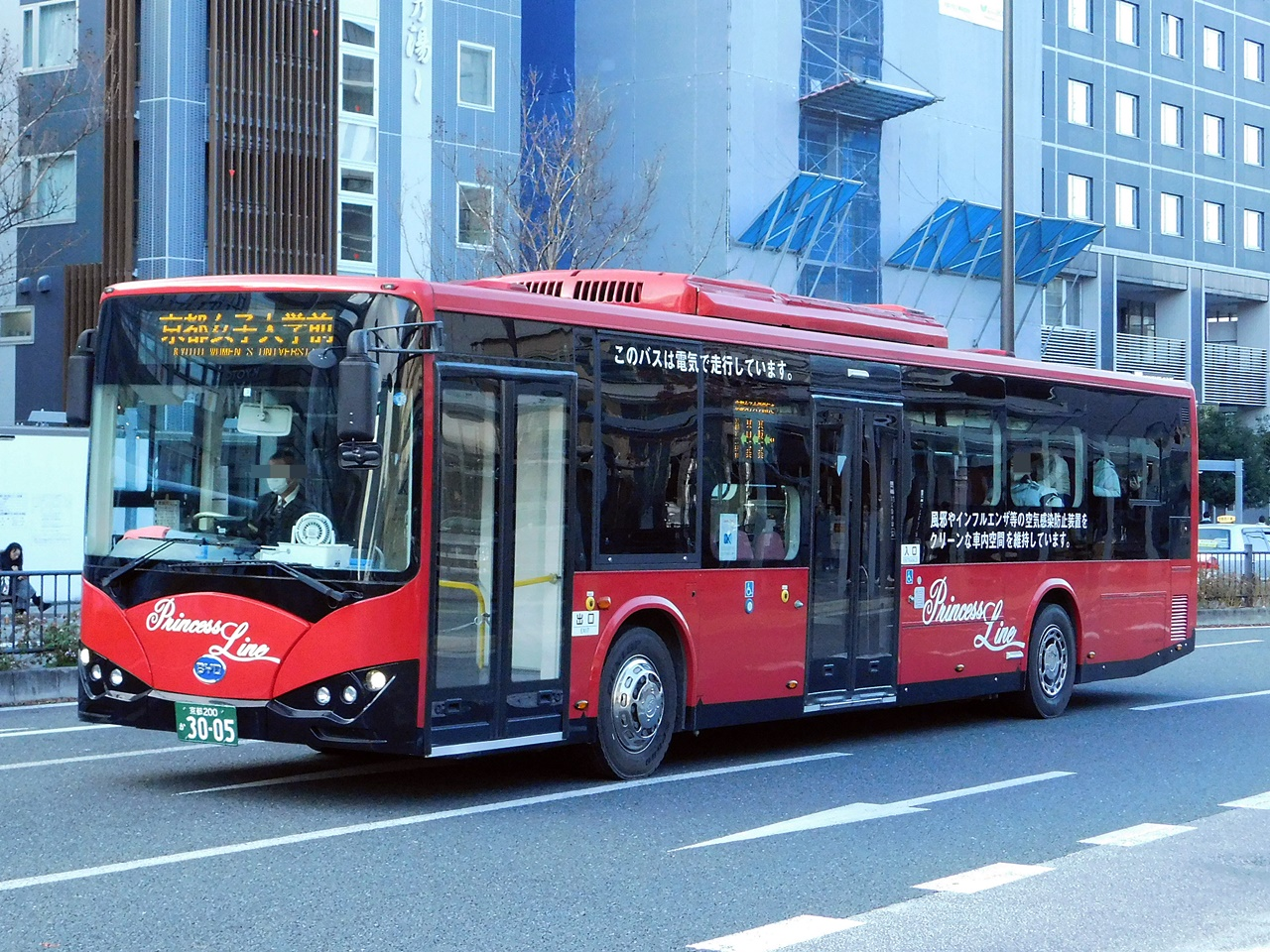
プリンセスライン（BYD・K9）
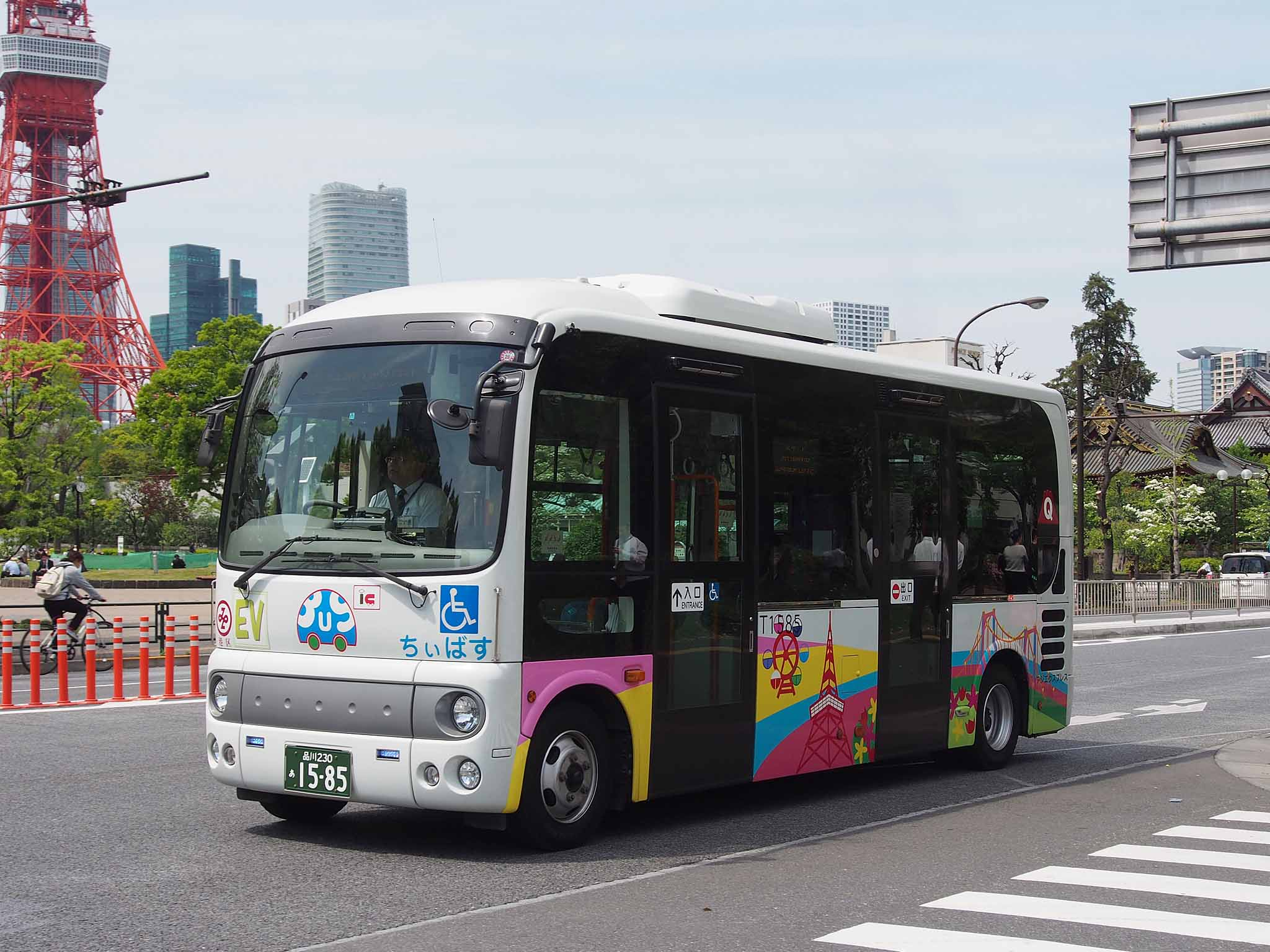
港区コミュニティバス「ちぃばす」

- 2018年
  - 産交バス - 2018年2月5日導入。熊本市内の路線バスとして2019年3月29日まで運行。環境省の委託プロジェクト「CO2排出削減対策強化誘導型技術開発・実証事業『EVバス、トラックの普及拡大を可能とする大型車用EVシステム技術開発』」の元で開発され、中古の日産ディーゼル・RAをベースに日産・リーフの電装品を組み合わせたコンバートEV。施工はイズミ車体製作所。

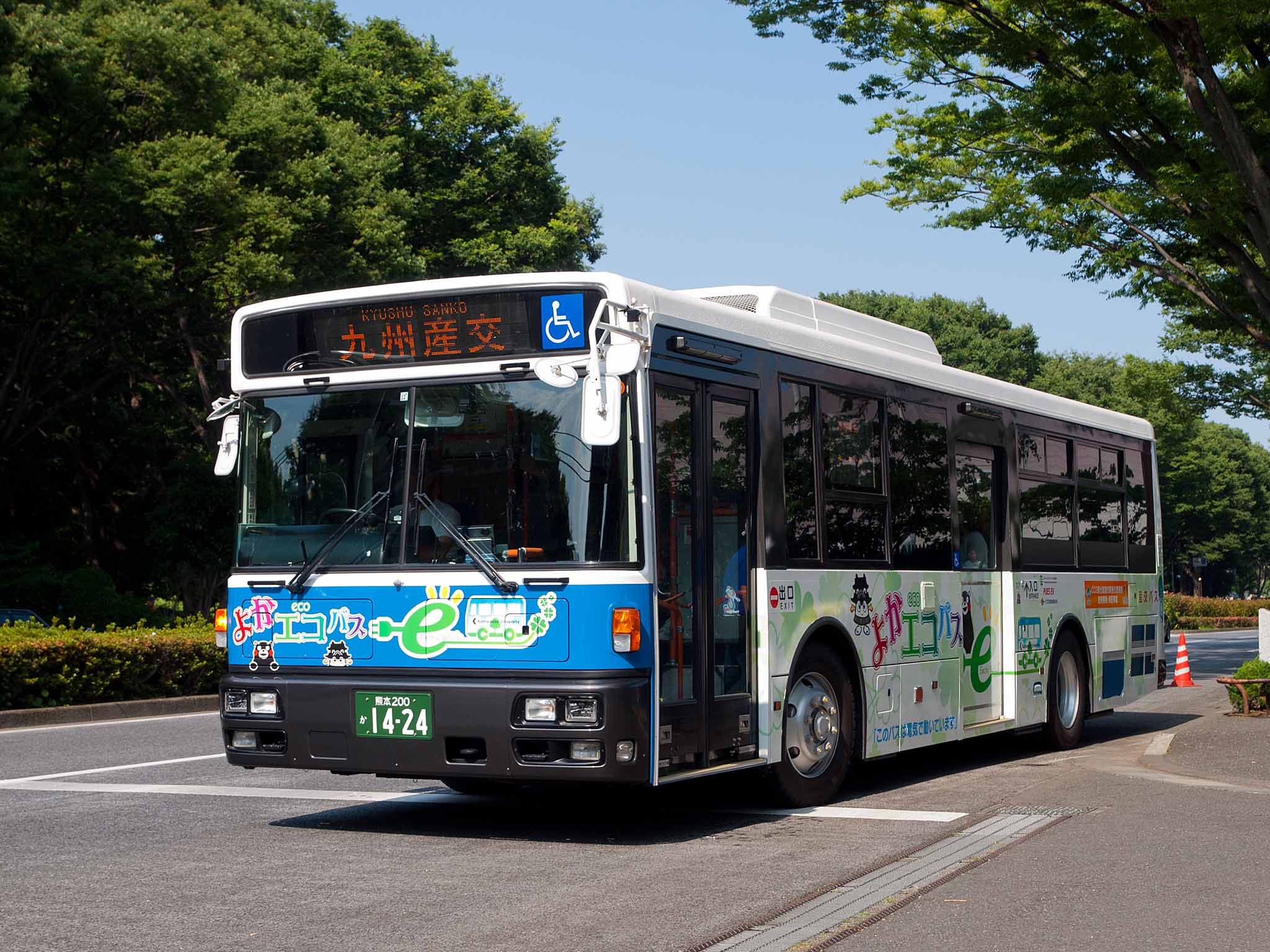
産交バス「よかエコバス」

- 2019年
  - 会津乗合自動車 - 2019年1月22日導入。同年5月中旬より尾瀬国立公園シャトルバスとして運行開始。それ以外の期間は会津若松市内の路線バスとして運行。中国・BYD製K7（中型バス）[150][151]。
  - 岩手県交通 - 2019年2月1日導入。盛岡市内・矢巾町内の一般路線（イオンモール盛岡南線・北高田線・岩手医大線）で運行[152]。中国・BYD製K9。
  - 関西電力（関電トンネル電気バス） - 2019年4月15日運行開始。トロリーバスの後継で扇沢 - 黒部ダム間で運行。ベース車は日野・ブルーリボン。電池は東芝SCiB。改造施工はフラットフィールド。扇沢にて1往復毎にバス屋根のパンタグラフで充電を行っている。
  - 伊江島観光バス - 2019年10月15日導入。日本で初めて観光バス用電気バスとして中国・BYD製C9を2台導入[153]。
  - IKEBUS - 2019年11月導入。豊島区が運営しWILLER EXPRESSに委託。主に池袋駅・サンシャインシティ周辺で運行。車両はシンクトゥギャザー製・eCOM-10。

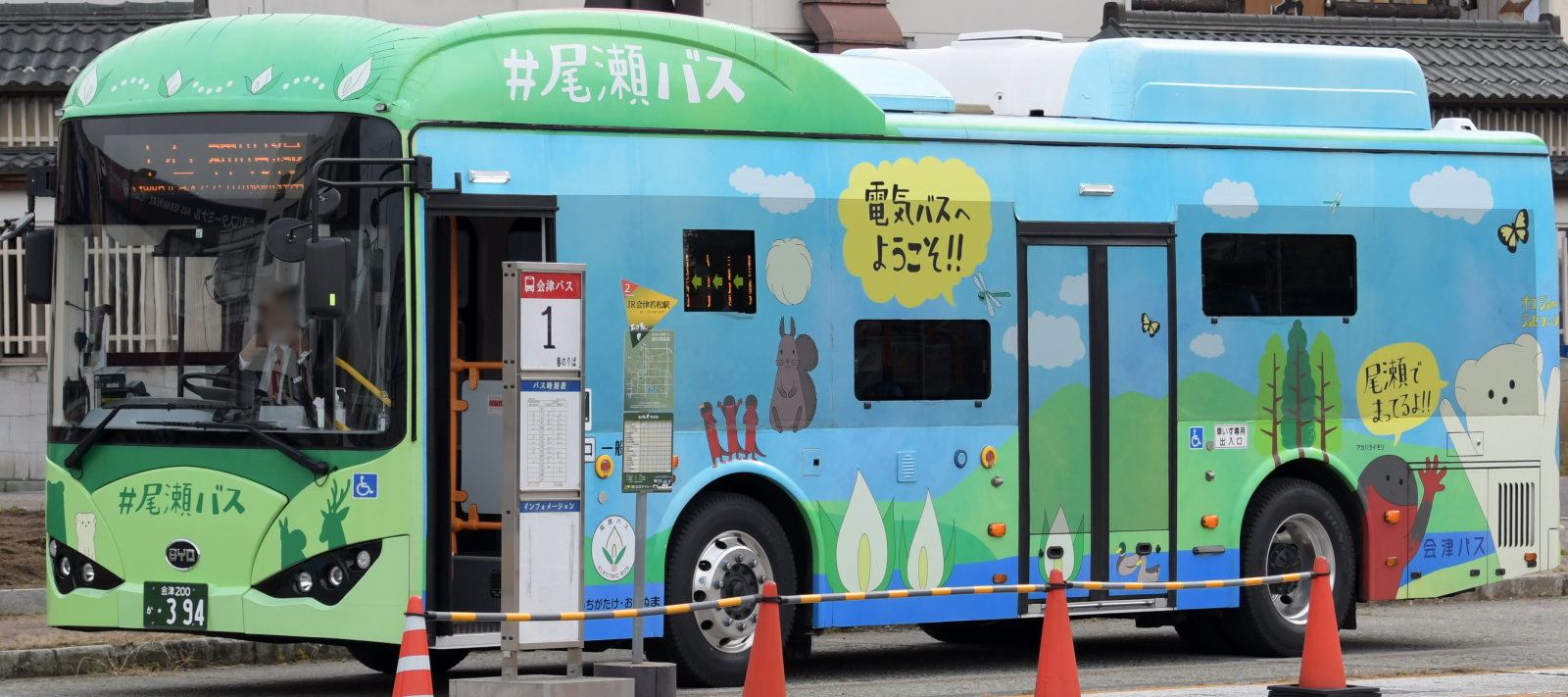
会津乗合自動車（BYD・K7）
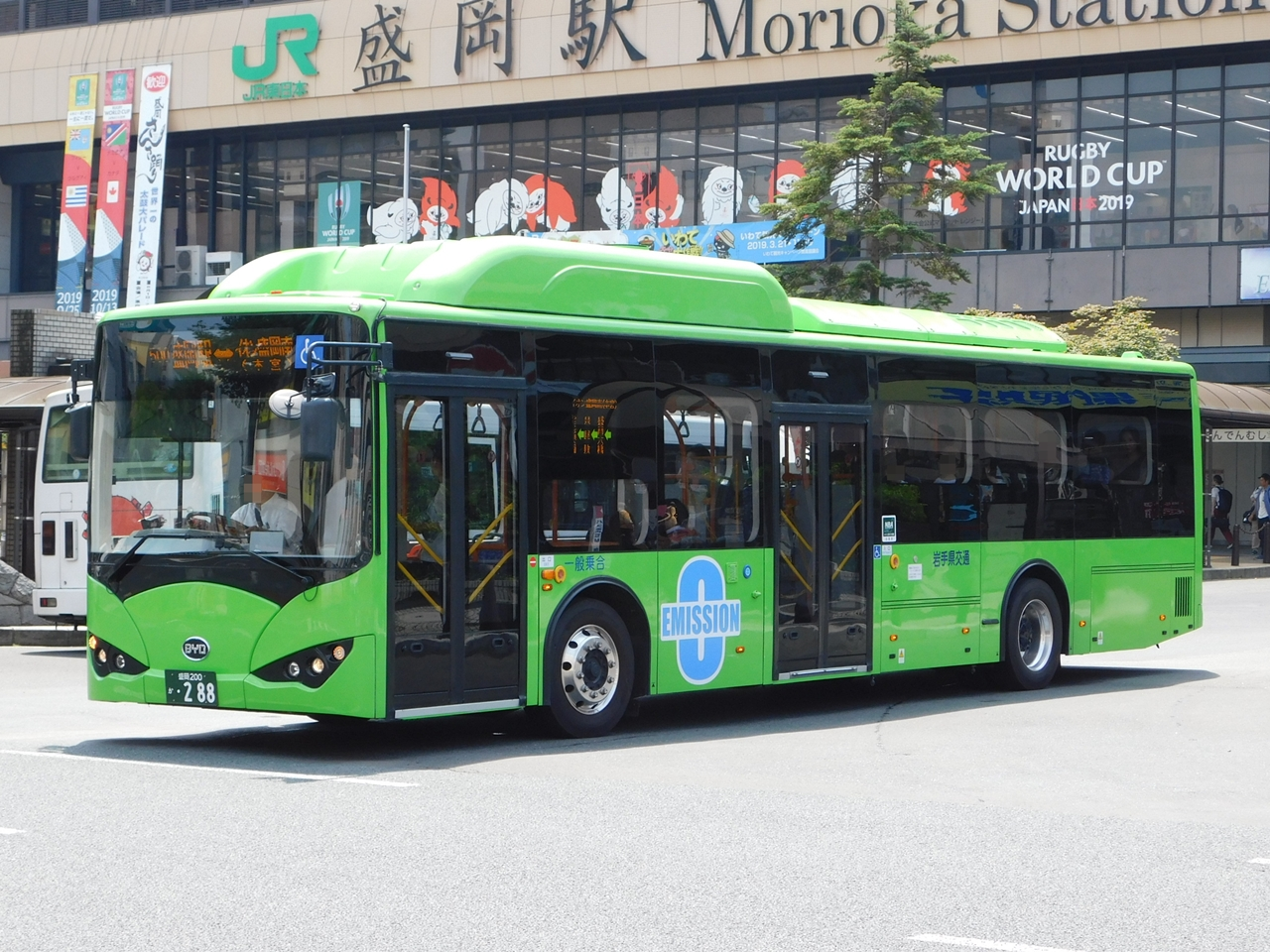
岩手県交通（BYD・K9）
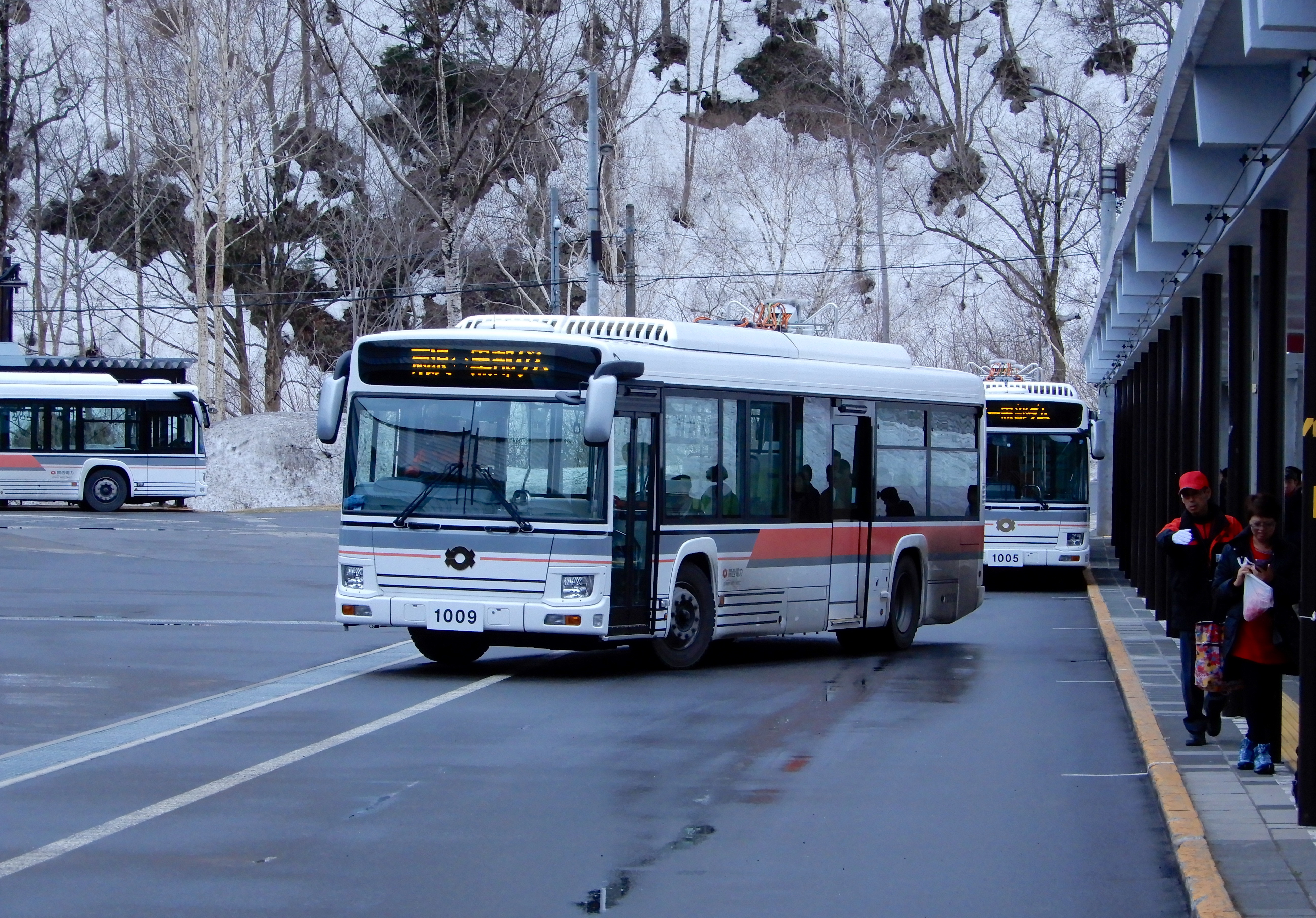
関電トンネル電気バス
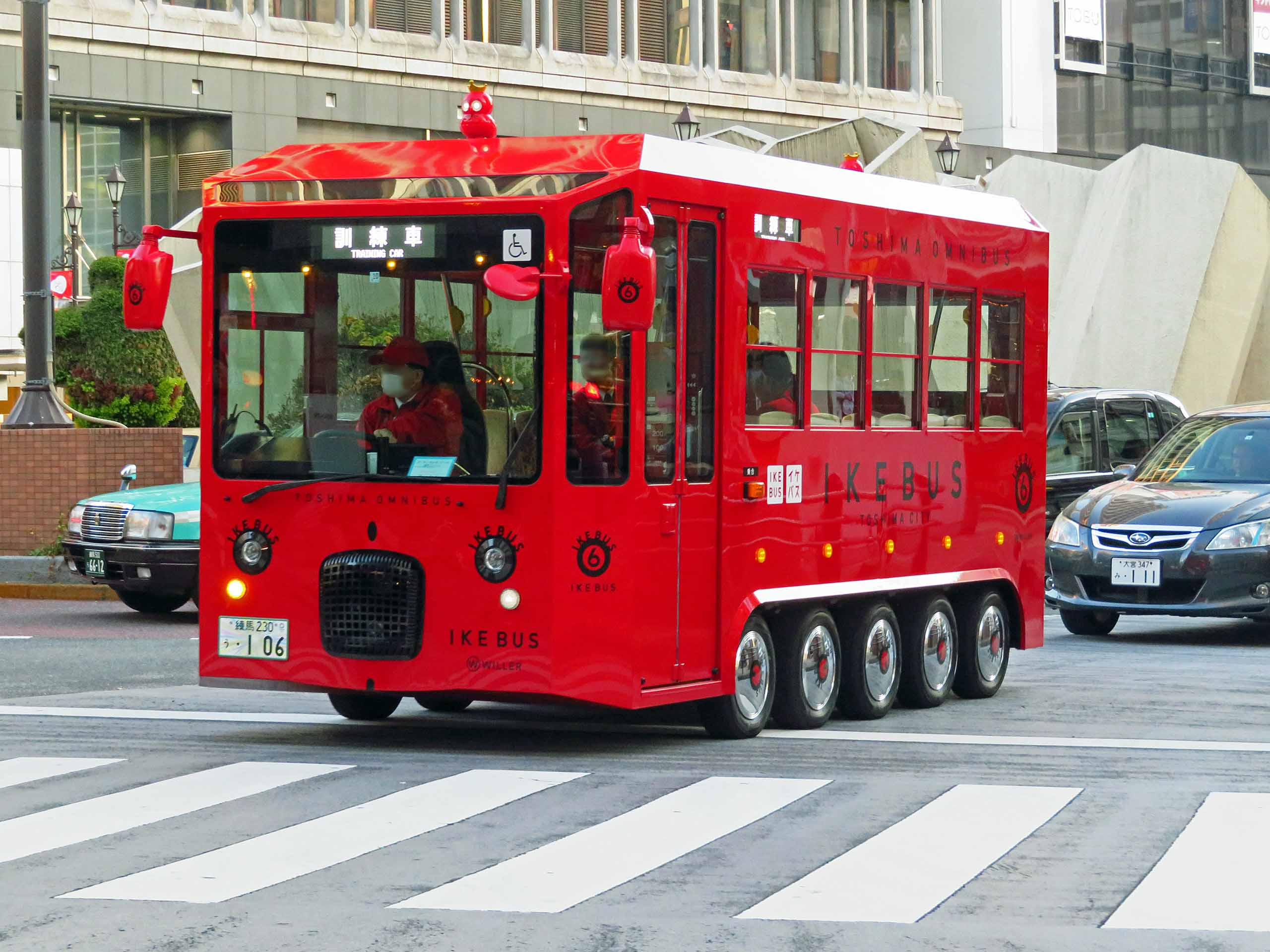
IKEBUS（シンクトゥギャザー・eCOM-10）

#### 2020年
- - 西鉄バス - 2020年2月10日導入。アイランドシティ営業所に実証実験としていすゞ・エルガを改造した電気バスを1台導入した[154]。
  - 富士急バス - 2020年3月16日導入。富士五湖エリアで運行。中国・BYD製K9[155]。
  - 伊豆箱根バス - 2020年3月18日導入。沼津駅 - 沼津港間で運行。車両はシンクトゥギャザー製・eCOM-10。
  - イーグルバス - 2020年6月19日導入。川越市内の小江戸巡回バスで運行。中国・揚州亜星製をベースにオノエンジニアリングで改造した車両。
  - 恩賜上野動物園 - 2020年7月23日導入。東園と西園を結ぶ連絡バスとして、これまで使用されていたCNGバスに代わって運行開始。中国・BYD製J6（小型バス）[156]。
  - カクイチ - 2020年10月19日導入。長野県でコミュニティバスの実証実験を行っている。中国・BYD製J6とK6（どちらも小型バス）を1台ずつ導入。K6はJ6のプロトタイプ[157]。
  - 協同バス - 2020年11月2日導入。同社が受託する久喜市内循環バスとスクールバス用に1台ずつ導入。中国・BYD製J6（小型バス）とK9（大型バス）[158]。
  - ハウステンボス - 2020年12月4日導入。ホテルの送迎バスと園内用のバスとして中国・BYD製J6（小型バス）とK9（大型バス）を各5台ずつ導入[159]。

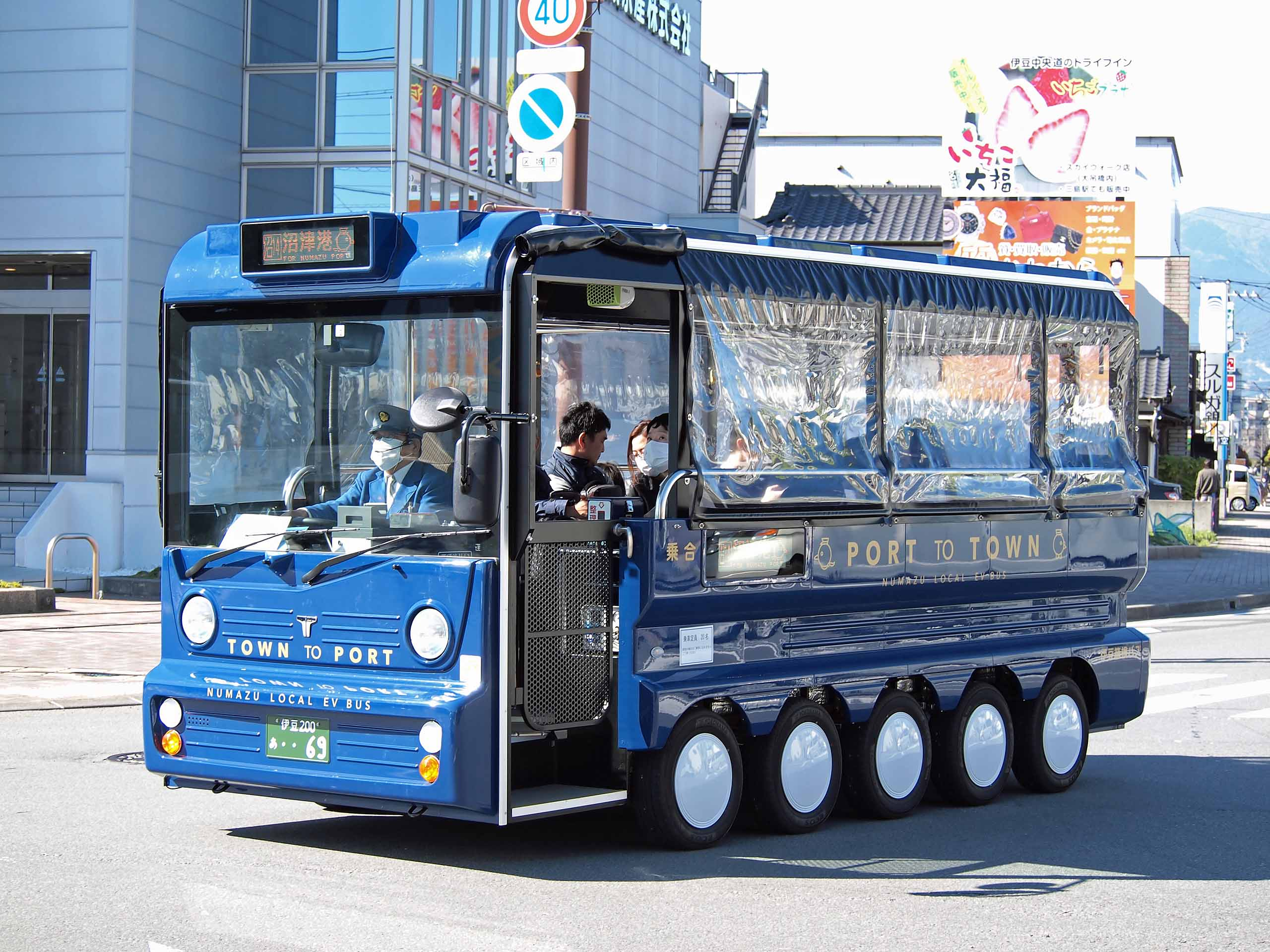
伊豆箱根バス（シンクトゥギャザー・eCOM-10）
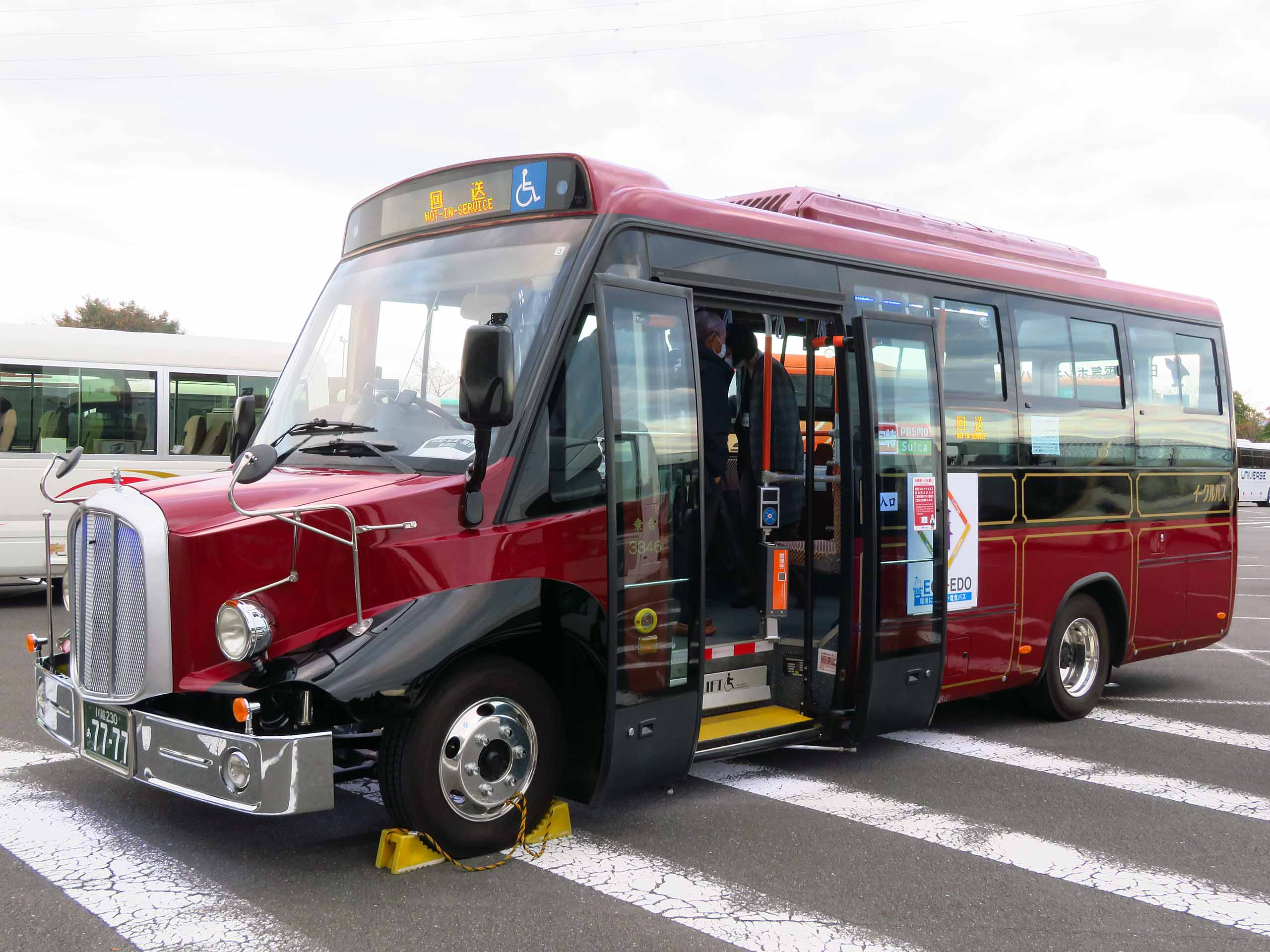
イーグルバス「小江戸巡回バス」（揚州亜星＋オノエンジニアリング）
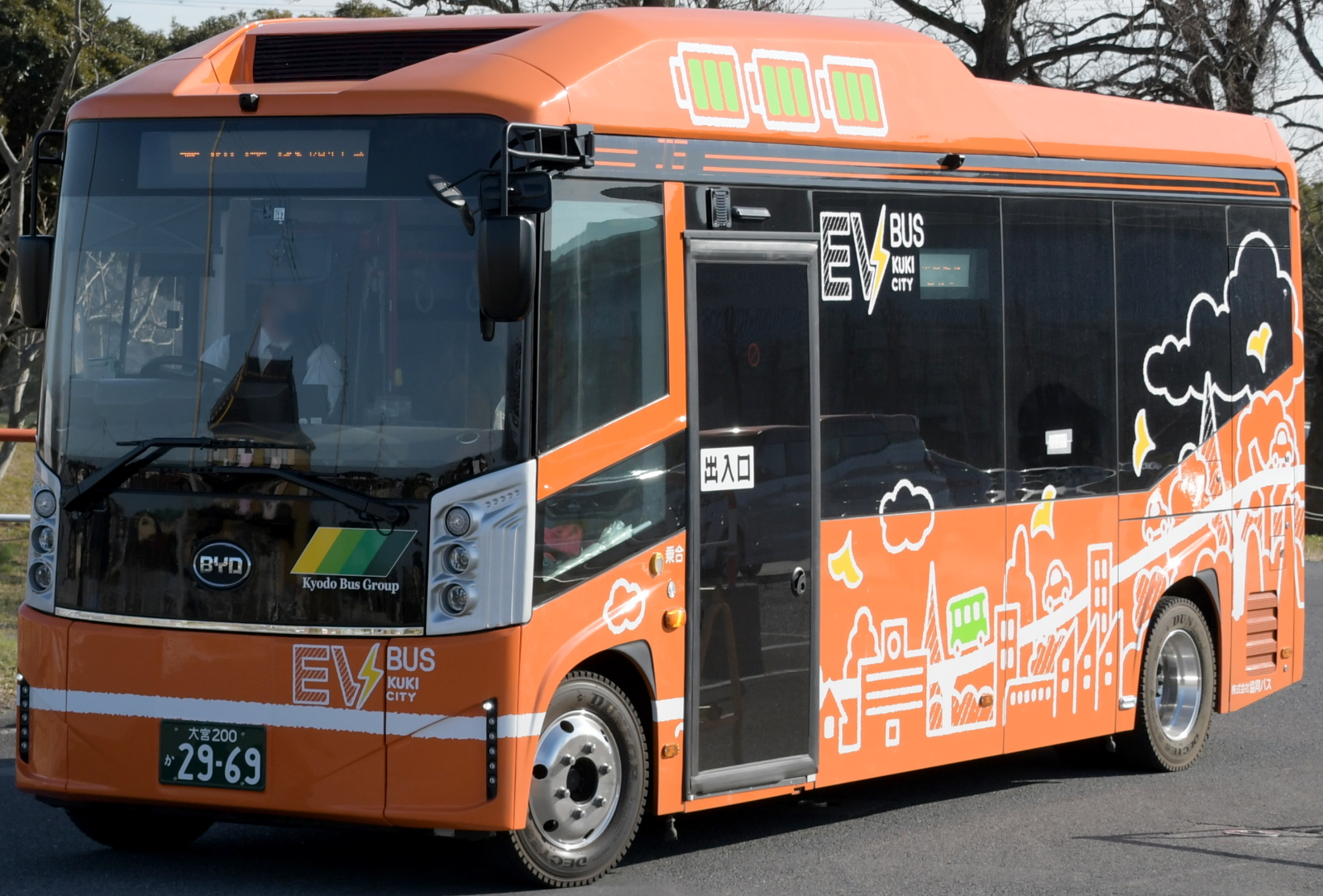
協同バス（BYD・J6）
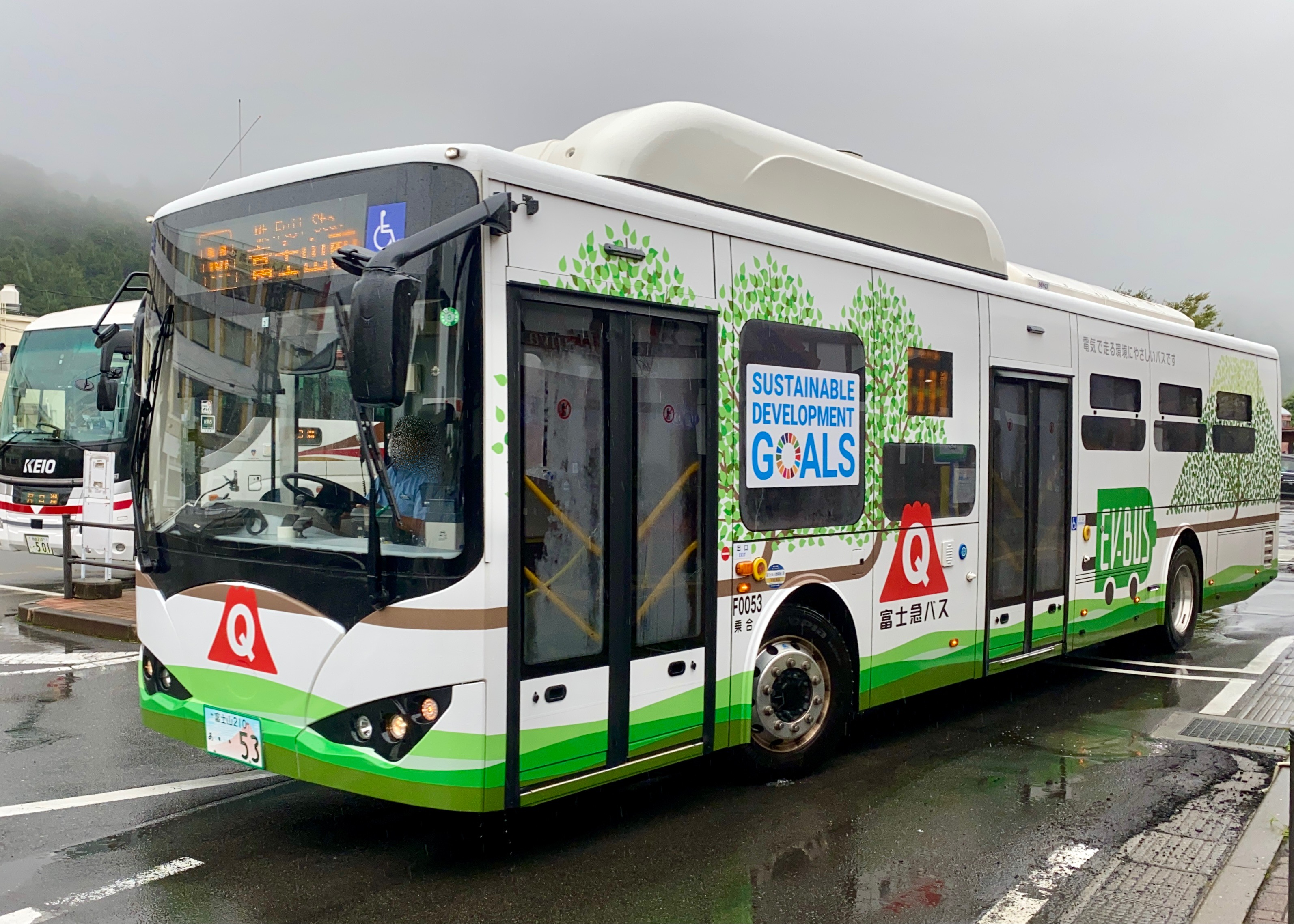
富士急バス（BYD・K9）

#### 2021年
- - 信南交通 - 2021年1月15日導入。同社が受託する飯田市民バス循環線にて中国・BYD製J6（小型バス）を1台、2022年3月末まで期間限定で運行する[160]。
  - 平和交通 - 2021年2月24日導入。一般路線用に中国・BYD製J6（小型バス）1台とK8（大型バス）2台を導入[161][162]。
  - 関東鉄道 - 2021年3月2日導入。同社が受託するつくばみらい市のコミュニティバスとして中国・BYD製J6（小型バス）を1台導入[163]。
  - 新報トラスト - 2021年3月8日導入。同社が受託する日本トランスオーシャン航空の沖縄県の世界遺産を巡るツアーバス「やんばる黄金（くがに）号」用に中国・BYD製J6（小型バス）を2台導入[164][165]。
  - 大熊町 - 2021年3月16日導入。生活循環路線として中国・BYD製J6（小型バス）を1台導入[166]。
  - 東武バス日光 - 2021年4月23日導入。同社が受託する栃木県立日光自然博物館で日光国立公園内を走るバスとして中国・アルファバス製のECITY L10を1台導入。導入された当時は日光交通であったが、2022年に東武バス日光に受託先が変更された[167]。
  - レスクル - 2021年4月24日導入。同社が受託するイオンモール熱田のシャトルバスとして中国・揚州亜星製のオノエンスターEV（7m車）が1台導入された。
  - 西鉄バス - 2021年10月導入。アイランドシティ営業所に実証実験としていすゞ・エルガを台湾・RAC社の技術で改造した電気バスを1台追加で導入した[168]。
  - 阪急バス - 2021年10月1日導入。同社が受託する大阪大学の学生・教職員を輸送するキャンパス間の連絡バスとして中国・BYD製K8（大型バス）が2台導入された[169]。
  - 山梨交通 - 2021年10月20日導入。一般路線用に中国・アルファバス製のECITY L10が2台導入された。現在は4台が運行されている[170]。
  - 京阪バス - 2021年12月22日導入。京都市内のステーションループバス用に中国・BYD製のJ6(小型バス)が4台導入された[171]。

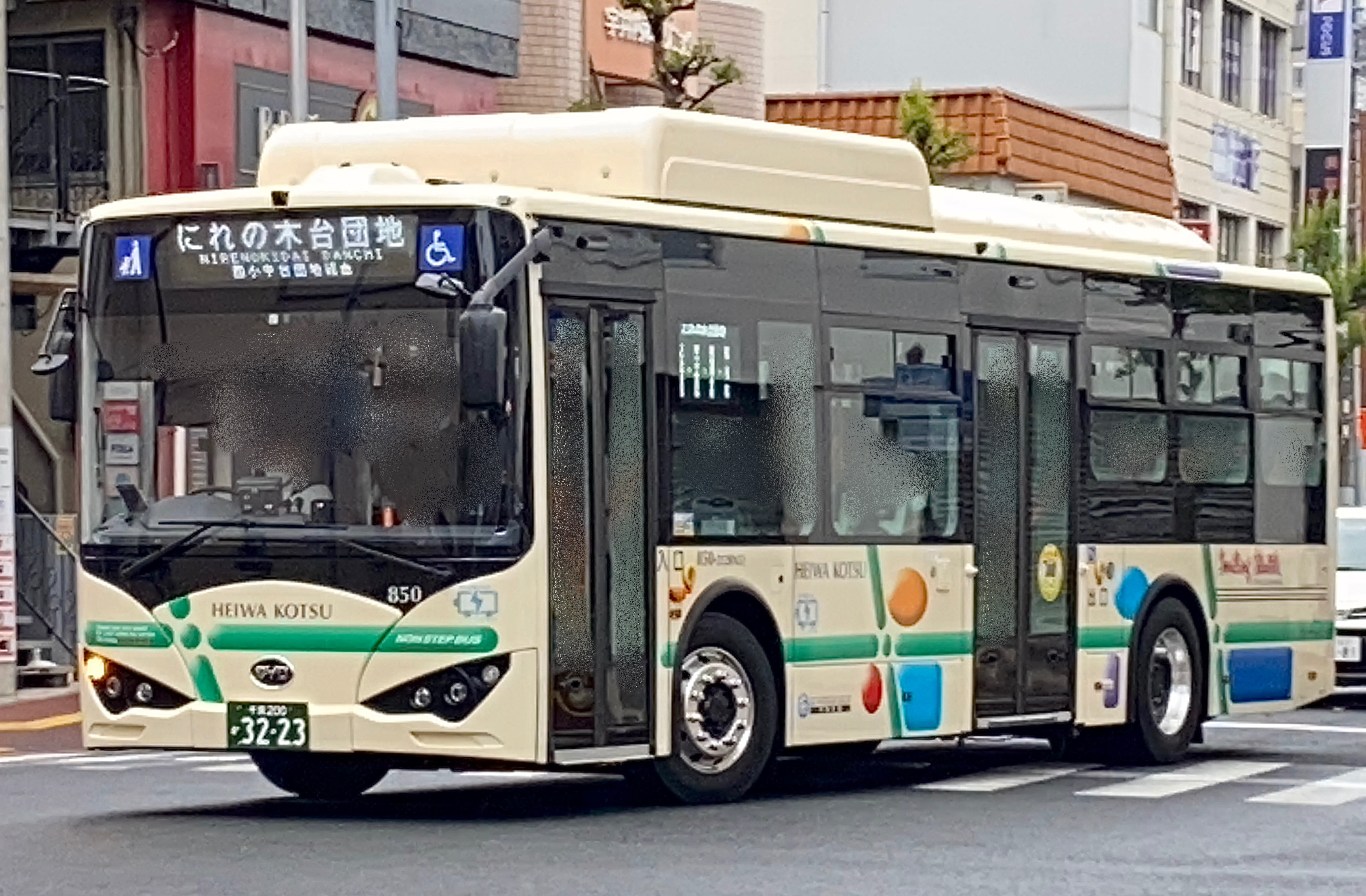
平和交通（BYD・K8）
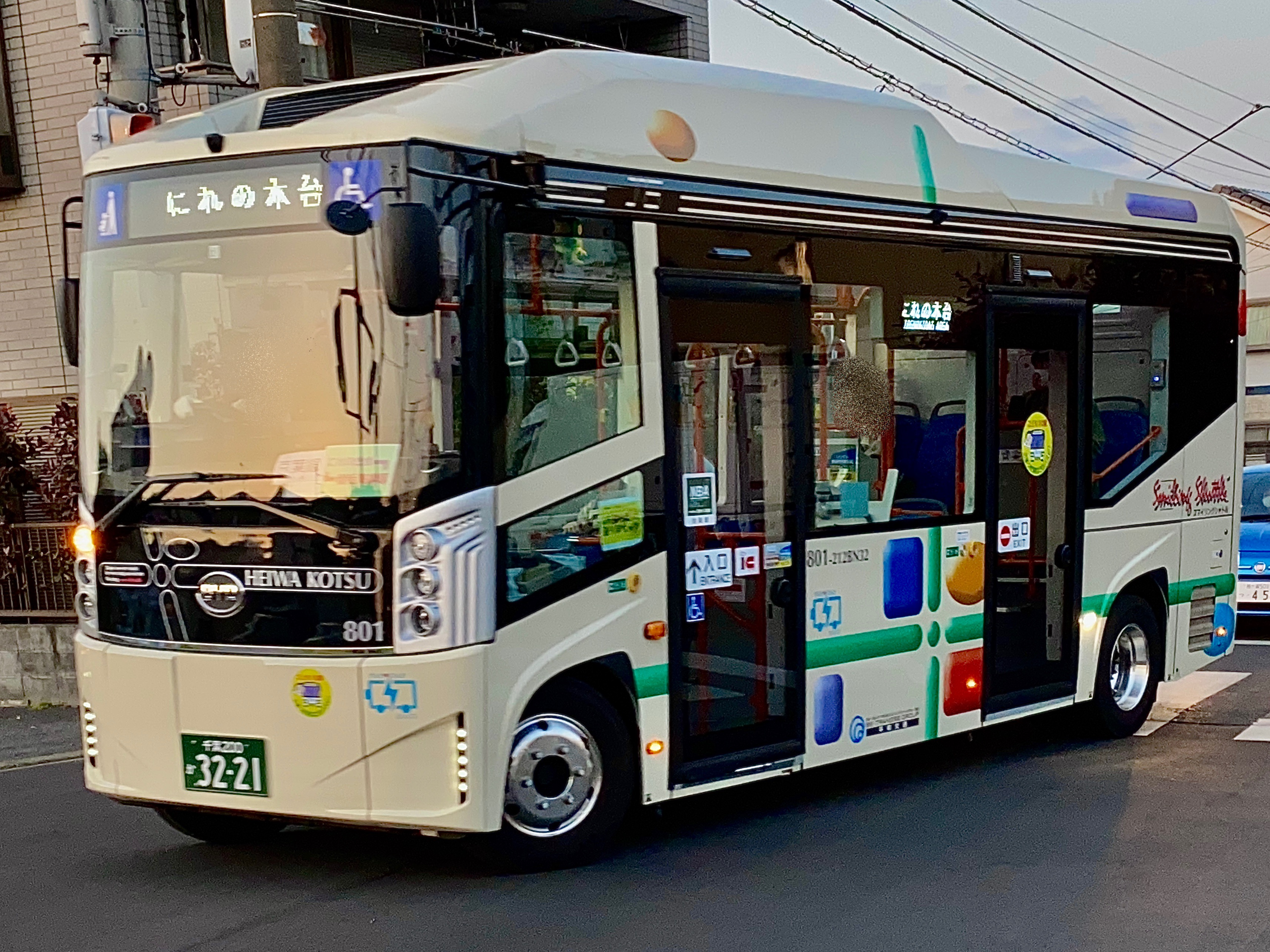
平和交通（BYD・J6）
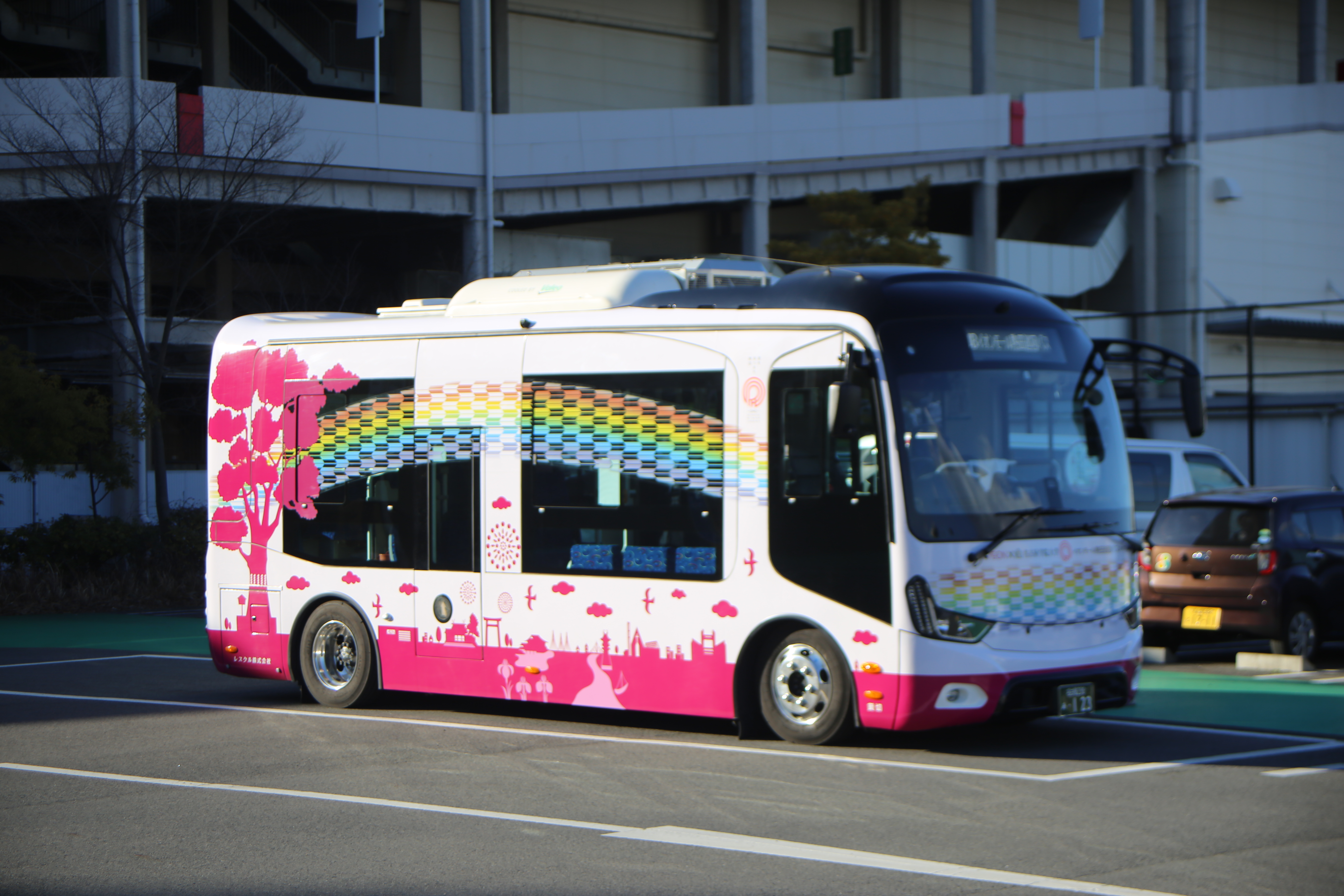
レスクル「イオンモール熱田シャトルバス」（揚州亜星＋オノエンジニアリング）

#### 2022年
- - 近鉄バス - 2022年2月15日導入。大阪市内と東大阪市内の路線バスの2路線に中国・BYD製のJ6(小型バス)が2台導入された[172]。
  - 新太田タクシー - 2022年3月6日導入。同社が受託する美濃加茂市のコミュニティバスあい愛バスに中国・BYD製のJ6(小型バス)が1台導入された[173]。
  - 那覇バス - 2022年4月15日導入。那覇市内の路線バス「10番・牧志新都心線」と「12番・国場線」に、EVモーターズ・ジャパン(EVM-J)製のMINI Busが2台導入された。EMJ製の電気バスとしては初納車となる[174]。
  - 大分市 - 2022年4月21日導入（運行は2023年3月31日まで）。低速電動モビリティ「グリーンスローモビリティ（シンクトゥギャザー eCOM-10）」の実験運行で利用料金は無料[175]。
  - 東武バス日光 - 2022年4月27日導入。日光市が購入し、東武バス日光にリースする形で主に世界遺産エリア・日光田母沢御用邸記念公園周辺で運行。車両はシンクトゥギャザー製・eCOM-10[176]。
  - 西鉄バス北九州 - 2022年6月27日導入。北九州市の路線バスに中古の大型ディーゼルバス(日デ・スペースランナーRA)を台湾のRAC社で改造した電気バスを1台小倉営業所に導入した[177]。
  - イーグルバス - 2022年7月12日導入。ときがわ町が購入し、イーグルバスにリースする形で中国・揚州亜星製のオノエンスターEV（7m車）が5台導入された[178]。
  - 知多乗合 - 2022年10月1日導入。常滑ボートレース場へのアクセス輸送を兼ねた常滑市コミュニティバスを中心に一般路線バスにも中国・BYD製のJ6（小型バス）が8台導入された[179]。
  - 広島交通 - 2022年11月1日導入。広島市立北部医療センター安佐市民病院へのアクセスを兼ねた可部循環線用に中国・BYD製のJ6（小型バス）が2台導入された[180]。

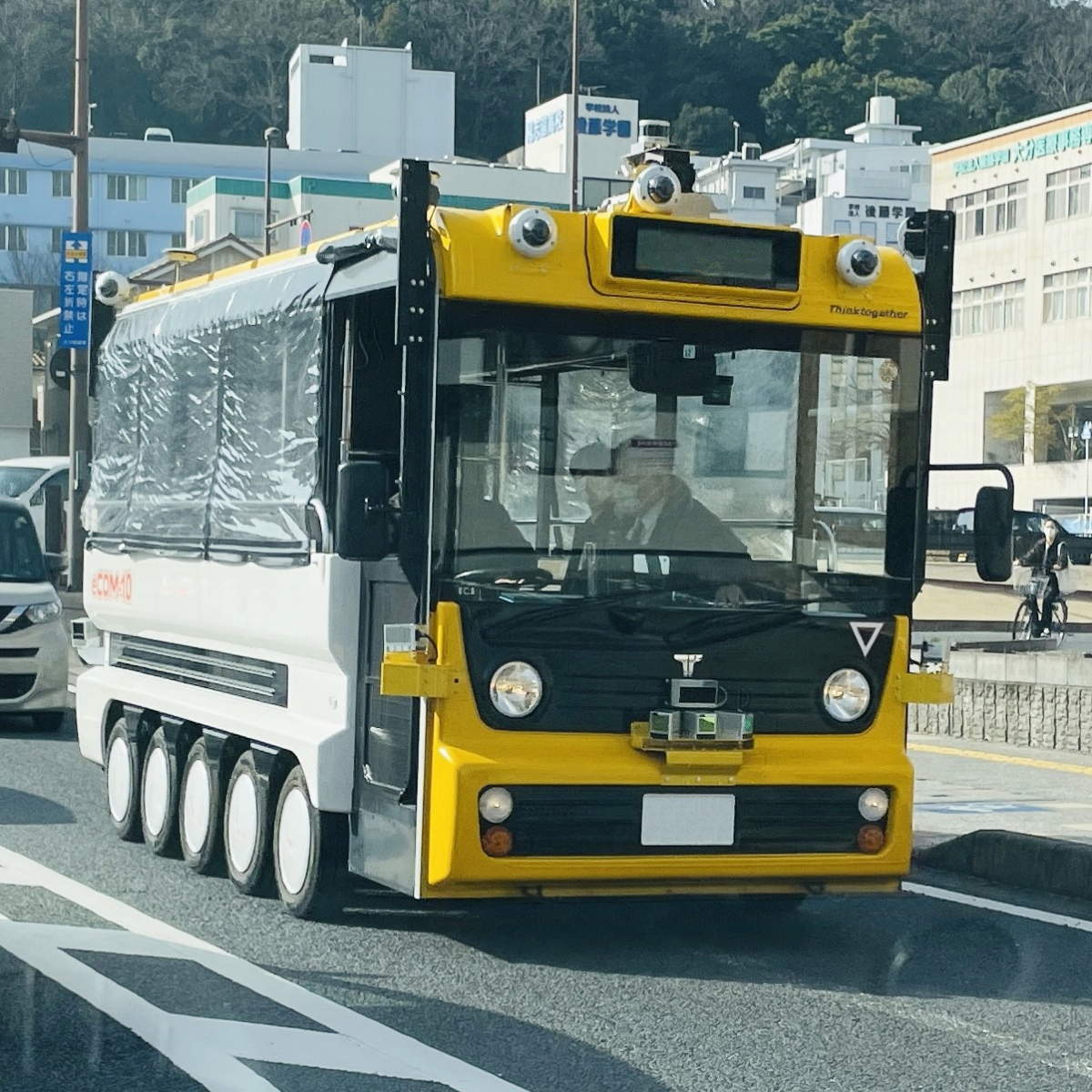
大分市で自動運転実験運行中のeCOM-10
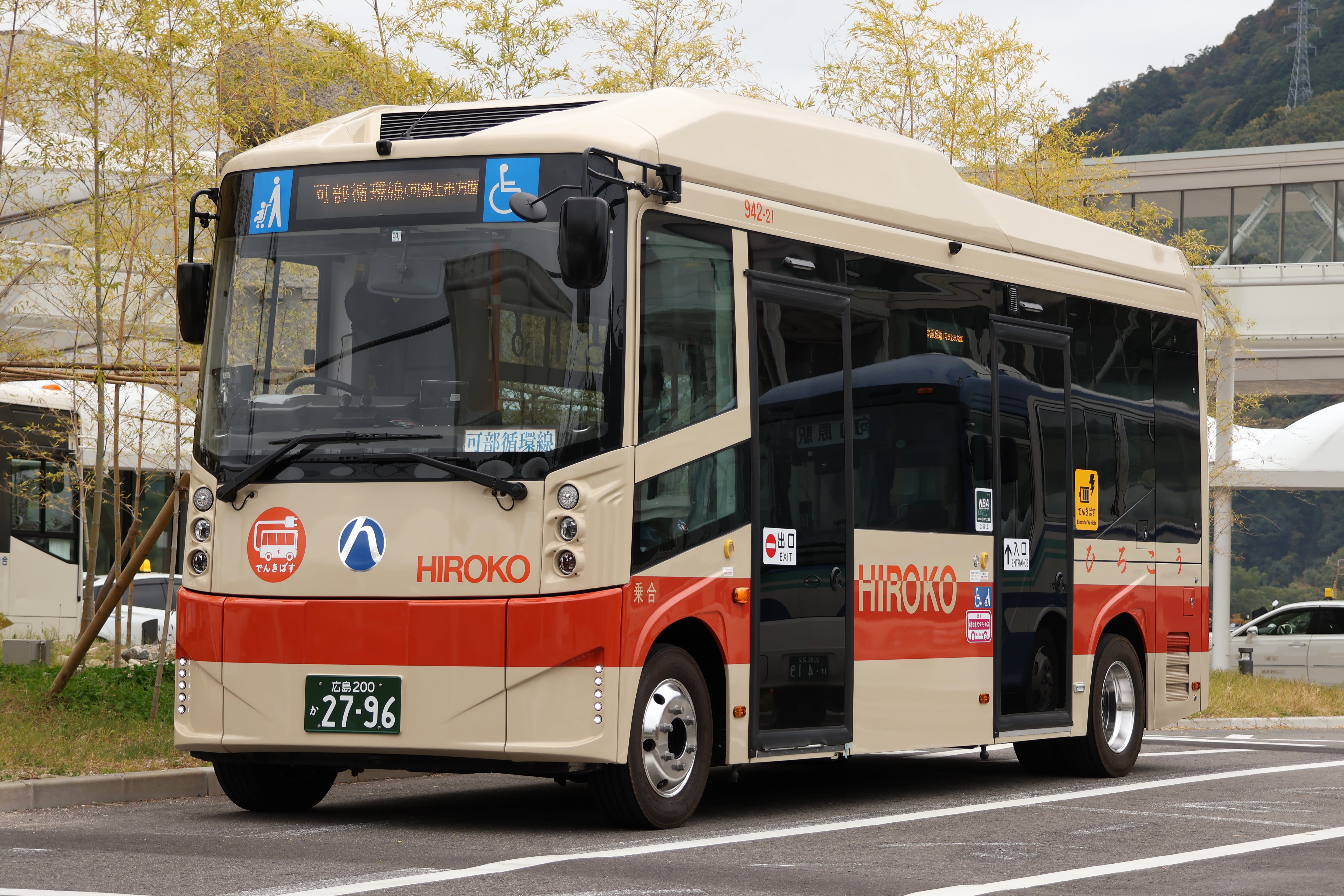
広島交通（BYD・J6）

#### 2023年
- - 東京電力ホールディングス - 2023年1月導入。福島第一原子力発電所構内での関係者輸送バスとして、BYD社製のK8（大型バス）が2台導入された[181]。
  - フジエクスプレス - 2023年1月16日導入。同社が運行を受託する港区コミュニティバス「ちぃばす」にEVモーターズ・ジャパン(EVM-J)製のMINI Busが2台導入された。東日本エリア事業者での導入は初となる[182]。
  - 伊予鉄バス - 2023年1月25日導入。EVモーターズ・ジャパン(EVM-J)社製の大型電気バス「F8 series2」が1台、松山市内の路線バス用に、松山室町営業所に導入された。同社の大型電気バスとしては日本国内初導入となる[183]。
  - 南海バス - 2023年2月1日導入。同社が泉北営業所にて運行を受託する大阪狭山市の循環バスにて中国・BYD社製のJ6（小型バス）が2台導入された[184]。
  - エムケイ観光バス - 2023年2月6日導入。京都市内の企業送迎バスとして、BYD社製のK8(大型バス)が導入された[185]。
  - ジェイアールバス関東 - 2023年2月7日導入。同社が小諸支店にて運行を受託する小諸市コミュニティバスの市内巡回線にて中国・BYD社製のJ6（小型バス）が1台導入された[186]。
  - 朝日自動車 - 2023年2月10日導入。同社が加須営業所にて受託運行をする鴻巣市コミュニティバスの「フラワー号」にて中国・BYD社製のJ6（小型バス）が1台導入され、現在はJ6 2.0も導入されており計.2台導入されている[187][188]。
  - しずてつジャストライン - 2023年2月13日導入。小鹿営業所に中国・アルファバス社製の「ECITY L10」が1台導入された。現在は3台が運行されている。[189]。
  - 東急バス - 2023年3月1日導入。同社が運行を受託する渋谷区コミュニティバス「ハチ公バス」にEVモーターズ・ジャパン(EVM-J)製のMINI Busが2台導入される。東日本エリア事業者での導入はフジエクスプレスに続き2例目[190]。
  - 西表島交通 - 2023年3月1日導入。西表島の路線バスに中国・BYD社製のK8（大型バス）が1台導入された[191]。
  - 那覇バス - 2023年3月13日導入。那覇市内の路線バス「9番・小禄石嶺線」にEVモーターズ・ジャパン(EVM-J)社製の大型電気バス「F8 series2」が1台導入された[192]。
  - 北海道バス - 2023年3月14日導入。同社が運行を受託するエスコンフィールドHOKKAIDOのシャトルバスとしてFビレッジ営業所にBYD社製のK8（大型バス）が導入された[193]。
  - 越後交通 - 2023年3月18日導入。中央環状線「くるりん」用に中国・アルファバス社製の「ECITY L10」が2台導入された[194]。
  - 神奈川中央交通 - 2023年3月20日導入。平塚営業所にBYD社製のK8(大型バス)が1台導入。横浜ゴムのラッピングが施され、同社が運行する平56系統（平塚駅北口〜横浜ゴム食堂）に専属で運用に入る。今後、増備車を加えて全2台体制になる予定。
  - 宮城交通 - 2023年3月21日導入。野村車庫管轄の仙台都心循環バス「まちのり『チョコット』withラプラス」にEVモーターズ・ジャパン(EVM-J)製のMINI Busが2台導入された[195]。
  - 奈良交通 - 2023年3月21日、同社が運行をする「ぐるっとバス」の奈良公園ルートと若草山麓ルートの2路線に中国・BYD社製のJ6（小型バス）2台が導入[196]。当初、2023年2月25日運行開始を予定していた[197]が、発がん性物質「六価クロム」使用問題を受けて一旦延期されていた[198]。
  - 阪急バス - 2023年3月27日導入。茨木営業所に中国・BYD社製のK8(大型バス)が4台導入された[199][200]。
  - 近鉄バス - 2023年3月27日導入。鳥飼営業所と布施営業所に各2台ずつ、稲田営業所に1台の中国・BYD社製のK8（大型バス）が合計5台が導入された[199]。
  - 西東京バス - 2023年3月29日導入。五日市営業所に2台、青梅支所に1台の中国・BYD社製のK8（大型バス）が合計3台が導入された[201]。当初、2023年3月上旬運行開始を予定していたが、発がん性物質「六価クロム」使用問題を受けて運行開始が一旦延期されていた[202]。
  - 京浜急行バス - 2023年3月31日導入。杉田営業所に中国・BYD社製のJ6（小型バス）が2台導入された[203]。
  - おんたけ交通 - 2023年4月1日導入。同社が運行を受託する「木曽町生活交通システム」に中国・BYD社製のJ6（小型バス）が1台導入された[204]。
  - 三岐鉄道 - 2023年4月3日導入。四日市大学線にて中国・BYD社製のK8（大型バス）が1台導入された[205]。
  - 西武バス - 2023年4月7日運行開始[206]。新座営業所に中国・BYD社製のK8(大型バス)が2台導入された[207]。当初、2023年2月27日運行開始を予定していたが、発がん性物質「六価クロム」使用問題を受けて一旦延期されていた[208][209]。
  - 京阪バス - 2023年4月8日導入。門真営業所に中国・BYD社製のK8 1.0（大型バス）が5台導入された。現在はK8 2.0（大型バス）も導入され、計.10台が運行されている[210]。
  - 新潟交通 - 2023年4月14日導入。新潟東部営業所に中国・BYD社製のK8（大型バス）が2台導入され、現在はK8 2.0（大型バス）も導入され、計.4台が、新潟空港リムジンバスにて運行されている[211]。
  - 大新東 - 2023年4月19日導入。レイディアントシティ営業所にEVモーターズ・ジャパン(EVM-J)社製の大型電気バス「F8 series2」が1台導入された。金沢文庫駅西口〜レイディアントシティ横濱ル・グランブルーを結ぶ路線バスで運行されている[212]。
  - 富士急バス - 2023年4月22日運行開始。EVモーターズ・ジャパン(EVM-J)社製の大型電気バス「F8 series2」が1台導入[182]。
  - 富士急湘南バス - 2023年4月22日運行開始。EVモーターズ・ジャパン(EVM-J)社製の大型電気バス「F8 series2」が1台導入[182]。
  - 東武バス日光 - 2023年4月22日追加導入。同社が受託する栃木県立日光自然博物館で日光国立公園内を走るバスとして中国・アルファバス製のECITY L10を1台追加導入[213]。
  - 三重交通 - 2023年4月24日導入。同社が運行を受託する「伊勢市コミュニティバス」に中国・BYD社製のJ6（小型バス）が2台導入された[214]。
  - 神奈川中央交通西 - 2023年4月25日運行開始。平塚営業所に中国・BYD社製のK8（大型バス）が1台追加導入。同社が運行を新たに開始した平塚駅北口からツインシティ大神地区を経由し、本厚木駅南口を結ぶ急行路線バスに専属で運用に入る[215]。
  - 富士急シティバス - 2023年4月27日運行開始。EVモーターズ・ジャパン(EVM-J)社製の大型電気バス「F8 series2」が1台導入[182]。
  - 富士急モビリティ - 2023年4月29日運行開始。EVモーターズ・ジャパン(EVM-J)社製の大型電気バス「F8 series2」が1台導入され、現在では2台が運行されている[182]。
  - 阪神バス - 2023年5月1日導入。尼崎営業所に中国・BYD社製のK8（大型バス）が2台導入された[216]。
  - 東武バスウエスト - 2023年5月8日導入。同社の新座営業所が受託運行する新座市コミュニティバス「にいバス」に中国・BYD社製のJ6(小型バス)が1台導入された[217]。
  - 新日本観光自動車 - 2023年5月14日導入。同社が受託運行する足立区コミュニティバス「はるかぜ」にEVモーターズ・ジャパン(EVM-J)製のMINI Busが1台導入された[218]。
  - 伊丹市交通局 - 2023年5月15日運行開始。広畑営業所に中国・アルファバス製のECITY L10を2台導入[219]。当初、2023年3月運行開始を予定していたが、発がん性物質「六価クロム」使用問題を受けて一旦延期されていた[220][221]。
  - 日立自動車交通 - 2023年5月21日導入。同社が運行する「晴海ライナー」に中国・BYD社製のK8（大型バス）が2台導入された[222]。
  - 名鉄バス - 2023年5月21日導入。名古屋営業所に中国・BYD社製のJ6(小型バス)が1台試験的に導入された[223]。
  - 関東鉄道 - 2023年6月1日運行開始。守谷営業所に中国・BYD社製のK8（大型バス）が2台導入された[224][225]。
  - 西鉄バス - 2023年6月9日運行開始。片江営業所に中古の大型ディーゼルバス(日デ・スペースランナーRA)を西鉄車体技術で改造した電気バスを2台導入した[226][227]。
  - 北九州市交通局 - 2023年6月30日導入。若松営業所にEVモーターズ・ジャパン(EVM-J)製のMINI Busを1台導入[228]。
  - 大阪シティバス - 2023年7月27日導入。酉島営業所にEVモーターズ・ジャパン(EVM-J)社製の大型電気バス「F8 series2」が2台導入された。現在は22台が運行されている。[229][230]。
  - イーグルバス - 2023年8月22日導入。同社が受託運行を行う城西大学の送迎バスに中国・揚州亜星製のオノエンスターEV（10.5m車）が1台導入された[231]。
  - 九州旅客鉄道 - 2023年8月28日導入。日田彦山線BRTに中国・BYD社製のJ6(小型バス)が4台導入され、車両の保有はJR九州が、運行は子会社のJR九州バスが担う[232]。
  - 琉球バス交通 - 2023年9月17日導入。同社が運行を受託している名護市コミュニティバス「なご丸」にEVモーターズ・ジャパン(EVM-J)製のMINI Busが4台導入された[233][234]。
  - 知多乗合 - 2023年10月1日導入。同社が運行を受託している大府市コミュニティバス「ふれあいバス」に1台、東海市コミュニティバス「らんらんバス」に2台、中国・BYD製のJ6（小型バス）が合計で3台追加で導入された[235][236]。
  - 会津乗合自動車 - 2023年10月27日導入。同社が運行しているまちなか周遊バスの「あかべぇ」に中国・BYD社製のJ6（小型バス）が2台と一般路線バスに同車種が1台の合計3台が導入された[237]。
  - 京都バス - 2023年12月16日導入。嵐山営業所に中国・アルファバス社製の大型電気バスの「ECITY L10」が2台導入される[238][239]。

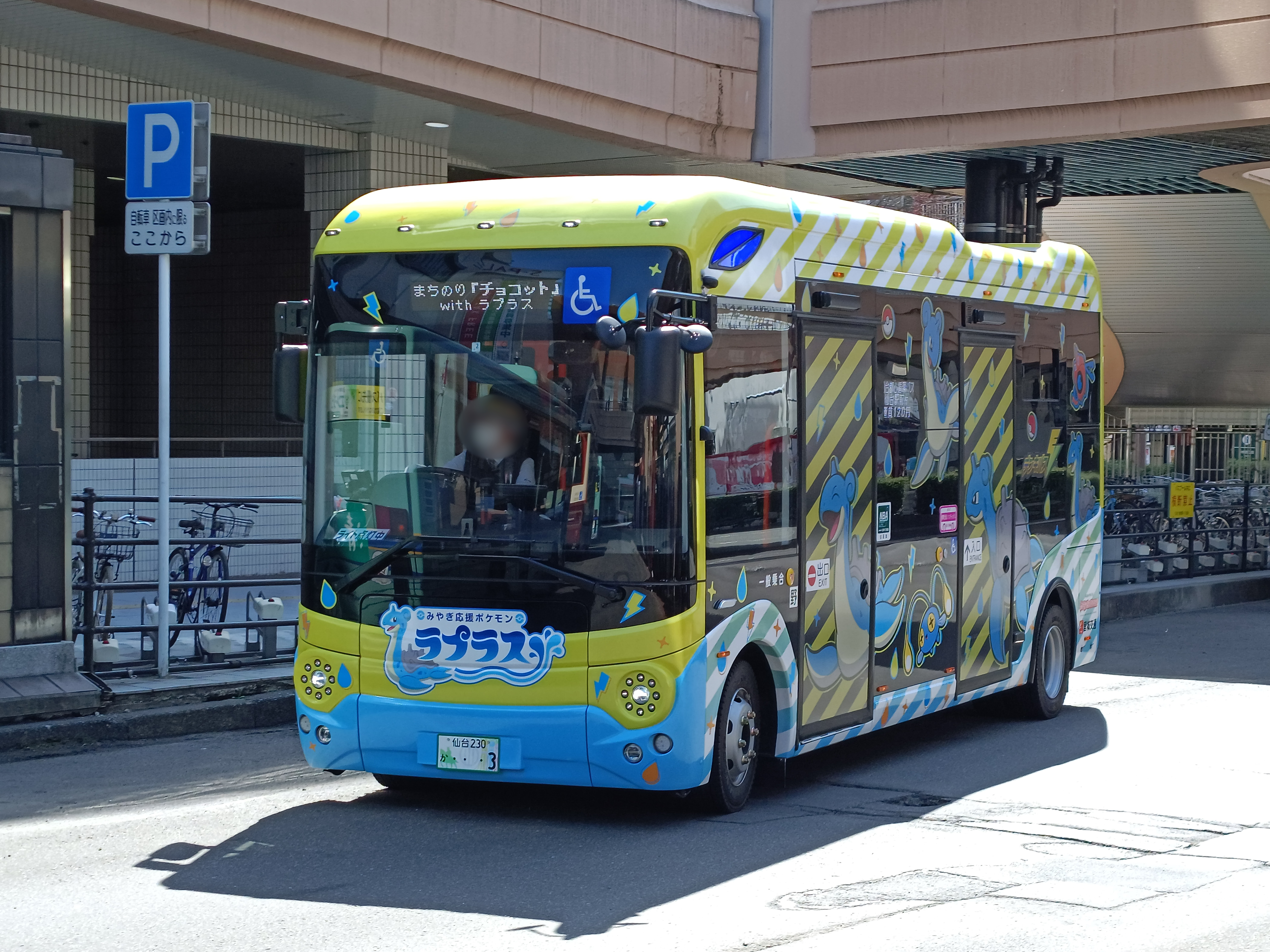
宮城交通（EVモーターズ・ジャパン F8 series4-Mini Bus）
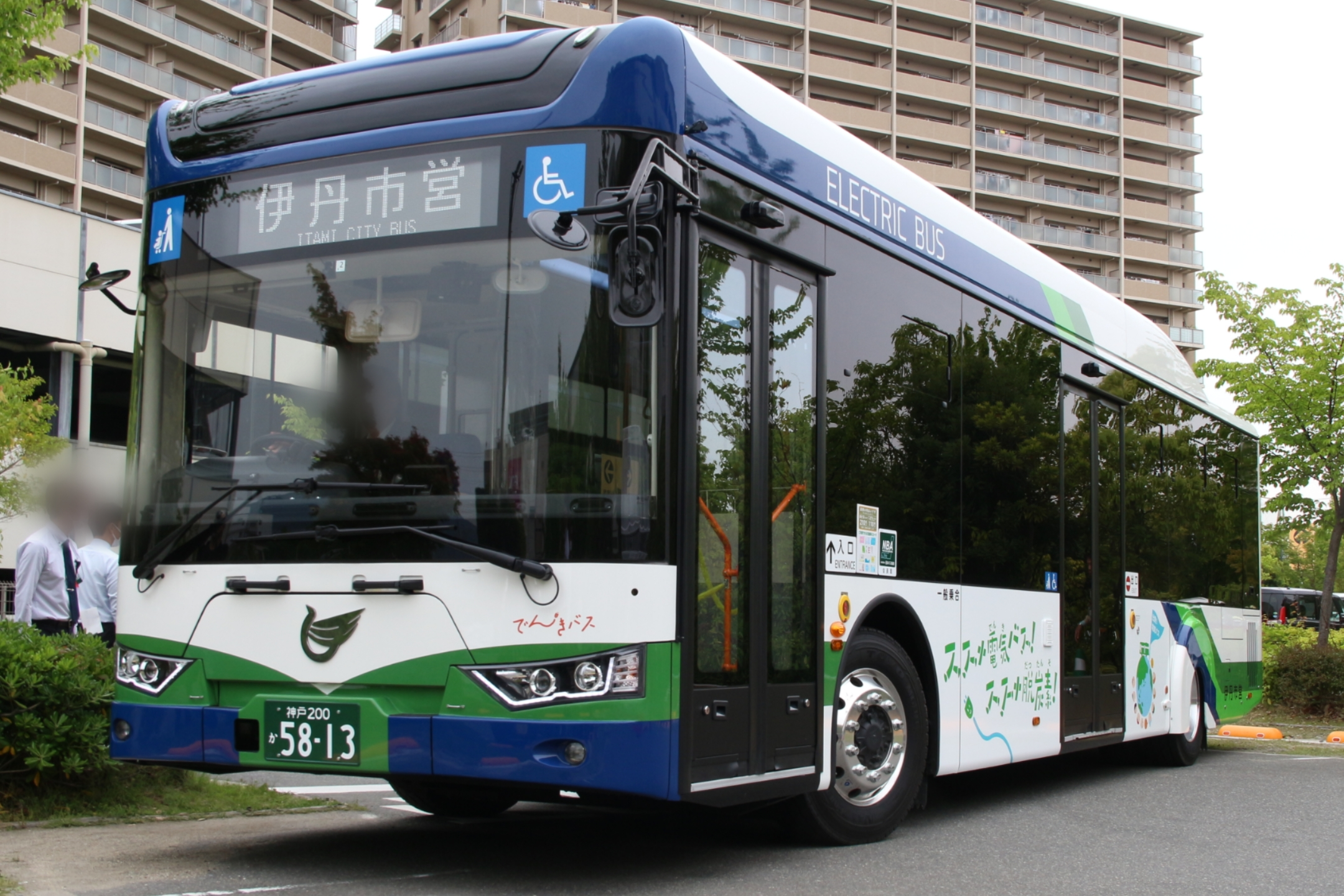
伊丹市交通局（アルファバス・ECITY L10）
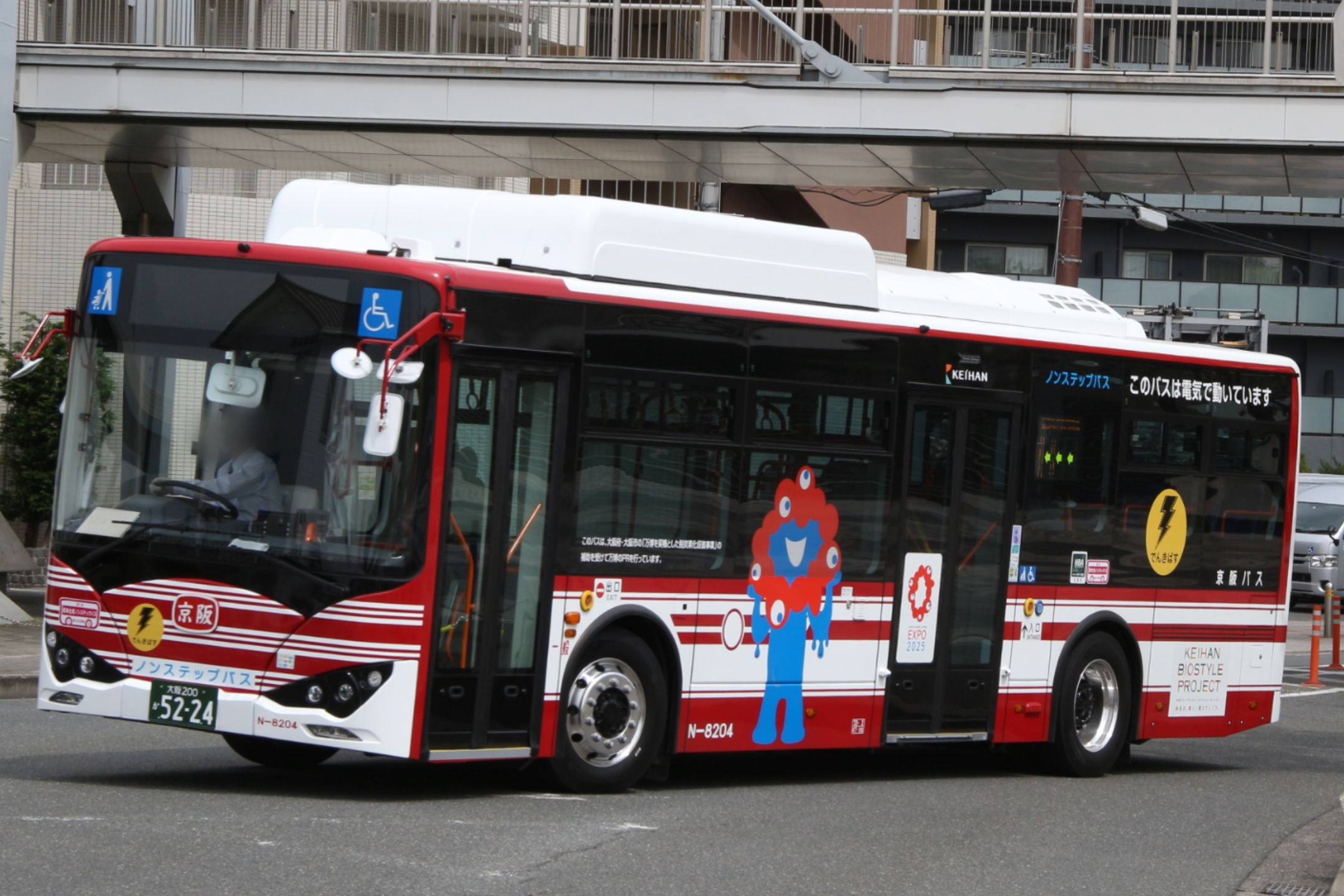
京阪バス（BYD・K8）
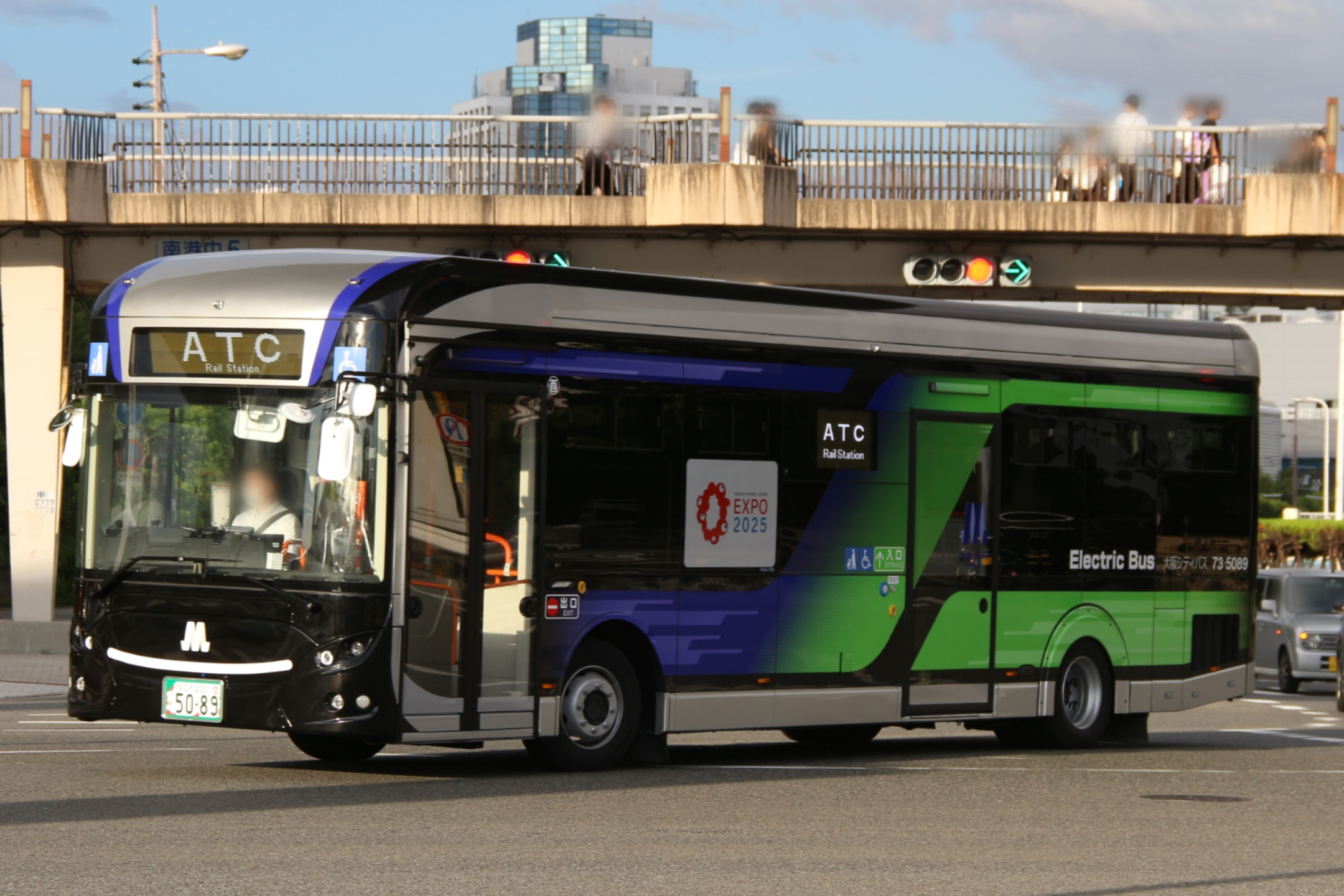
大阪シティバス（EVモーターズ・ジャパン F8 series2-City Bus 10.5m）

#### 2024年
- - 広島交通 - 2024年1月22日導入。勝木営業所の可部千代田線において使用し、中国・BYD製K8 2.0（大型バス）が3台、日本国内で初めて納車された[240]。
  - 近鉄バス - 2024年1月31日導入。鳥飼営業所、八尾営業所と松原営業所にそれぞれ2台ずつ中国・BYD社製のK8 1.0（大型バス）が合計6台導入された[241]。
  - 横芝光町 - 2024年2月2日導入。千葉県横芝光町で通年運行する自動運転の路線バスとして中国・BYD製J6 1.0（小型バス）が1台導入された。自動運転の機能は自動運転のソフトウェアを手掛ける日本のティアフォー社によるもので、7m級の小型電気バスによる通年を通しての自動運転は日本で初めてとなる[242]。
  - 関東自動車 - 2024年2月3日導入。宇都宮市内の路線バスにおいて中国・BYD製K8 2.0（大型バス）が5台導入された[243]。
  - 関東鉄道 - 2024年2月19日導入。水戸営業所、土浦営業所とつくば中央営業所に中国・BYD社製のK8 2.0（大型バス）がそれぞれ1台ずつ、合計で3台導入された[244]。
  - 伊予鉄バス - 2024年2月20日導入。高浜駅 (愛媛県)と松山観光港を結ぶ自動運転による路線バスの運行開始に先立ちEVモーターズ・ジャパン(EVM-J)製の「F8 series4 MINI-Bus」が1台導入された[245]。
  - 神姫バス - 2024年2月23日導入。姫路営業所が運行する城周辺観光ループバスにおいて、中国・BYD製J6 2.0（小型バス）が2台、日本国内で初めて納車された[246]。
  - つゝじ観光バス - 2024年2月29日導入。同社が受託運行する群馬県館林市の広域公共路線バスの多々良巡回線において、中国・BYD製J6 1.0（小型バス）が1台導入された[247]。
  - マルイ観光バス - 2024年2月29日導入。離島路線などで運行をする予定で、EVモーターズ・ジャパン(EVM-J)製のF8 series4 MINI-Busが1台導入された[248]。
  - 新潟交通観光バス - 2024年3月4日導入。村上営業所が受託運行する村上市コミュニティバス「せなみ巡回バス」において、中国・BYD製J6 2.0（小型バス）を1台導入する[249]。
  - 宇和島自動車 - 2024年3月6日導入。宇和島市内線にてEVモーターズ・ジャパン(EVM-J)製のF8 series4 MINI-Busが2台導入された[250]。
  - 鴨田タクシー - 2024年3月6日導入。同社が運行を受託している香川県・三豊市コミュニティバスの高瀬仁尾線にてEVモーターズ・ジャパン(EVM-J)製のF8 series4 MINI-Busが1台導入され、3月30日まで実証運行を行い、4月1日から本格運行を計画している[251]。
  - 小松市 - 2024年3月9日導入。石川県小松市で通年運行する自動運転の路線バスとして小松駅から小松空港を結ぶ。中国・BYD製J6 1.0（小型バス）が1台導入された。自動運転の機能は自動運転のソフトウェアを手掛ける日本のティアフォー社によるもの[252]。
  - 京浜急行バス - 2024年3月11日導入。衣笠営業所と追浜営業所に中国・BYD製K8 2.0（大型バス）がそれぞれ1台ずつ計.2台が導入される[253]。
  - 西武バス - 2024年3月15日導入。新座営業所が受託運行する清瀬市コミュニティバス「きよバス」において中国・BYD製J6 1.0（小型バス）が1台導入された[254]。
  - 小田急バス - 2024年3月16日導入。武蔵境営業所において中国・BYD製K8 1.0（大型バス）が2台導入された[255]。
  - 京福バス - 2024年3月16日導入。福井営業所が運行するすまいるバスにおいてEVモーターズ・ジャパン(EVM-J)製のF8 series4 MINI-Busが4台導入された[256]。
  - 名鉄バス - 2024年3月22日導入。名古屋営業所に中国・BYD社製のK8 2.0(大型バス)が1台導入された[257]。
  - 福島交通 - 2024年3月24日導入。福島支社が運行する古関メロディーバスにおいて中国・BYD製J6 1.0（小型バス）が1台導入された[258]。
  - 広電バス - 2024年3月25日導入。曙支所のエキまちループにおいて使用し、中国・BYD製K8 2.0（大型バス）が2台導入された[259]。
  - 広島バス - 2024年3月25日導入。大州営業課のエキまちループにおいて使用し、EVモーターズ・ジャパン(EVM-J)社製の大型電気バス「F8 series2」が2台導入された[259]。
  - 神奈川中央交通 - 2024年3月25日導入。町田営業所の「まちっこ」において、中国・BYD製J6 2.0（小型バス）が1台導入された[260][261]。
  - 京成バス - 2024年3月25日導入。江戸川営業所に中国・BYD製K8 2.0（大型バス）が2台。奥戸営業所が受託運行する墨田区内循環バスに中国・BYD製J6 2.0（小型バス）が2台導入された[262]。
  - 東急バス - 2024年3月26日導入。目黒営業所が受託運行を行う目黒区コミュニティバス「さんまバス」において中国・BYD製J6 2.0（小型バス）が3台導入された[263]。
  - 川崎鶴見臨港バス - 2024年3月26日導入。浜川崎営業所と神明町営業所に中国・BYD製K8 2.0（大型バス）がそれぞれ1台ずつ計.2台導入された[264]。
  - 立川バス - 2024年3月27日導入。福生営業所に中国・BYD社製のK8 2.0（大型バス）が1台導入され、すみっコぐらしが描かれたデザインとなっている[265]。また2025年に追加で1台同車種の車両が導入され、リラックマが描かれたデザインとなっている[266]。
  - 阪急バス - 2024年3月27日導入。猪名川営業所にEVモーターズ・ジャパン(EVM-J)社製の大型電気バス「F8 series2」が4台導入された[267]。
  - 福島交通 - 2024年3月27日導入。郡山支社において中国・BYD製K8 2.0（大型バス）が1台導入された。
  - 鹿児島市交通局 - 2024年3月27日導入。新栄営業所においてEVモーターズ・ジャパン(EVM-J)社製の中型電気バス「F8 series2（8.8ｍ車)」の2台が日本国内で初めて導入された[268]。
  - 日立自動車交通 - 2024年3月27日導入。同社が受託運行を行う東京都・北区コミュニティバス「Kバス」の浮間ルートにおいて中国・BYD製J6 2.0（小型バス）が3台導入された[269]。
  - 神姫バス - 2024年3月30日導入。姫路東出張所に中国・アルファバス社製の大型電気バスの「ECITY L10」が1台導入される[270]。
  - 京王バス - 2024年3月30日導入。永福町営業所が受託運行する杉並区コミュニティバス「すぎ丸」のけやき路線において、中国・BYD製J6 2.0（小型バス）を1台導入する[271]。
  - 芸陽バス - 2024年3月30日導入。スカイレールタウンみどり坂のシャトルバス「みどり坂タウンバス」に中国・揚州亜星製のオノエンスターEV（9m車）が8台導入された[272]。
  - 江ノ電バス - 2024年3月31日導入。湘南営業所に中国・BYD社製のK8 2.0（大型バス）とJ6 2.0（小型バス）がそれぞれ1台ずつ導入された[273]。
  - 西武バス - 2024年4月1日導入。滝山営業所に中国・アルファバス社製の大型電気バスの「ECITY L10」が2台導入される。
  - 名鉄バス - 2024年4月1日導入。名古屋営業所が受託運行を行う長久手市コミュニティバス「N-バス」において中国・BYD社製のJ6 2.0(小型バス)が1台導入された[274]。
  - フォーブル - 2024年4月1日導入。EVモーターズ・ジャパン(EVM-J)製のF8 series4 MINI-Busが1台導入される[275]。
  - 鯱バス - 2024年4月1日導入。特定企業輸送向けに中国・アルファバス社製の大型電気バス「ECITY L10」が1台導入された[276]。
  - 関東鉄道 - 2024年4月1日導入。守谷営業所が受託運行を行う取手市コミュニティバス「ことバス」において中国・BYD製J6 2.0（小型バス）が1台導入された[277]。
  - 西鉄バス宗像 - 2024年4月1日導入。同社が受託運行を行う宗像市コミュニティバス「ふれあいバス」にてEVモーターズ・ジャパン(EVM-J)製のF8 series4 MINI-Busが1台導入される[278]。
  - 西東京バス - 2024年4月1日導入。同社五日市営業所が受託運行を行うあきる野市コミュニティバス「るのバス」において中国・BYD社製「J6 2.0」が1台導入されました[279]。
  - 山梨交通 - 2024年4月1日導入。甲府駅～米倉山を結ぶシャトルバスにて中国・アルファバス社製の小型電気バス「ECITY L6」が1台導入された。同車は日本国内初の導入となる。
  - みなと観光バス - 2024年4月3日導入。同社が受託運行する南あわじ市コミュニティバス「らん・らんバス」において、中国・BYD製J6 2.0（小型バス）が2台導入された[280]。
  - 新富町 - 2024年4月4日導入。宮崎県新富町が運行するコミュニティバスにおいて中国・BYD製J6 2.0（小型バス）が1台導入された[281]。
  - 中国バス - 2024年4月8日導入。府中営業所が受託運行する府中市コミュニティバス「府中ぐるっとバス」の右回りルートにおいて、中国・BYD製J6 2.0（小型バス）が1台導入された[282]。
  - 名阪近鉄バス - 2024年4月8日導入。若森営業所に中国・BYD製J6 2.0（小型バス）が1台導入された[283]。
  - 茨城交通 - 2024年4月8日導入。鯉渕営業所に中国・BYD社製のK8 2.0（大型バス）が2台導入された。
  - 岩手県交通 - 2024年4月9日導入。松園営業所に中国・BYD製K8 2.0（大型バス）が1台導入された[284]。
  - 伊江島観光バス - 2024年4月10日導入。伊江島の島内一般路線用に中国・BYD製J6 2.0（小型バス）を1台導入[285]。
  - アストラゼネカ - 2024年4月10日導入。米原工場において社員送迎バス用として中国・BYD製J6 2.0（小型バス）が1台導入された[286]。
  - 住友化学 - 2024年4月10日導入。千葉工場において社員送迎及び工場間の移動用にEVモーターズ・ジャパン(EVM-J)製のF8 series6-Coach 8.8mが1台導入される[287]。
  - 十和田観光電鉄 - 2024年4月12日導入。三沢営業所に中国・BYD社製のK8 2.0（大型バス）が1台導入された[288]。
  - 日立自動車交通 - 2024年4月15日導入。同社が受託運行を行う東京都・中央区コミュニティバス「江戸バス」において中国・BYD製J6 2.0（小型バス）が1台導入された[289]。
  - 協栄流通 - 2024年4月15日導入。埼玉県所沢市の事業所物流従業員送迎バスとして運行[290]。
  - 京王バス - 2024年4月24日導入。永福町営業所に中国・BYD製K8 2.0(大型バス)が2台導入された。
  - 岐阜乗合自動車 - 2024年4月下旬運行開始予定。関営業所が受託運行を行う関市内巡回バス「関シティバス」において中国・BYD製J6 2.0（小型バス）が1台導入された[291]。
  - 備北交通 - 2024年4月下旬運行開始予定。三次営業所が運行を行う三次市街地循環バス「くるるん」において中国・BYD製J6 2.0（小型バス）が1台導入された[292]。
  - 西武バス - 2024年5月14日導入。同社所沢営業所が受託運行を行う所沢市コミュニティバス「ところバス」において中国・BYD製J6 2.0（小型バス）が1台導入された[293]。
  - PILLAR - 2024年5月16日導入。三田工場の社員送迎用に中国・BYD社製のK8 2.0（大型バス）が1台導入された[294]。
  - 日東交通 - 2024年5月27日導入。同社館山営業所が受託運行を行う館山市街地循環バス「かいまーる」号において中国・BYD製J6 2.0（小型バス）が1台導入された[295]。
  - 沖縄県本部町 - 2024年6月1日導入。町内周遊バスとして中国・BYD製J6 2.0（小型バス）が1台導入された[296]。
  - おきえらぶフローラルホテル - 2024年6月3日導入。宿泊者の送迎用としてEVモーターズ・ジャパン(EVM-J)製のF8 series4 MINI-Busが1台導入される[297]。
  - 赤城観光自動車 - 2024年6月3日導入。同社が受託運行を行う群馬県みどり市の大間々笠懸路線バスにおいて中国・BYD製J6 2.0（小型バス）が1台導入された[298]。
  - 東急バス - 2024年7月19日導入。目黒営業所と瀬田営業所に2台、弦巻営業所に3台の計.5台の中国・BYD製K8 2.0(大型バス)が導入された。
  - 立山町営バス - 2024年8月1日導入。富山県立山町の町営バスとして、中国・BYD製J6 2.0（小型バス）が1台導入された[299]。
  - 札幌リゾート開発 - 2024年10月1日導入。同社が運行を行う豊平峡ダムのシャトルバスとして、中国・BYD製J6 2.0（小型バス）が1台導入された[300]。
  - 西東京バス - 2024年11月10日導入。五日市営業所と楢原営業所、青梅支所に2台ずつ計.6台の中国・BYD製K8・2.0(大型バス)と五日市営業所に1台、青梅支所に2台の中国・アルファバス社製の大型電気バス「ECITY L10」が計.3台導入された。
  - 岩手県北自動車 - 2024年11月21日導入。宮古営業所に中国・BYD製J6 2.0（小型バス）が3台導入された[301]。
  - 伊予鉄バス - 2024年12月25日導入。高浜駅から松山観光港間を結ぶシャトルバスに全国で初めて自動運転「レベル4」対応の小型電気バスが運行開始された。車両は、アルファバス社製「ECITY L6」が1台導入された[302]。

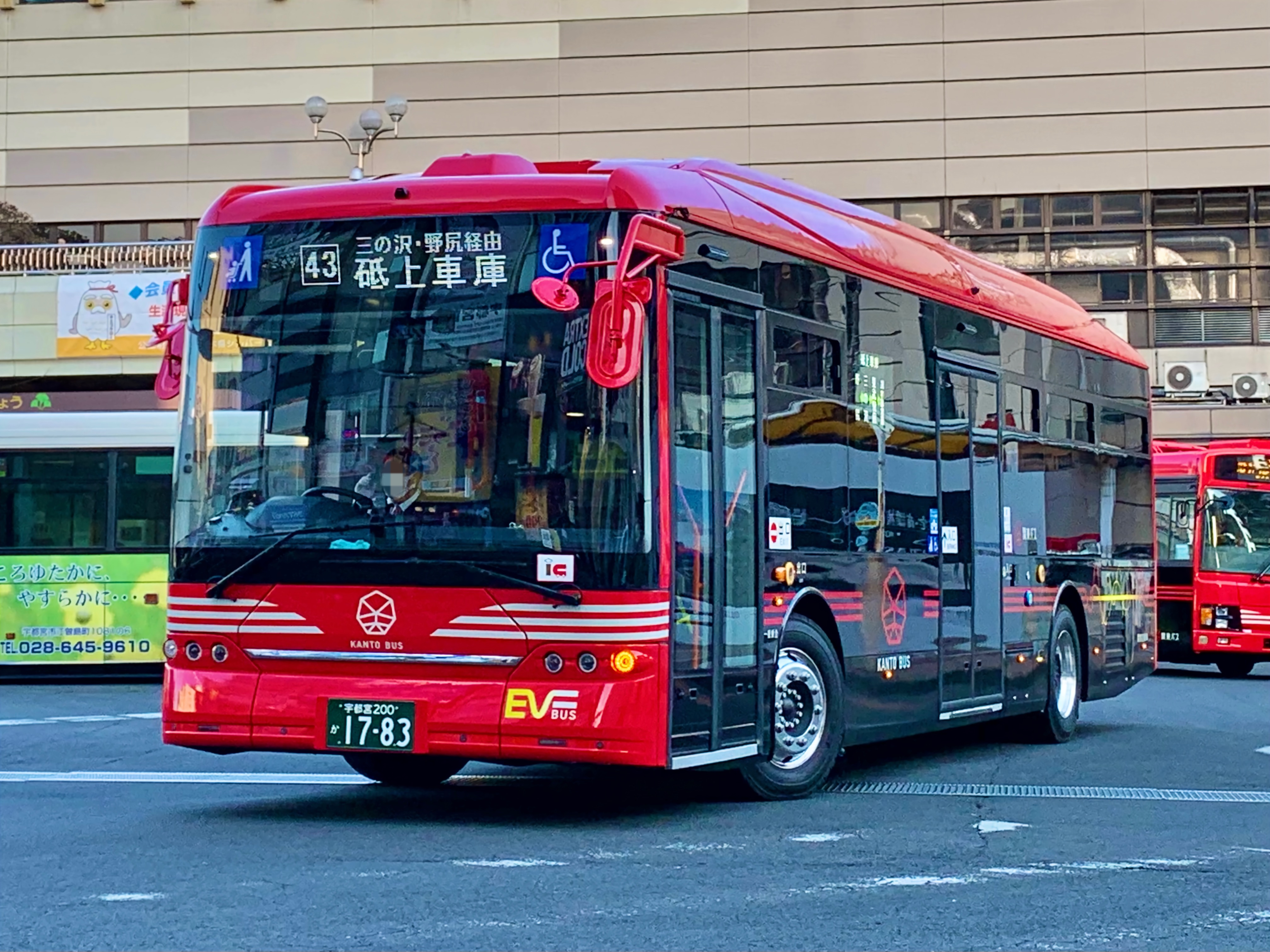
関東自動車（BYD・K8 2.0)
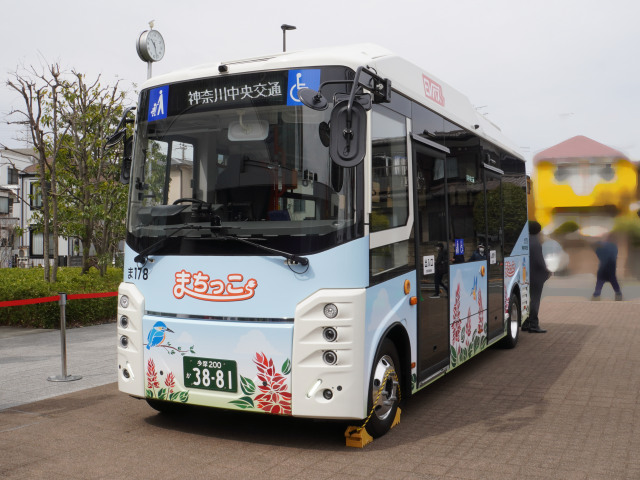
神奈川中央交通（BYD・J6 2.0）

#### 2025年
- 京成タウンバス - 2025年1月25日導入。一般路線用に中国・BYD製K8 2.0（大型バス）が2台導入された[303]。
- 千葉交通 - 2025年1月29日導入。成田営業所の一般路線用に中国・BYD製K8 2.0（大型バス）が4台導入された[304]。
- 東武バスセントラル - 2025年2月28日導入。足立営業事務所の一般路線用にいすゞ自動車製のエルガEVが2台導入された[305]。
- 川崎市交通局 - 2025年3月3日導入。塩浜営業所の一般路線用にEVモーターズ・ジャパン(EVM-J)社製の大型電気バス「F8 series2」が3台導入された[306]。
- 名鉄バス - 2025年3月10日導入。いすゞ自動車製のエルガEVが名古屋中央営業所に1台導入され、基幹バス本地ヶ原線で運行[307]。
- 京浜急行バス - 2025年3月17日導入。杉田営業所にいすゞ自動車製のエルガEVが2台、久里浜営業所に中国・BYD製の「K8 2.0]が3台導入された[308]。
- 神奈川中央交通 - 2025年3月19日導入。平塚営業所の一般路線用にいすゞ自動車製のエルガEVが1台、中国・BYD社製のK8 2.0（大型バス）が4台導入された[309]。
- 大分バス - 2025年3月22日導入。大分中央営業所の一般路線用にEVモーターズ・ジャパン(EVM-J)社製の大型電気バス「F8 series2」が1台導入された[310]。
- 弘南バス - 2025年3月22日導入。弘前営業所の土手町循環バスにおいてEVモーターズ・ジャパン(EVM-J)社製の中型電気バス「F8 series2（8.8ｍ車)」の2台が導入された[311]。
- 京成トランジットバス - 2025年3月24日導入。塩浜営業所に中国・アルファバス社製の大型電気バスの「ECITY L10」が2台導入される[312]。
- 東京ベイシティ交通 - 2025年3月27日導入。一般路線用にいすゞ自動車製のエルガEVが2台導入された。また中国・BYD製J6・2.0(小型バス)も併せて2台が導入された[313]。
- 京成バス - 2025年3月31日導入。金町営業所の一般路線用にいすゞ自動車製のエルガEVが2台導入された[314]。
- 南海ウイングバス - 2025年3月31日導入。本社営業所が受託運行する大阪府岸和田市のコミュニティバスローズバスに中国・BYD製J6・2.0(小型バス)が2台導入された[315]。
- 協同バス - 2025年4月1日運行開始予定。同社が受託運行を行う上尾市コミュニティバスにおいて中国・BYD製J6・2.0(小型バス)が1台導入された[316]。
- 丸建つばさ交通 - 2025年4月1日運行開始予定。同社が受託運行を行う上尾市コミュニティバスにおいて中国・揚州亜星製のオノエンスターEV（7m車）が1台導入された[316]。
- 筑後市 - 2025年4月7日運行開始予定。筑後南小学校のスクールバスとして、EVモーターズ・ジャパン(EVM-J)社製のEVマイクロバス「V8 series1-Micro Bus」が4台導入された。スクールバスの電動化は国内初[317]。
- 三重交通 - 2025年4月運行開始予定。四日市営業所の一般路線用にいすゞ自動車製のエルガEVが1台導入された[318]。
- 三岐鉄道 - 2025年4月運行開始予定。一般路線用に中国・BYD製J6 2.0（小型バス）が1台導入された[318]。
- 北陸鉄道 - 2025年4月上旬運行開始予定。金沢営業所が受託運行を行う金沢ふらっとバスの此花ルートの車両にEVモーターズ・ジャパン(EVM-J)社製の小型電気バス「F8 series4 MINI-Bus」が1台導入された[319]。
- 大阪メトロ - 2025年4月13日運行開始予定。大阪万博のシャトルバスとしていすゞ自動車製のエルガEVが24台導入された[320]。
- 立山黒部貫光 - 2025年4月15日運行開始予定。立山トンネル電気バス用に中国・BYD製K8 2.0（大型バス）が8台導入される[321]。